# St-Étienne (Chambon-sur-Lac)

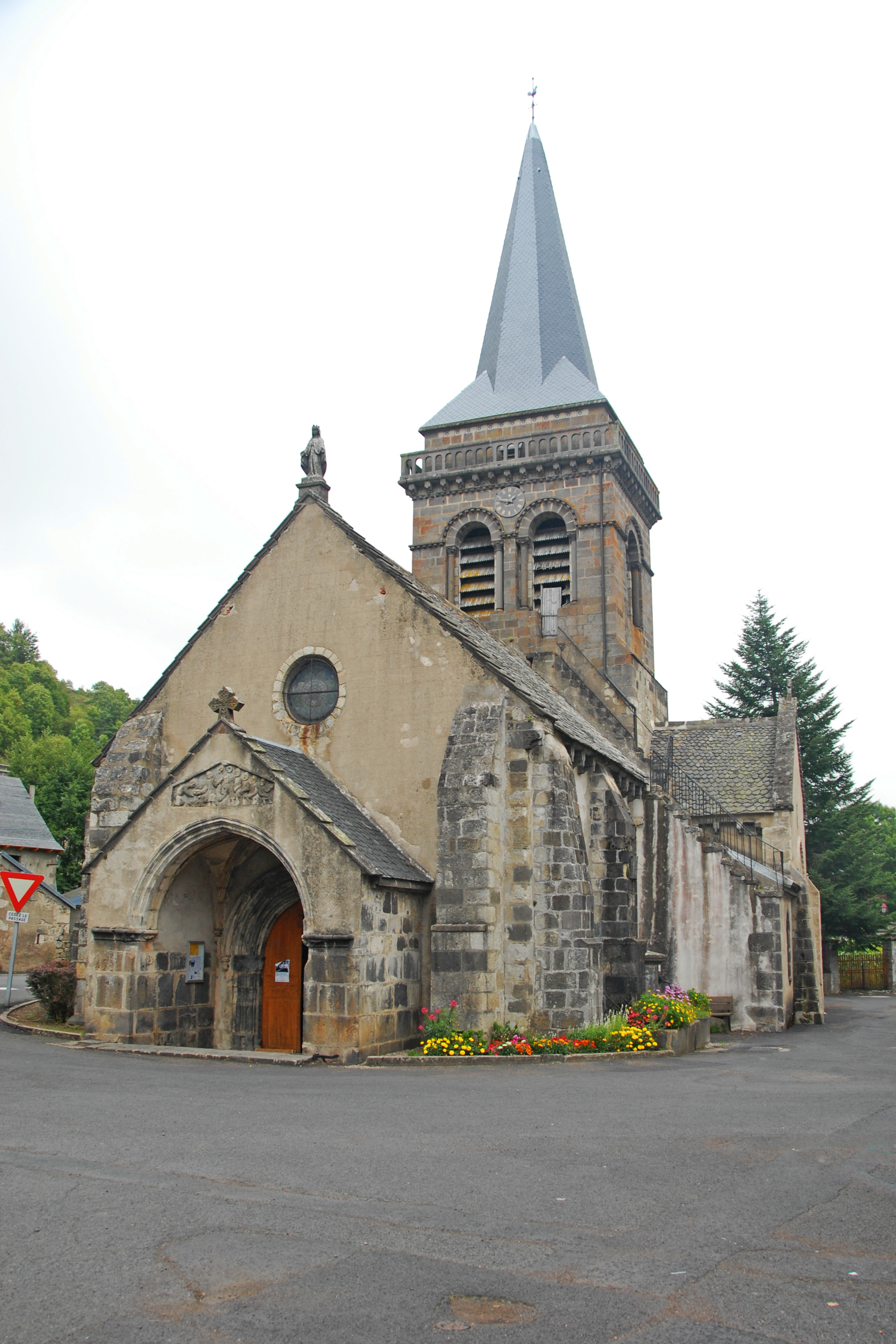
Dorfkirche Chambon-sur-Lac, von Westen

Die Kirche St-Étienne in Chambon-sur-Lac liegt inmitten der Ortsbebauung und ist romanischen Ursprungs des 12. Jahrhunderts.
Das Dorf liegt im Talgrund der Couze Chambon, westlich des Stausees Lac-du-Chambon in der Region Auvergne-Rhône-Alpes im Département Puy-de-Dôme und etwa 35 km südwestlich der Großstadt Clermont-Ferrand am östlichen Rand der Monts Dore. Zu den Sehenswürdigkeiten Chambons zählt auch die bei Kennern der auvergnatischen Romanik geschätzte romanische Friedhofskapelle, ein Zentralbau mit Ursprüngen im 10. Jahrhundert. Sie befindet sich auf dem höher gelegenen Friedhof am nordöstlichen Ortsrand, auf dem Hang jenseits der Durchgangsstraße, etwa 200 Meter von der Kirche entfernt.

## Geschichte
Nach ihren bescheidenen Quellen wird ihre Entstehung auf das 12. Jahrhundert bis Anfang des 13. Jahrhunderts datiert. Ihr ursprünglicher Baustil wird dort mit „auvergnatischer Romanik“ (frz. Roman Auvergnat) angegeben. Diese Angabe muss allerdings angezweifelt werden, zumindest im Bezug auf die wesentlich anspruchsvollere Skulptur der auvergnatischen Romanik der Hauptkirchen der Basse Auvergne oder der Limagne, wie etwa die der Stiftskirche Notre-Dame du Port und der St-Nectaire (Saint-Nectaire), wie auch diejenige bei der benachbarten Friedhofskapelle.
Der erste Patron, dem die Kirche geweiht war, ist der heilige Stephanus (frz. Saint Étienne). Ihm ist die Reliefskulptur eines ehemaligen Tympanon-Monolithen gewidmet, der später in das Giebelfeld des gotischen Narthex' eingesetzt worden ist.
Der romanische Bauabschnitt besitzt den klassischen Grundriss in Form eines lateinischen Kreuzes, aus einem einschiffigenen Langhaus, einem Querhaus, mit ausgeschiedener Vierung und zwei Querhausarmen einem Chorjoch mit halbrunder Chorapsis.
Die beiden seitlichen Kapellenanbauten das dritte Langhausjoch sind im Innern zweifelsfrei der gotischen Stilepoche (etwa 14. Jahrhundert) zuzuordnen. Die nördliche Kapelle besitzt das einzige gotische Spitzbogenfenster der Kirche.
Der spitze Turmhelm wurde entweder in der Gotik errichtet, vielleicht infolge eines flach geneigten romanischen Turmhelms. Er könnte aber auch neuzeitlicher Entstehung sein.
Die Datierung der beiden seitlichen Anbauten in den Winkeln zwischen Chorjoch und den Querhausarmen ist ungewiss. Es handelt sich um eine Sakristei und einen weiteren Nebenraum.
Sie könnten ebenfalls neuzeitlichen Ursprungs sein.
In den oben genannten Quellen wird berichtet, dass das Bodenniveau um die Kirche herum im Laufe der Jahre um 1,80 Meter angewachsen sei. Man habe das auf Grund von Grabungen im Jahr 1882 festgestellt, bei denen drei Plattenböden gefunden wurden, zwischen denen sich Kiesgeröll aufgetürmt hatte. Die Ursache wird den Überflutungen des Dorfes durch den häufig anschwellenden Gebirgsbach Couze zugeschrieben. Vermutlich ist das auch die Hauptursache für die Verlagerung des Friedhofs von der Kirche auf den gegenüber ansteigenden Hang.

## Bauwerk

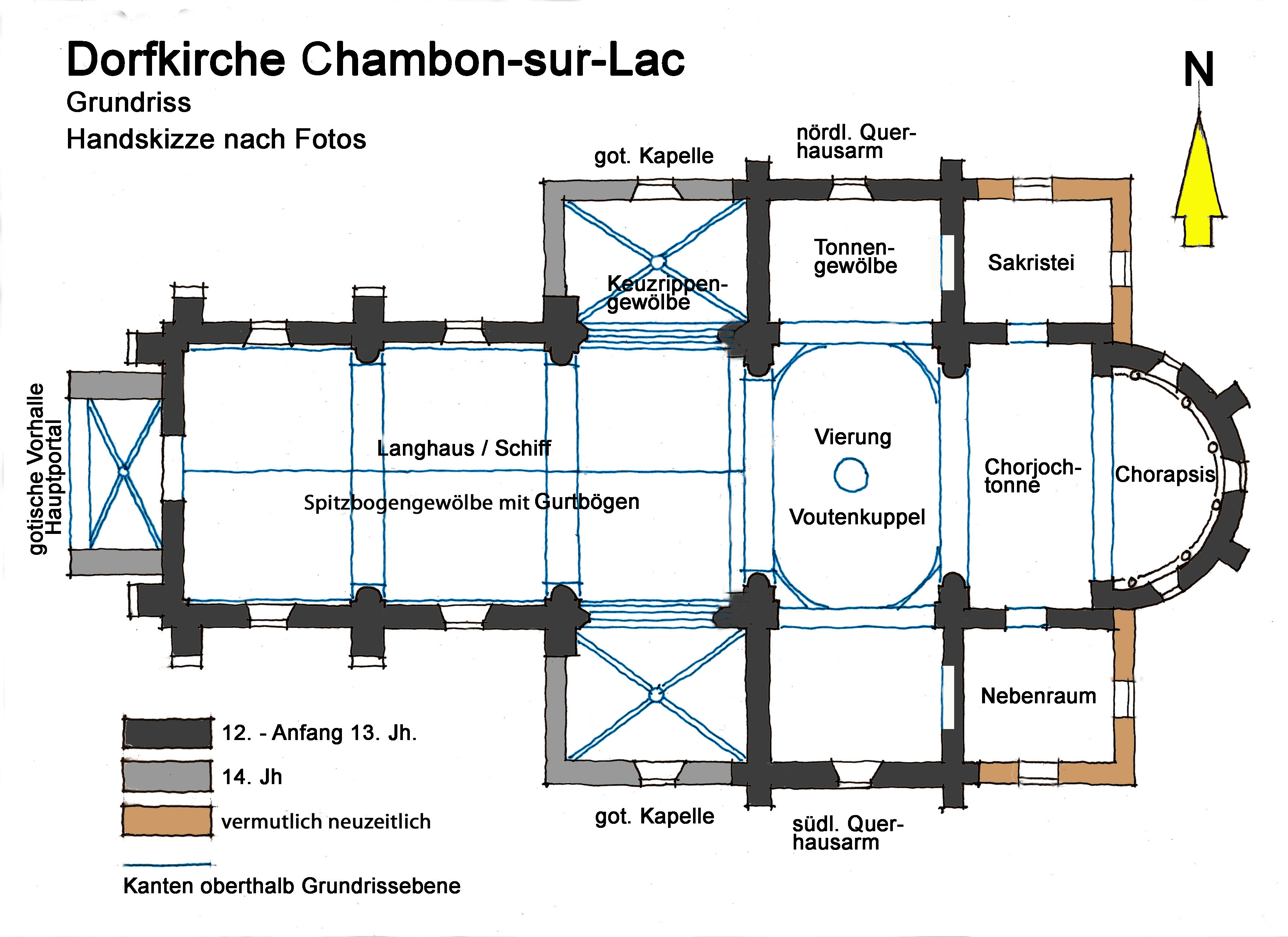
Dorfkirche Chambon-sur-Lac, Grundriss, Handskizze

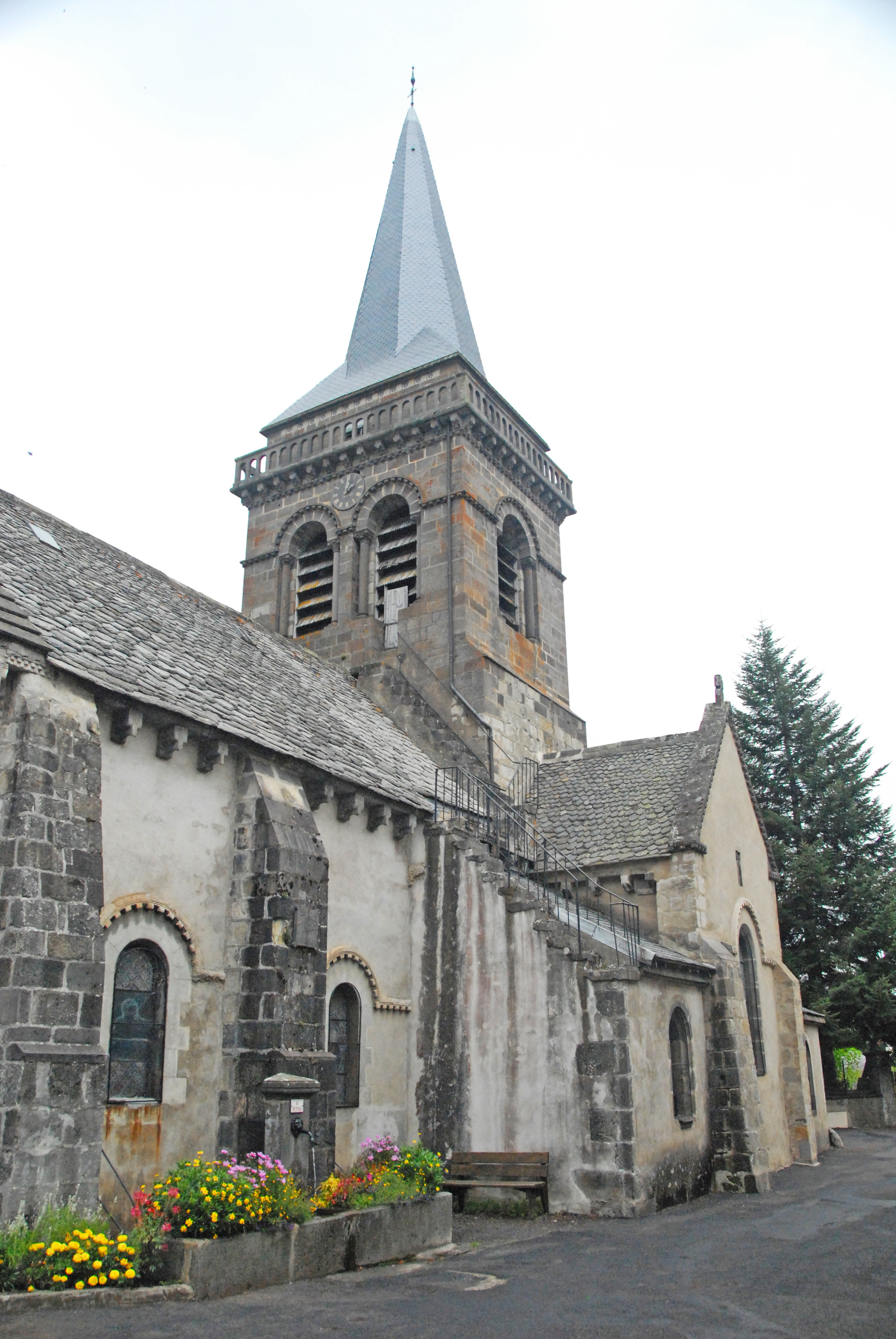
Langhaus von SW

### Äußere Erscheinung
Bis auf wenige Ausnahmen sind alle Oberflächen der Wände in hellgrauen bis hellbeigen Farbtönen mit Verputz beschichtet. Alle Bauteile des Vierungsturms sind steinsichtig aus grauen, vereinzelt bis fast weißen glatten Werksteinen gefügt, das Mauerwerk aus Steinen mittleren Formats, in regelmäßigen gleich hohen Schichten vermauert. Ebenfalls steinsichtig, aber in deutlich wechselnden Farbtönen, von fast weiß bis hin zum dunklen Grau und in mittelgroßen Formaten, sind alle Strebepfeiler, Bauteilecken, wie Öffnungskanten, Teile der Wände vom Narthex, Chorjoch und Chorapsis gemauert. Steinsichtig und hellgrau sind alle von Steinmetzen gearbeiteten Dekorationen, wie Gesimse, Kragsteine, Giebelkreuze und andere Skulpturen.

#### Langhaus
Das einschiffige Langhaus wird unter einem Satteldach mit circa 45. Grad Dachneigung überdeckt, das mit großformatigen grauen Schieferplatten mit symmetrisch gerundeten Unterkanten eingedeckt ist. Der Dachfirst wird von einem kantigen Steinprofil abgedeckt.

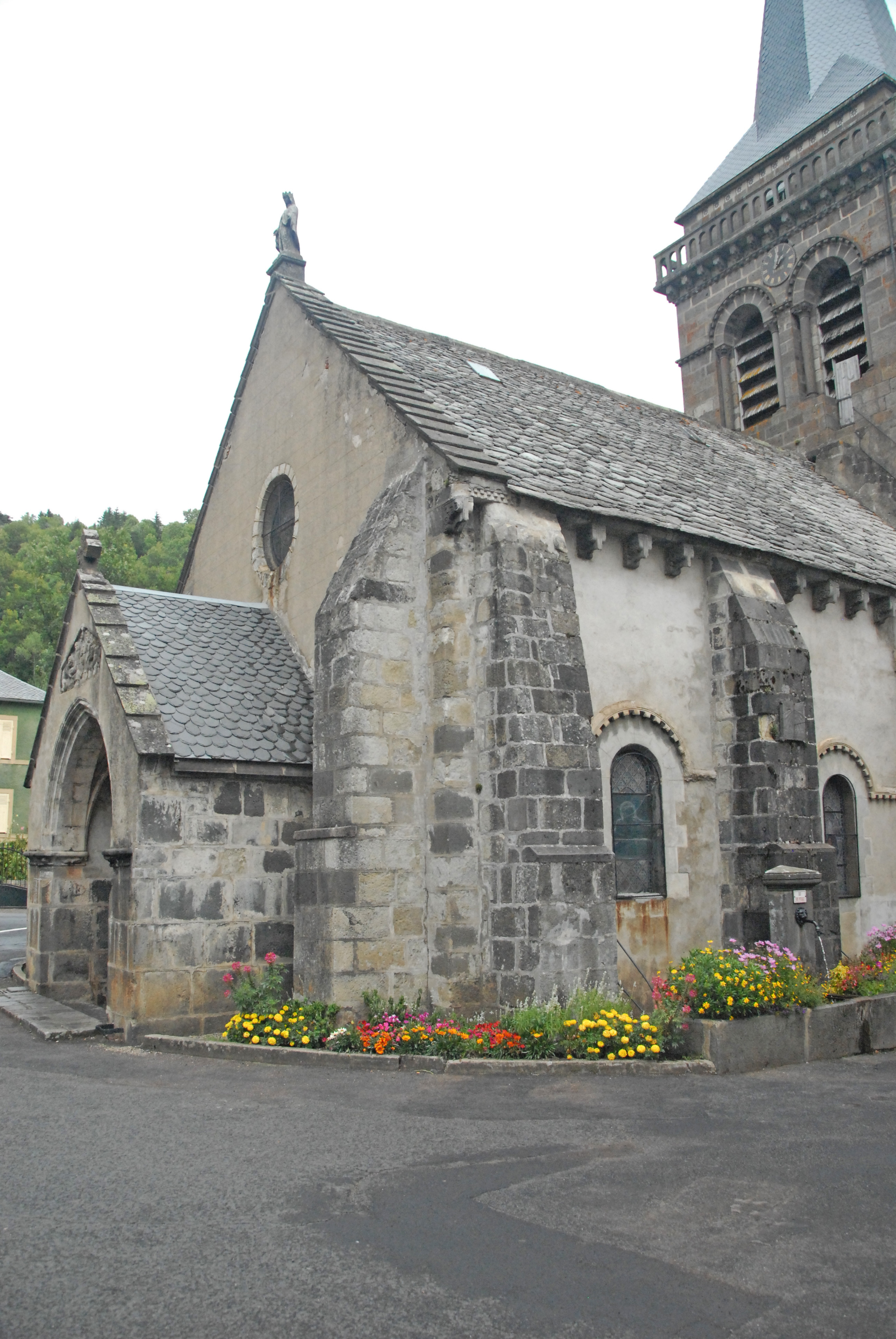
Langhaus und Narthex

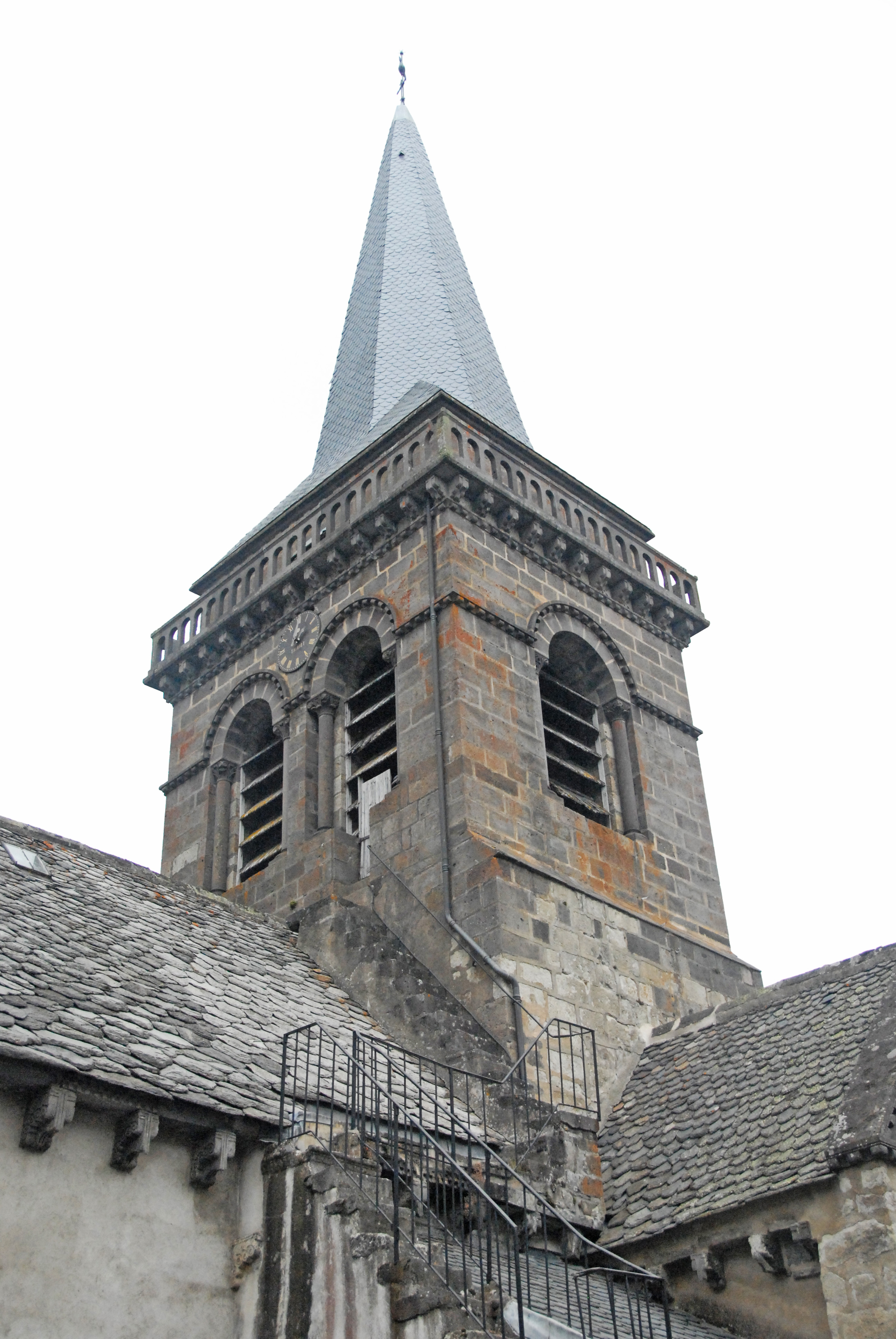
Vierungsturm von SW

Die Unterteilung des Schiffs in drei Joche ist auch äußerlich erkennbar durch kräftige Strebepfeiler, die bis unter die Traufen reichen. Ihre Vorderseiten steigen bis in etwa zwei Metern Höhe bis zu einem leichten Rücksprung senkrecht an, der von einem oberseitig abgeschrägten Kämpferprofil abgedeckt ist. Darüber verjüngen sich die Pfeilertiefen leicht, bis zu den steil abgeschrägten Oberseiten der Pfeiler.
Die Traufen bestehen aus waagerechten Gesimsplatten, deren senkrechte Sichtseiten mit einem Schachbrettfries ornamentiert sind. Sie liegen auf kräftigen Hobelspankragsteinen, wie sie in der Basse Auvergne oder der Limage bekannt sind, über denen sie mittig gestoßen sind. Die untere Reihe der Schieferplatteneindeckung ist geradlinig gestutzt und kragt über die Gesimsplatten geringfügig aus. Von dort kann das Regenwasser frei abtropfen.
In den Seitenwänden der Langhausjoche eins und zwei ist jeweils mittig ein rundbogiges Fenster ausgespart, deren Bögen von Keilsteinen überdeckt sind. Den Keilsteinbögen folgt außenseitig ein Kragprofil mit einem Rollenfries, das in Höhe der Bogenübergänge waagerecht abschwenkt und gegen die Strebepfeiler stößt.
Die Ortgänge der westlichen Giebelwand reichen ein kurzes Stück über die Dachflächen hinaus und werden von flachen Steinplatten abgedeckt, die schuppenartig überdeckt sind. Auf den seitlichen Kanten dieser Giebelwand stehen etwas eingerückt ebensolche Strebepfeiler wie auf den Längswänden und reichen knapp bis unter die Ortgangabdeckungen hinauf. Im Zentrum der Giebelwand ist etwa in Traufhöhe ein kreisrundes Fenster, ein so genanntes „Ochsenauge“ ausgespart, das von Keilsteinen rundum eingefasst wird. Auf dem Ortgangfirst steht auf einem quadratischen Sockel die Skulptur der gekrönten Muttergottes, die ihre Arme nach unten weisend ausgebreitet hält. Sie trägt ein üppig wallendes Gewand.
Im dritten Joch ist auf beiden Langhausseiten je eine gotische Kapelle angebaut, deren etwas flacher geneigte Pultdächer unmittelbar an die Traufen des Hauptdachs anschließen. Die Pultdächer sind mit kleinformatigen dünneren Schieferschindeln eingedeckt. Nur in der Wand der nördlichen Kapelle gibt es ein gotisches Spitzbogenfenster mit Maßwerk. Am Ortgang der südlichen Kapelle verläuft eine steinerne Treppe hinauf, die oben mit einem waagerechten Steg quer bis zum Turm hin abzweigt, und dann mit einer weiteren Treppe hinauf zur Glockenstube des Turmes führt.
Vor der Giebelwand des Langhauses ist ein vorderseitig offener Narthex in gotischem Stil angebaut, in einer Breite, die gut zwischen die Strebepfeiler passt. Er wird von einem Satteldach überdeckt, in gleicher Neigung und Eindeckung wie die des Hauptdachs. Auch hier überragen die Ortgänge geringfügig die Dachflächen und sind ebenso mit flachen Steinplatten abgedeckt. In der Giebelwand des Narthex' ist über die ganze innere Breite eine leicht angespitzte rundbogige Öffnung ausgespart, die an den Bogenansätzen von Kämpferprofilen markiert sind, die bis auf die Ecken des Narthex' geführt sind. Der Bogenverlauf ist mehrfach profiliert. Die Vorhalle wird von einem vierteiligen Kreuzrippengewölbe überdeckt. Das Hauptportal in die Kirche wird von mehrfach abgestuften Archivolten eingefasst, mit halbkreisförmigen Profilen.

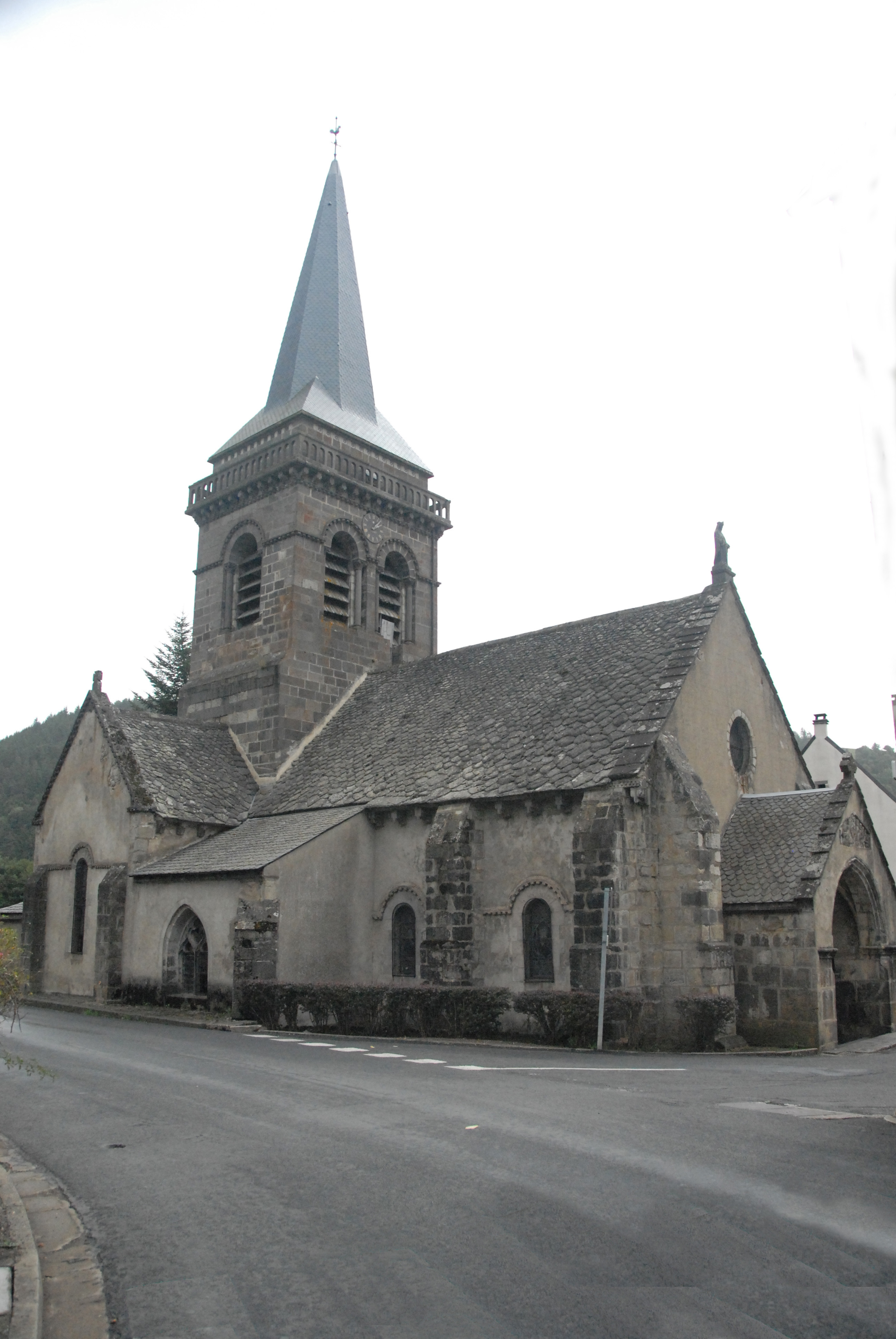
Von NW
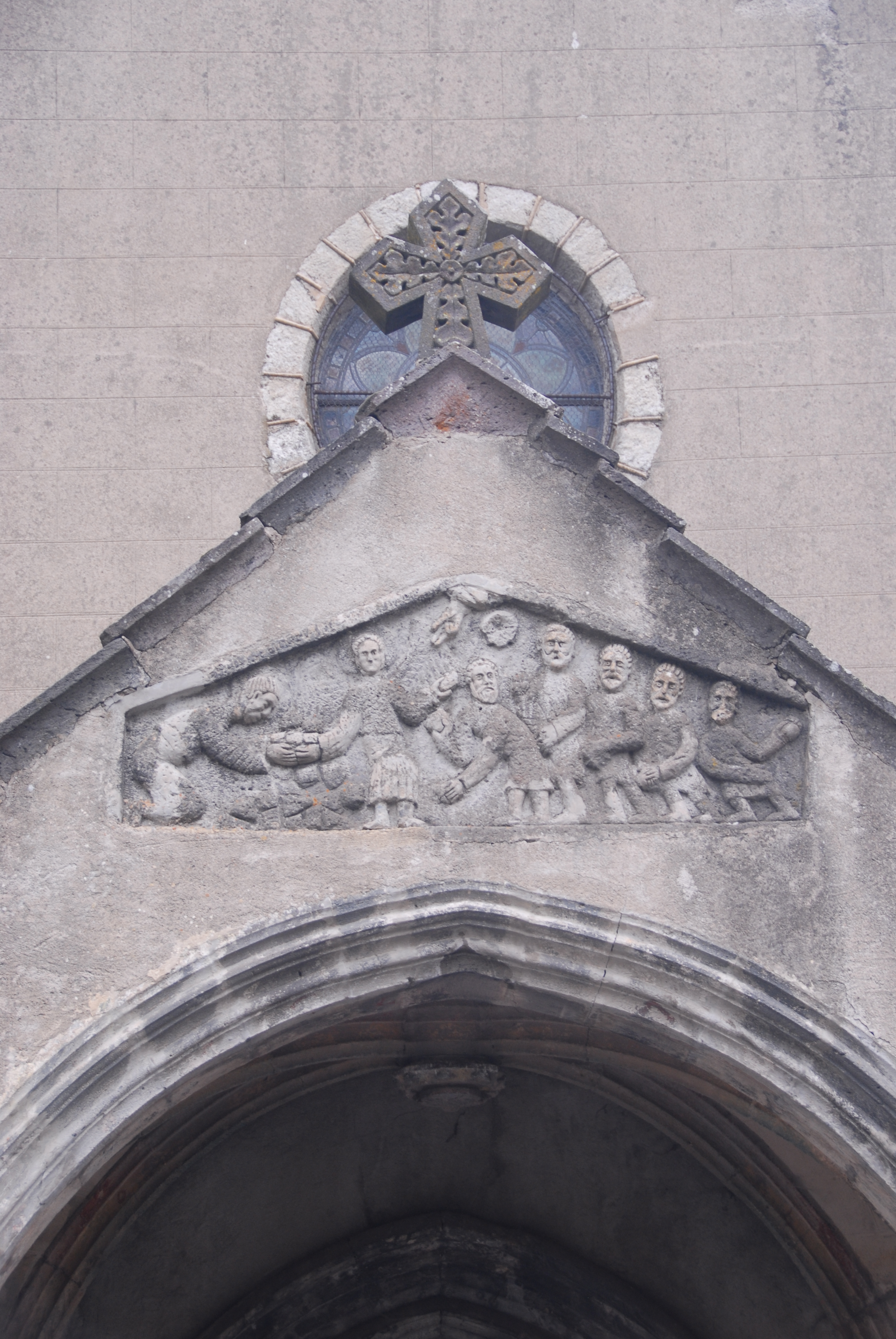
Narthexgiebel mit Kreuz und Relief
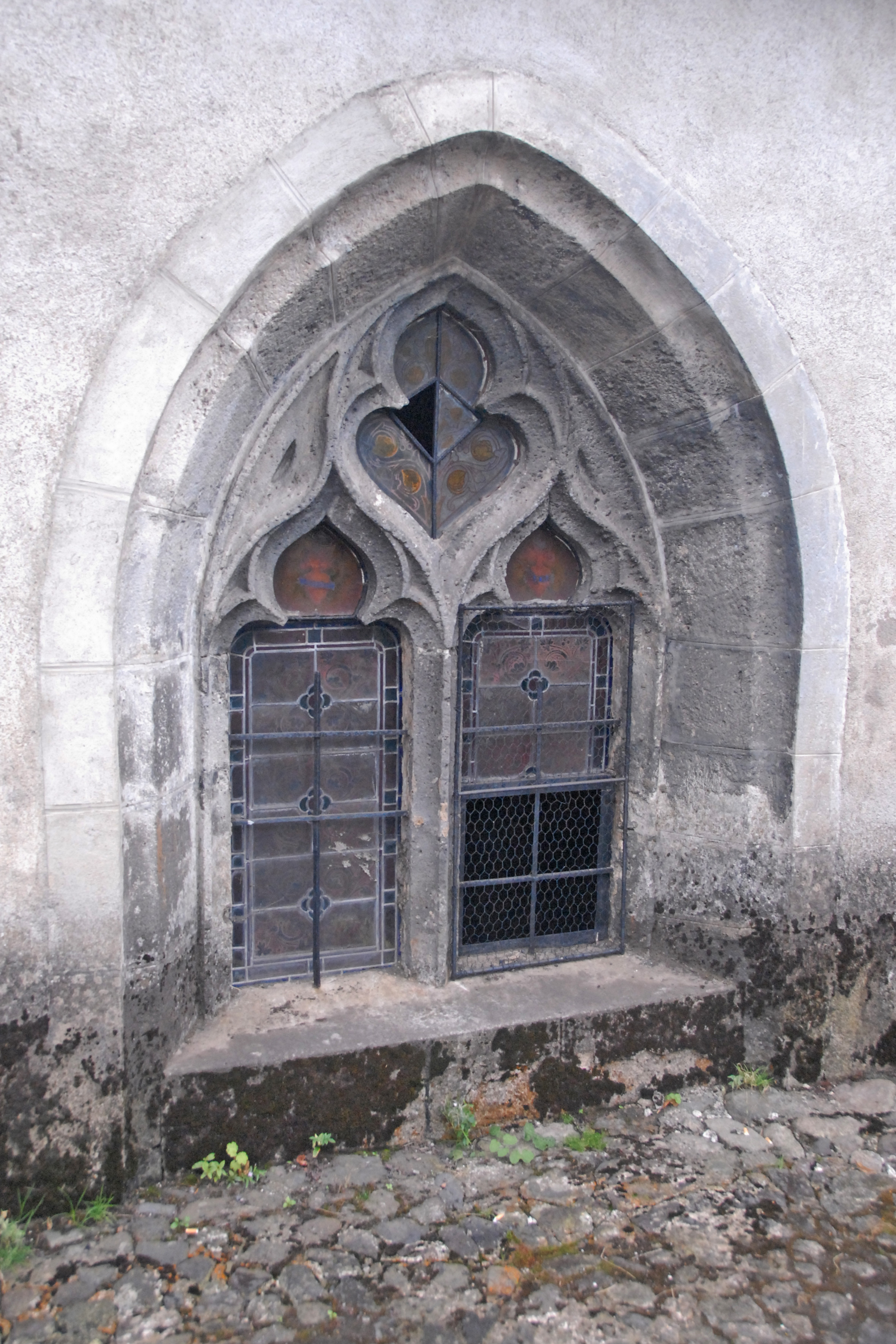
Spitzbogenfenster in Nordkapelle

Im Giebeldreieck des Narthex' oberhalb der großen Öffnung befindet sich das bereits oben genannte Relief auf einem hier wiederverwendeten Monolithen, mit oberseitig dachförmiger Abschrägung, welches das Martyrium, die Steinigung des heiligen Stephanus* darstellt, der erste Patron der Kirche. Das Relief wird datiert auf das 12. Jahrhundert und überdeckte vermutlich ursprünglich das Portal der Kirche.
Der heilige Stephanus (* ca. 1 n. Chr.; † ca. 36/40 n. Chr.) ist im Neuen Testament ein Diakon der Jerusalemer Urgemeinde. Er gilt als erster christlicher Märtyrer.
Der Gesteinigte, mit Nimbus als heilig zu erkennen, kniet gebückt am linken Rand der Szene. Unter und neben ihm haben sich etliche der auf ihn geschleuderten Steine aufgetürmt. In der rechten Hälfte der Szenerie stehen fünf der Schächer, ihre Gesichter frontal dem Betrachter zugewandt, sie sind mit dem Schleudern der Steine beschäftigt. Halblinks steht ein Engel, an den ausgebreiteten Flügeln und einem Nimbus zu erkennen. Er hält die Arme seitwärts ausgebreitet und fasst mit seinen Händen ebenfalls Steine, die er offensichtlich schützend abgewehrt hat. Mit seiner Rechten berührt er die gefalteten Hände des Stephanus. Der Engel erklärt sich aus Psalm 91,11–12 . Die Anwesenheit Gottvaters ist oben in der Mitte als segnende Hand dargestellt. In Bibeltexten ist überliefert: Stephanus befahl seinen Geist Jesus, sank in die Knie, und rief: „Herr, rechne ihnen diese Sünde nicht an!“

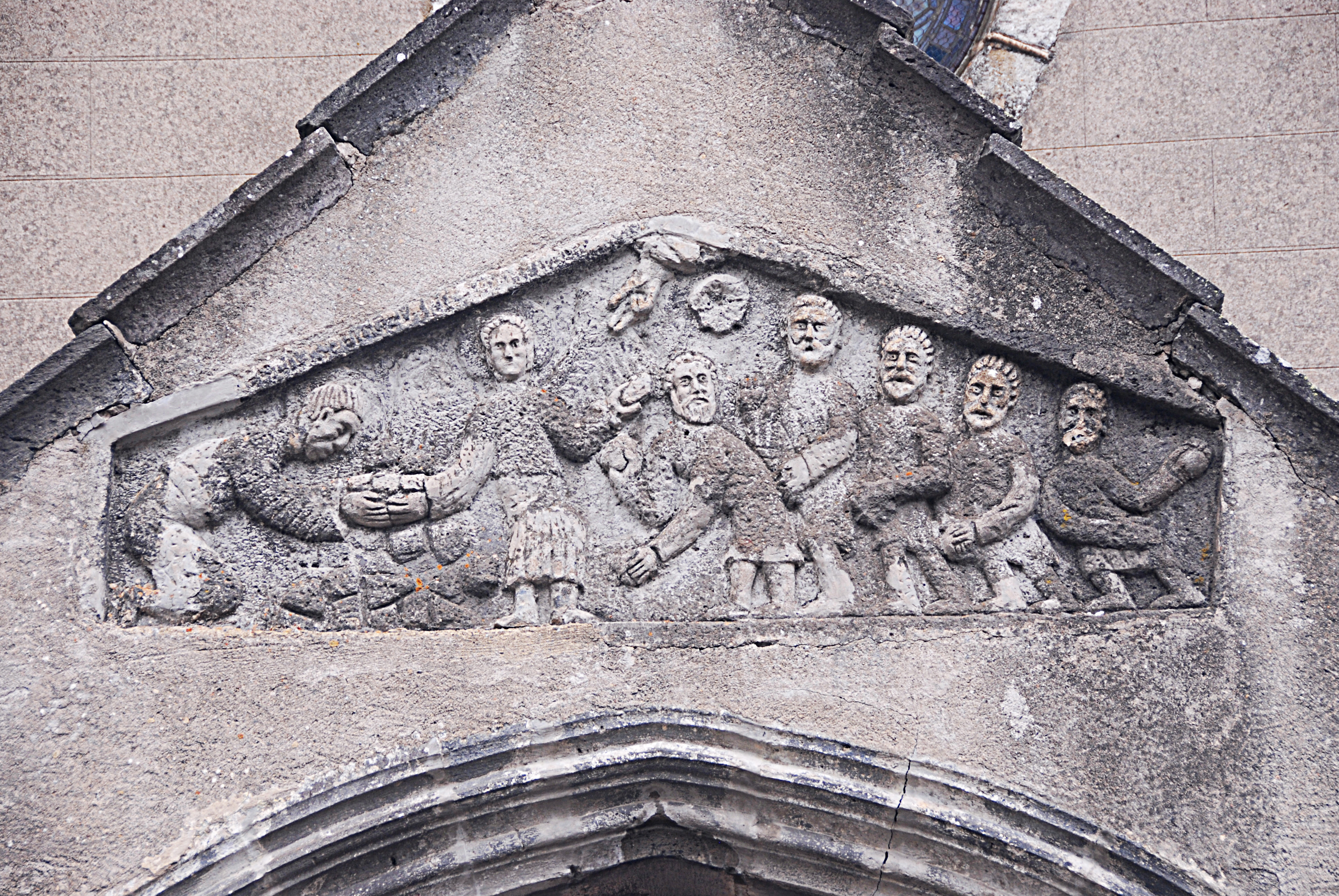
Relief, Martyrium des hl. Stephanus

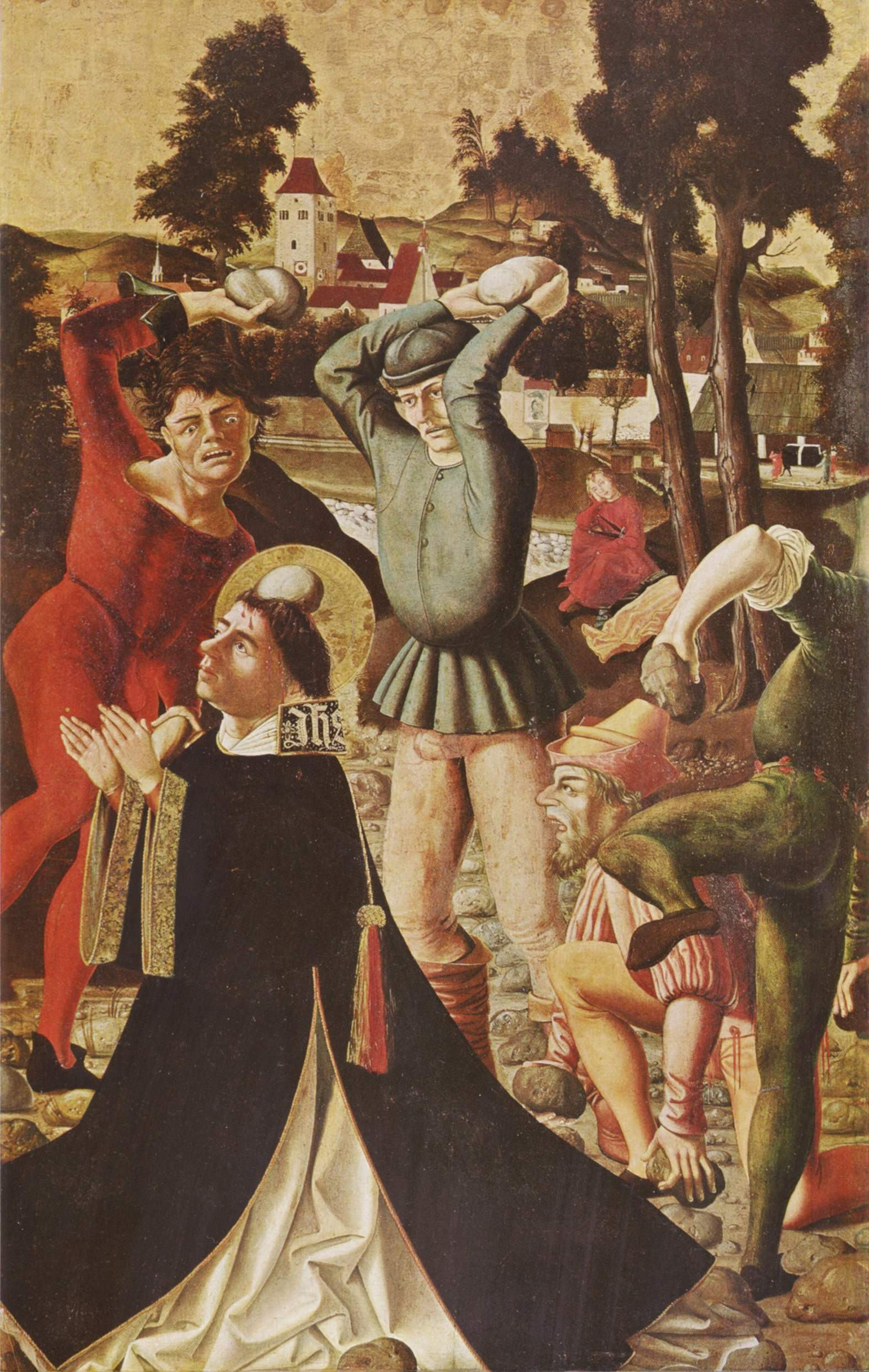
Marx Reichlich: Steinigung des Hl. Stephan, 1506
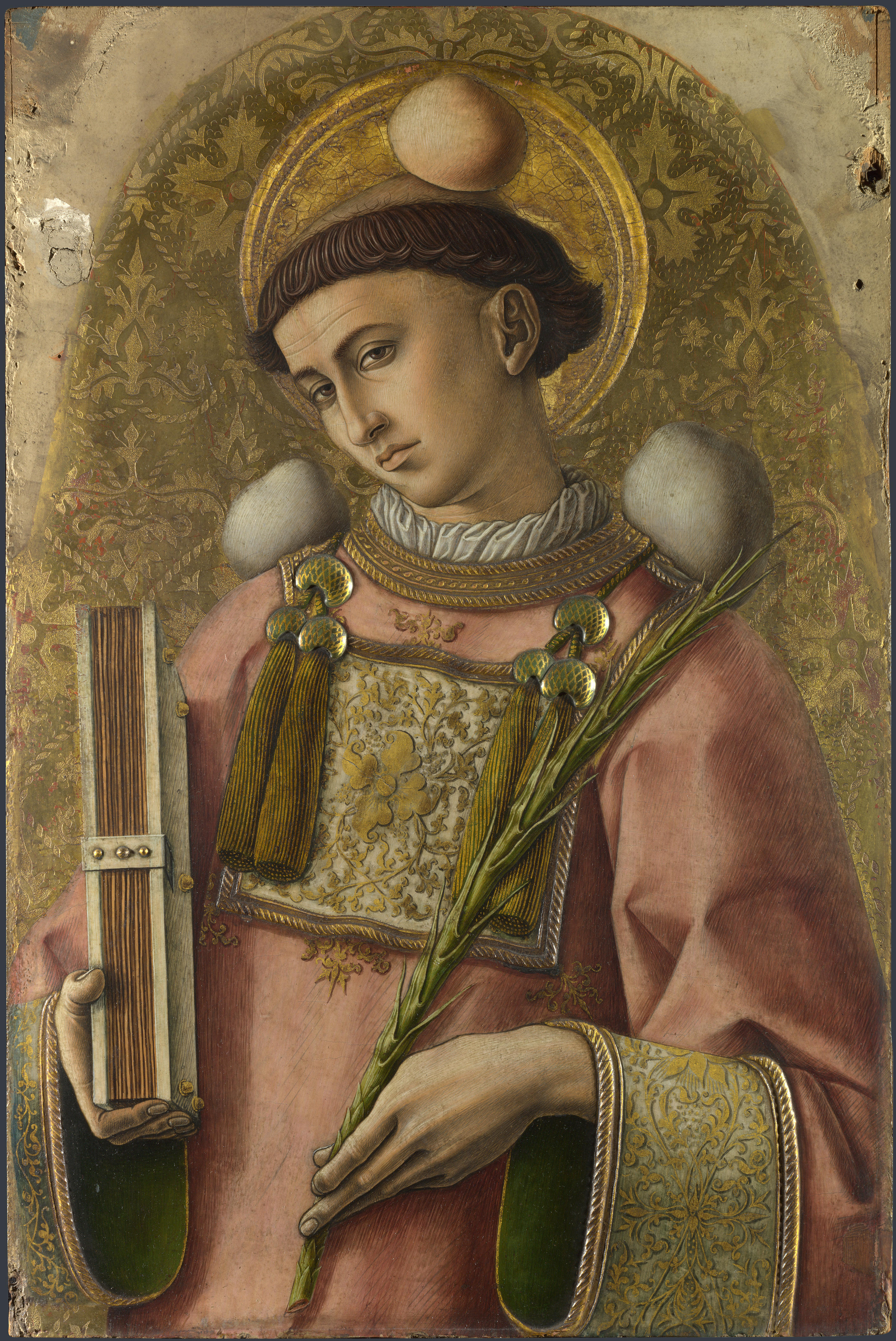
Heiliger Stephanus mit den Attributen Märtyrerpalme und Steinen.

Auf dem First des Narthexgiebels steht ein steinernes Kreuz, das einem Tatzenkreuz ähnelt, dessen gespreizte Arme aber an den Enden spitz zulaufen. Die Kreuzarme sind mit je einem Relief in Form eines gelappten Blattes dekoriert.
Das Langhausdach stößt unmittelbar gegen den Sockel des Vierungsturms, die Kapellendächer gegen die westlichen Wände der Querhausarme.

#### Querhaus mit Vierungsturm
Die Dächer der Querhausarme bleiben ein beachtliches Stück unter denen des Langhauses. Sie wurden über rechteckige Grundrissen errichtet, deren Breite (in Längsrichtung zum Schiff) ist etwas größer, als ihre Tiefe. Sie werden von Satteldächern überdeckt, mit Neigung, Eindeckung, Firstabdeckung und Traufausbildung wie beim Hauptdach. Die Traufhöhe liegt etwas tiefer, die Firsthöhe ist etwa nur halb so hoch, als die des Langhausdachs. Die nord- und südseitigen Giebelwände sind ähnlich ausgebildet wie der Giebel des Langhauses, allerdings kleiner. Die Ortgänge des Giebels sind mit glatten Steinplatten abgedeckt, deren außenseitige Auskragung von einfachen Rollenfriesen unterfüttert sind. Am unteren Ende stoßen sie auf waagerechte Kämpferplatten, die die nach Osten und Westen weisenden Strebepfeiler oberseitig abdecken und deren Auskragung vom bekannten Rollenfries unterstützt sind. Die Strebepfeiler auf den Giebelwänden stehen in Verlängerung der östlichen und westlichen Querhausarmwände, reichen etwa in dreiviertel Höhe der Traufen und sind oberseitig steil abgeschrägt. Mittig in den Giebelwänden der Querhausarme ist je ein schlankes rundbogiges Fenster ausgespart, dessen Bogenscheitel knapp über die Höhe der Strebepfeileroberkante hinaufreicht. Die Keilsteine des Bogens werden von einem Kragprofil mit dem Rollenfries umfasst, das an den Bogenenden waagerecht abknickt und bis zu den Strebepfeilern geführt wird. Auf den Firsten der Giebelwände steht jeweils auf einem rechteckigen Sockel ein Tatzenkreuze mit breit gefächerten Armen.

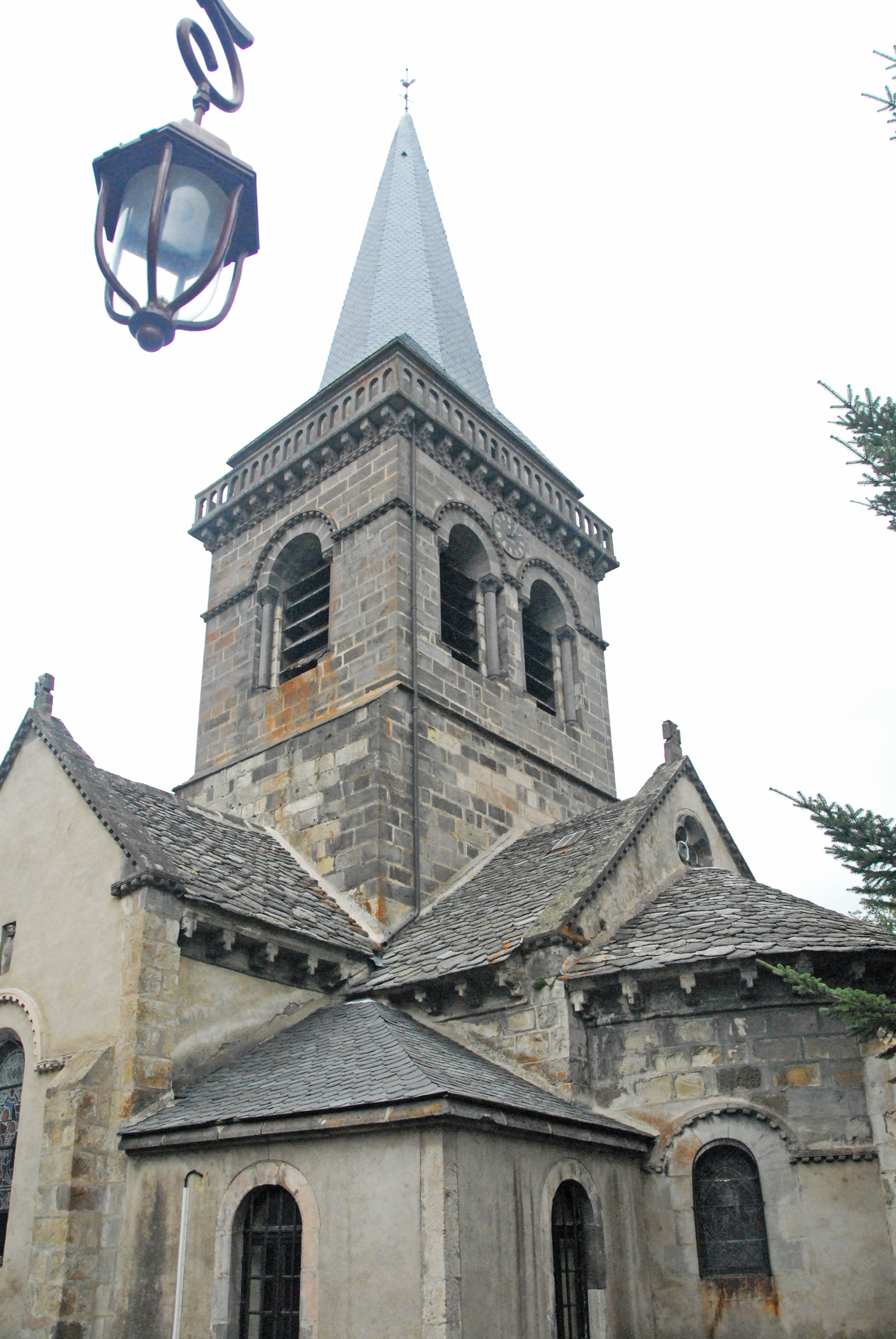
Chorhaupt mit Querhaus von SO

Der Sockel des im Grundriss rechteckigen Vierungsturms weist auf der Nord- und Südseite etwa in Firsthöhe des Langhauses einen deutlichen Rücksprung auf, der oberseitig steil abgeschrägt ist. Ein gutes Stück darüber befinden sich die Brüstungen der schlanken rundbogigen Öffnungen der Klangarkaden der Glockenstube. Auf der Süd- und Nordseite ist es je eine, auf der Ost- und Westseite sind es je zwei Öffnungen. Sie werden von Archivolten aus Keilsteinbögen mit rechtwinkliger Kante gebildet, die auf zwei glatten viertelrunden Säulen stehen und mit pflanzlich skulptierten Kapitellen, profilierten Basen und quadratischen Plinthen ausgerüstet sind. Die Archivolten werden von glattflächigem Mauerwerk des Turmes aus überwiegend grauen Werksteinen umgeben, das noch ein gutes Stück über die Bogenscheitel hinaufreicht. Die zweifachen Fenster werden von einem schmalen oberflächenbündigen Wandpfeiler getrennt. Die Keilsteinbögen werden außenseitig von Kragprofilen mit Rollenfriesen eingefasst, die an den Bogenenden waagerecht abschwenken, um sich dann an den Turmecken zu treffen. Auf der Westseite ist eine Brüstung geöffnet, um einen Zugang zur Glockenstube zu ermöglichen. Die Klangarkaden sind mit schräg gestellten Klanglamellen ausgerüstet.
Ein gutes Stück über den Klangarkaden kragt rundum eine dicke Gesimsplatte mit gefaster Sichtkante aus, die auf kräftigen Hobelspankragsteinen aufliegt. Die Kragsteinzwischenräume sind mit Inkrustationen dekoriert. Unmittelbar darunter ist ein waagerechtes Kragprofil mit Rollenfries angeordnet. Auf der Außenkante der Gesimsplatte steht rundum eine flache Steinbrüstung, die von schlanken eng gestellten Öffnungen mit rundbogiger Überdeckung durchbrochen wird. Die Brüstung ist oberseitig mit einer leicht auskragenden Platte abgedeckt.
Etwas gegenüber den Turmwänden zurückgesetzt erheben sich allseitig umlaufend glatte Wände aus Mauerwerk, etwa doppelt so hoch wie die Brüstung. Mitten auf jeder Seite gibt es einen Durchlass. Der obere Rand dieser Wände ist mit einem Band Inkrustationen geschmückt.

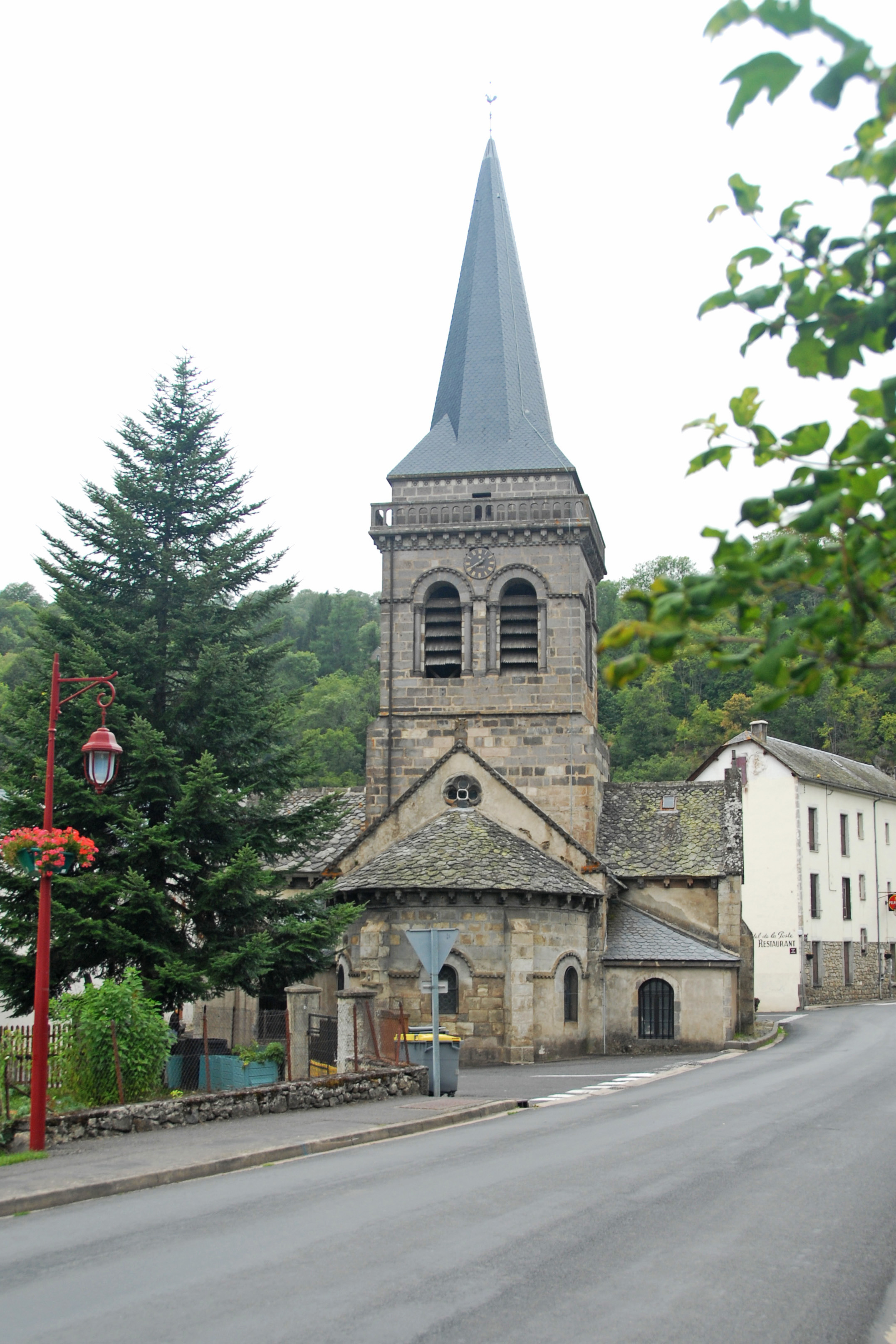
Chorhaupt von O

Unmittelbar auf diesen Wänden ragt der schlanke und spitze Turmhelm auf, eine kühne Holzkonstruktion, die mit kleinformatigen, hellblauem Schiefer eingedeckt ist. Seine Form ist zweiteilig. Sie besteht aus einer im Grundriss rechteckigen Pyramide mit vier um etwa 45 Grad geneigten Seitenflächen, deren Traufen rundum etwas auskragen. Über diese Pyramide ist eine zweite gestülpt, mit acht sehr steil geneigten Seitenflächen. Ihre Spitze wird gekrönt von einem schlichten Kreuz aus Metall und einem Wetterhahn.

#### Chorhaupt
Vom Chorjoch, mit dem Grundriss eines lang gestreckten Rechtecks, sieht man lediglich die über die Chorapsis und die seitlichen Anbauten hinausragenden Teile. Diese haben große Ähnlichkeiten wie diejenigen der Querhausarme. Es gibt wieder ein Satteldach und die etwas höhere Giebelwand. Die Traufen aus Gesimsplatten und Hobelspankragsteinen sind etwas tiefer angeordnet, als die der Querhausarme. Unter den Hobelspankragsteinen verläuft zusätzlich noch ein schlichtes Kragprofil. Ihre Firste liegen etwa auf gleicher Höhe. Die Ortgänge mit ihren Abdeckplatten, Rollenfriesen, die auf waagerechten Kämpferplatten enden und den Firstkreuzen sind nahezu identisch. In der Giebelwand ist ganz oben ein kreisrundes „Ochsenauge“ ausgespart, mit gotischem Maßwerk in Form eines vierblättrigen Kleeblatts. Von der Erstellung der seitlichen Anbauten, werden in den Seitenwänden des Chorjochs rundbogige Fenster ausgespart gewesen sein.

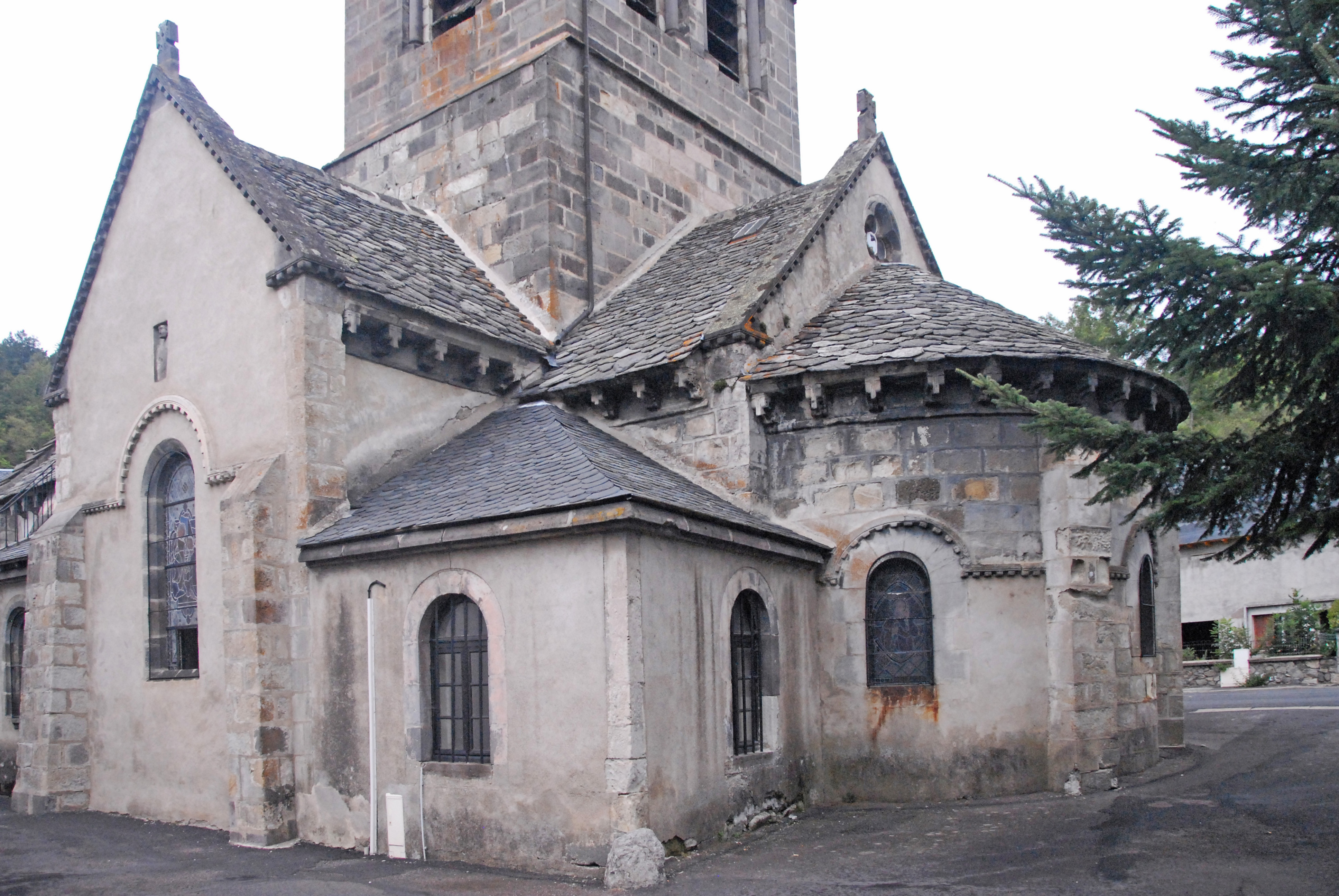
Chorhaupt von SO

Die Chorapsis steht auf einem halbkreisförmigen Grundriss, dessen Wände an der Giebelwand des Chorjochs etwas eingerückt anschließen und oberseitig von dem bekannten Traufgesims aus Gesimsplatten und Hobelspankragsteinen abgeschlossen wird, unter dem ein schlichtes Kragprofil verläuft. Die Chorapsis wird von einem halben Kegeldach überdeckt mit der gleichen Eindeckung, wie beim Langhaus. Die Apsiswände waren ursprünglich in drei gleich breite Abschnitte unterteilt, die von zwei Strebepfeilern getrennt sind, deren steil abgeschrägte Oberseiten knapp unter den Kragsteinen des Traufgesimses enden. Mittig in diesen Abschnitten ist jeweils ein rundbogiges Fenster ausgespart, deren Keilsteine außenseitig von Kragprofilen mit Rollenfries umschlossen werden, die an den Bogenenden waagerecht abschwenken und bis gegen die Strebepfeiler und die Giebelwand des Chorjochs stoßen.
Die beiden deutlich jüngeren Anbauten in den Winkeln zwischen Chorjoch und Querhausarmen stehen auf fast quadratischem Grundriss und sind mit deutlich flacheren Dächern in Form von halben Pyramidendächern überdeckt, die mit graublauem Schiefer gedeckt sind. Die untere Schieferreihe kragt etwas über einem schlichten Traufgesims aus. Auf beiden Wänden sind rundbogige Fensteröffnungen ausgespart.

### Inneres

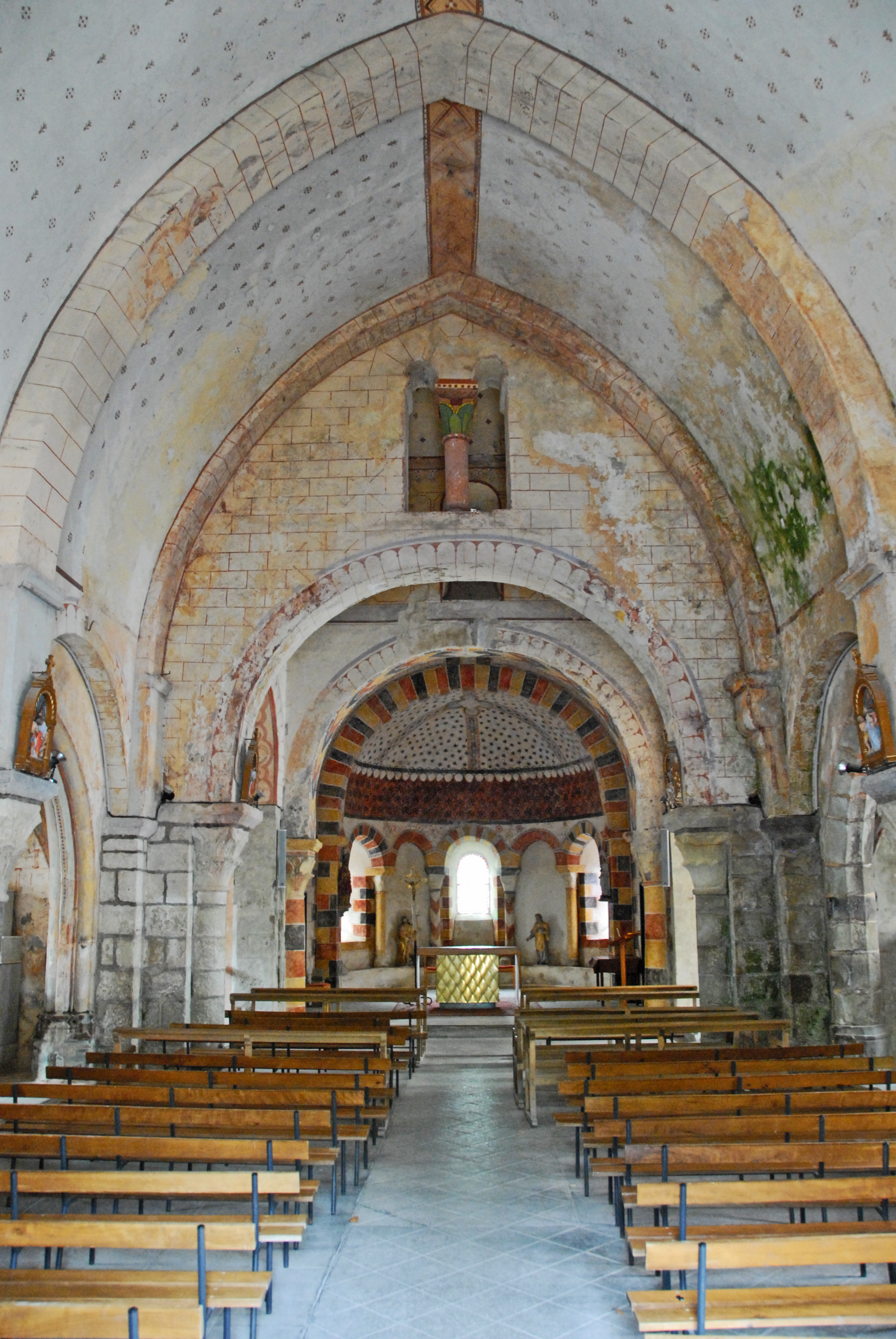
Schiff, Vierung und Chor

Bis auf sehr wenige Ausnahmen sind die Oberflächen aller Bauteile verputzt und mit hellen bis farbkräftigen Tönen beschichtet und bemalt worden (siehe Abschnitt Farbliche Fassung). Die Säulenschäfte, Kapitelle und Kämpferplatten im Langhaus sind steinsichtig aus dunklem und hellem Werkstein gearbeitet. Die Farbbeschichtungen im Langhaus und in der Vierung sind älteren Datums und in großen Teilen durch Alterung beschädigt. Die farbige Fassung der Querhausarme und des Chors sind Ergebnisse aktueller Restaurierungen.

#### Langhaus und Kapellen
Das einschiffige Langhaus ist drei im Grundriss rechteckige Joche lang und wird von Spitzbogengewölben überdeckt, die von zwei kräftigen, spitzen Gurtbögen getrennt sind. Unmittelbar vor der Vierungswand gibt es noch einen vierten, etwas schmaleren Gurtbogen. Die Gurtbögen werden an ihren unteren Enden knapp 1,50 Meter senkrecht nach unten verlängert (gestelzt). Die Bogenenden werden von auf der Innenseite profilierten Kämpfern markiert. Nur unter dem Kämpfer in der Ecke zwischen Vierungswand und Südwand des Schiffs gibt es einen kapitellartigen Wulst. Die senkrechten Gurtstücke stehen auf gut zwei Meter langen, halbrunden Säulenschäften, die wuchtige pflanzlich skulptierte Kapitelle tragen, die mit kräftigen Kämpferplatten abgedeckt und deren untere Sichtkanten abgeschrägt sind. In den Ecken zwischen Vierungswand und den Seitenwänden des Schiffs steht, statt der Säule mit Kapitell, eine im Querschnitt fast quadratische Wandvorlage mit einer Kämpferplattenabdeckung. In den Ecken zwischen der Westwand und den Seitenwänden gibt es ebenfalls solche Wandvorlagen mit Kämpfern, jedoch ohne Untergurte.

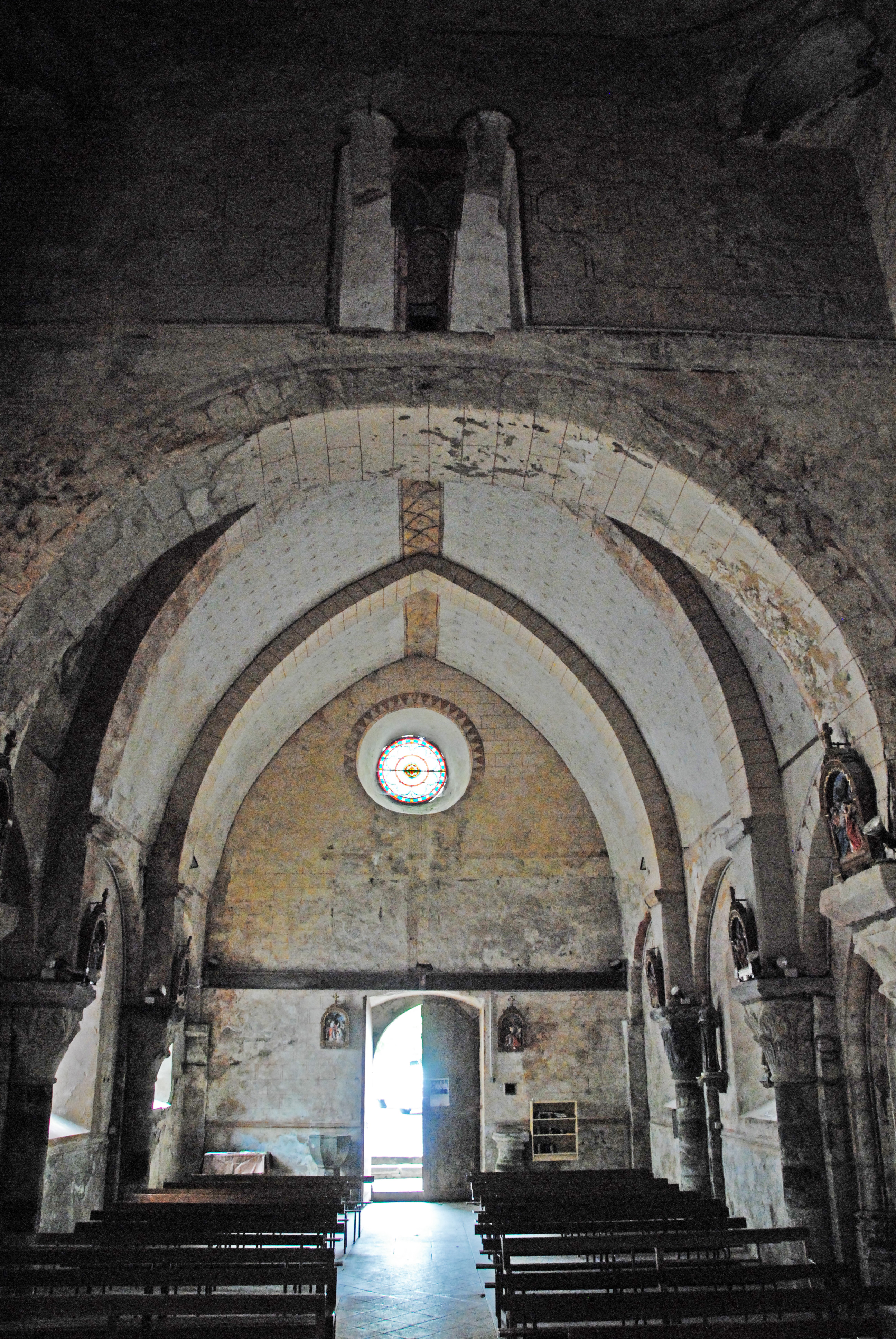
Schiff aus Vierung

Die Seitenwände des Schiffs sind gegliedert mit jeweils drei rundbogigen Blendarkaden, in Breite der Gurtbogenabstände. Die im Querschnitt rechtwinkligen Rückversätze der Arkadenbögen sind hinter den Kapitellen und Säulen bis zum Boden hinuntergeführt. Ihre Bogenscheitel reichen etwa so hoch wie die Kapitelle der Gurtbogenansätze. In den Seitenwänden der Joche eins und zwei ist je ein rundbogiges Fenster eingelassen, dessen glatte Gewände und Brüstungen nach innen aufgeweitet sind. Kurz unter den Brüstungskanten verläuft ein schlicht profiliertes Kragprofil. Im dritten Joch sind spitzbogige Öffnungen zu den dort nachträglich angebauten Kapellen ausgespart, deren Bogenscheitel etwa auf der gleichen Höhe wie die der Gewändekante der rundbogigen Fenster liegen. Ihre Leibungen sind schlicht profiliert und stehen auf profilierten Basen und kantige Plinthen.
Die Kapellen haben einen leicht rechteckigen Grundriss und werden von vierteiligen Kreuzrippengewölben überdeckt, die sich in kreisrunden Schlusssteinen vereinen, die mit Wappenschilden in kräftigen Farben dekoriert sind. Die südliche Kapelle belichtet ein rundbogiges Fenster, wie in den beiden ersten Langhausjochen. Die nördliche Kapelle besitzt ein Spitzbogenfenster, das ursprünglich von knapp über dem Boden bis knapp unter den Bogen des Gewölbezwickels reichte und mit gotischem Maßwerk im Flamboyantstil dekoriert ist. Der untere Teil des Fensters ist nachträglich in Tiefe des Maßwerks ausgemauert worden, vermutlich wegen der unter „Geschichtliches“ erwähnten Überflutungen des Gebirgsbaches, mit Geröllanschüttungen.
Die Westwand des Schiffs weist, außer der Weiterführung des Kragprofils unter den Fensterbrüstungen, keine dekorierenden Elemente auf. Das „Ochsenauge“ knapp unter dem Gewölbescheitel besitzt nach innen aufgeweitete Gewände. Das außenseitig rundbogige Portal weist innen einen waagerechten Türsturz mit Stichbogen auf. Knapp über dem Türsturz wurde in der Neuzeit ein eisernes U-Profil als waagerechtes Zugband eingebaut, zur Aufnahme seitlicher Schubkräfte.
Die Ostwand des Schiffs öffnet sich mit einer großen rundbogigen Arkade in die Vierung. Der Bogen ist an den Enden geringfügig gestelzt und steht auf halbrunden Säulen mit Kapitellen und Kämpfern, in Dimension und Aussehen wie diejenigen des Schiffs. Zwischen den Säulen und der Verlängerung der inneren Oberfläche der Langhauswand ist noch ein Wandpfeiler eingefügt. Oberhalb und seitlich der Bogenkeilsteine reicht die Ostwand bis hinter den letzten Gurtbogen. Zwischen den Scheiteln des Rundbogens und des spitzen Gurtbogens öffnet sich in die Vierung ein Zwillingsfenster aus zwei sehr schlanken rundbogigen Öffnungen, die von einer glatten Säule getrennt sind, die mit einem schlichten Blattkapitell, und profiliertem Kämpfer und einer ebensolchen Basis ausgestattet ist.

Galerie Schiff und Kapellen
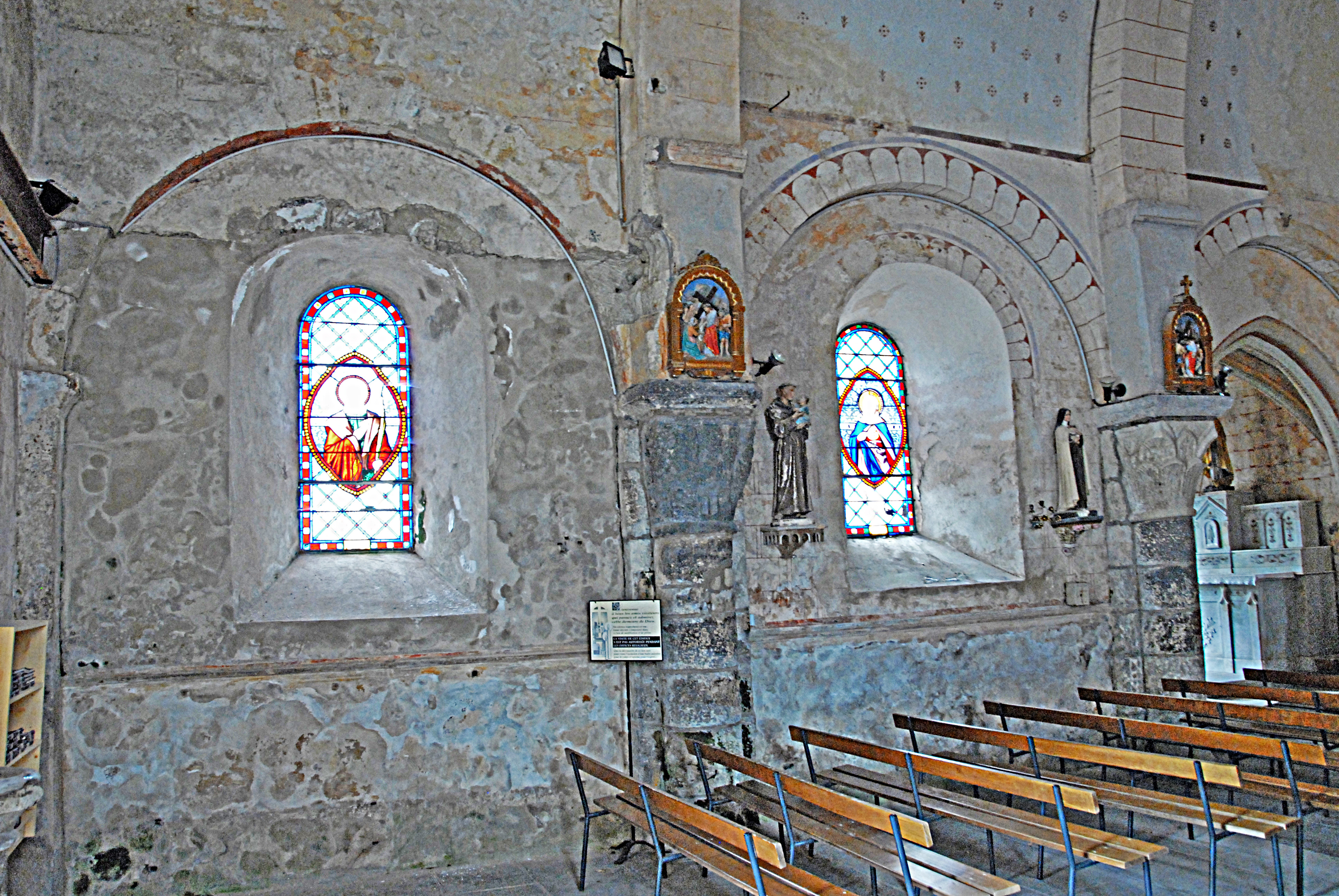
Schiff, Nordwand, 1.–3. Joch
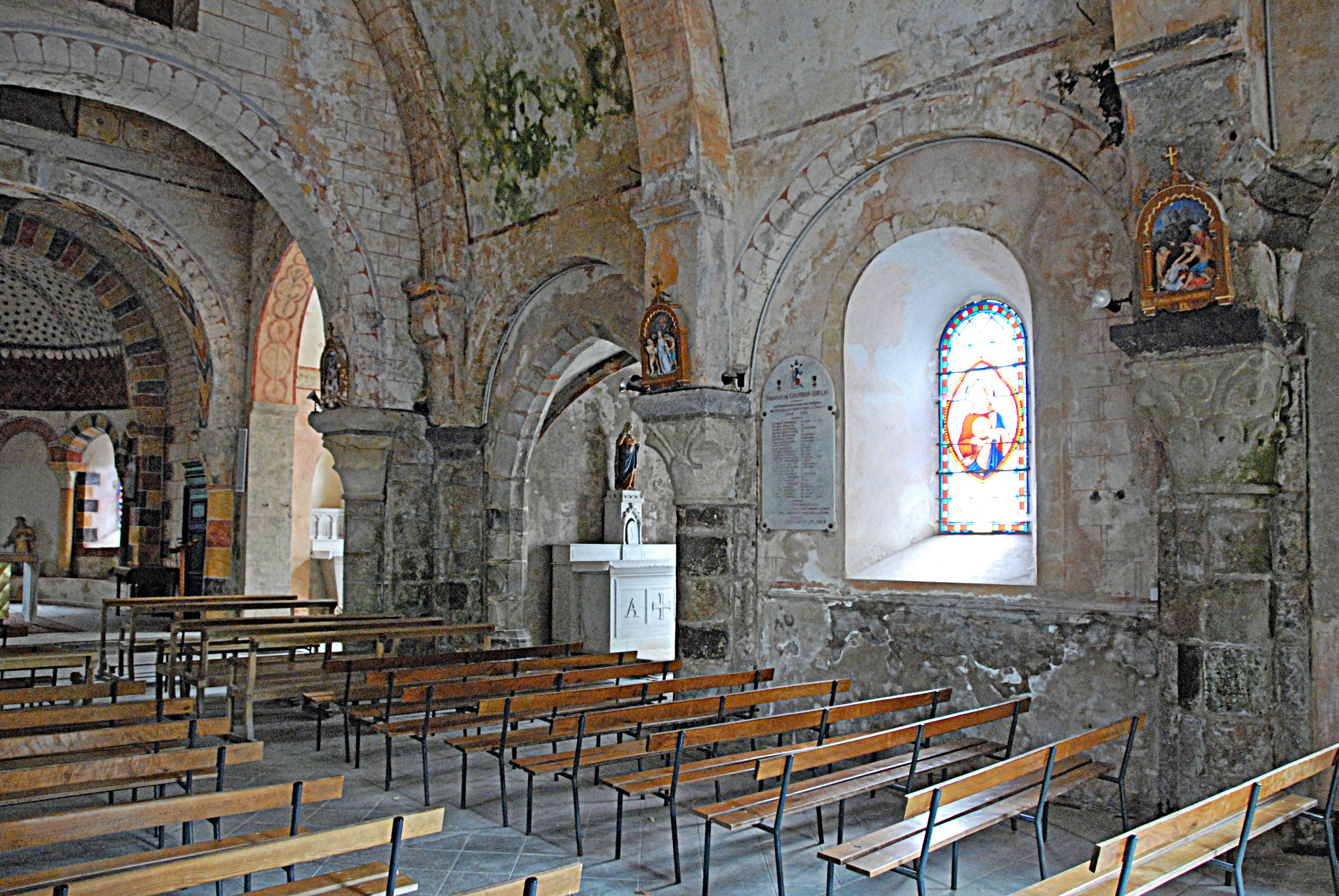
Schiff, Südwand, 2. u. 3. Joch u. Vierung
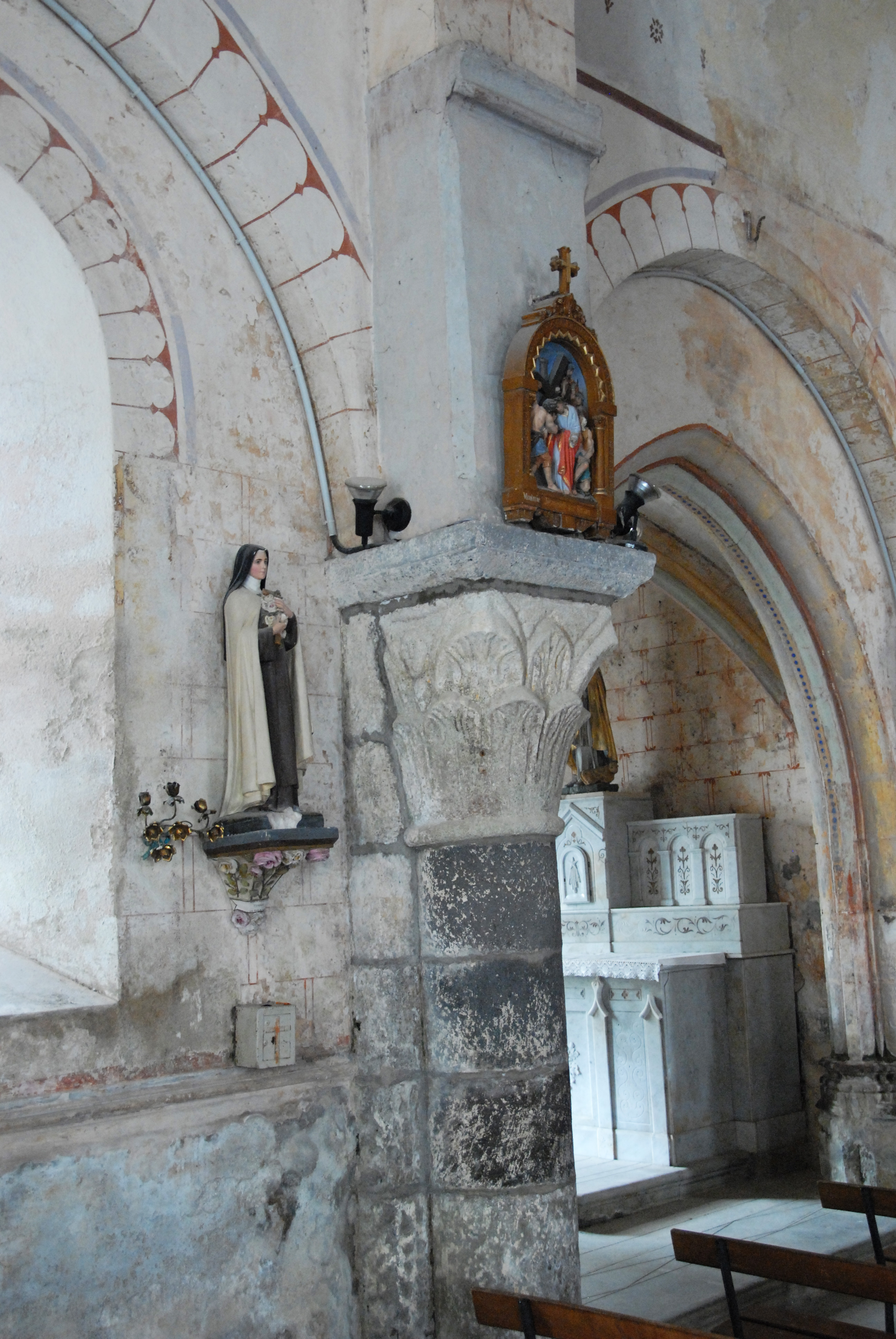
Schiff, Nordwand, Halbsäule zw. 2. u. 3. Joch
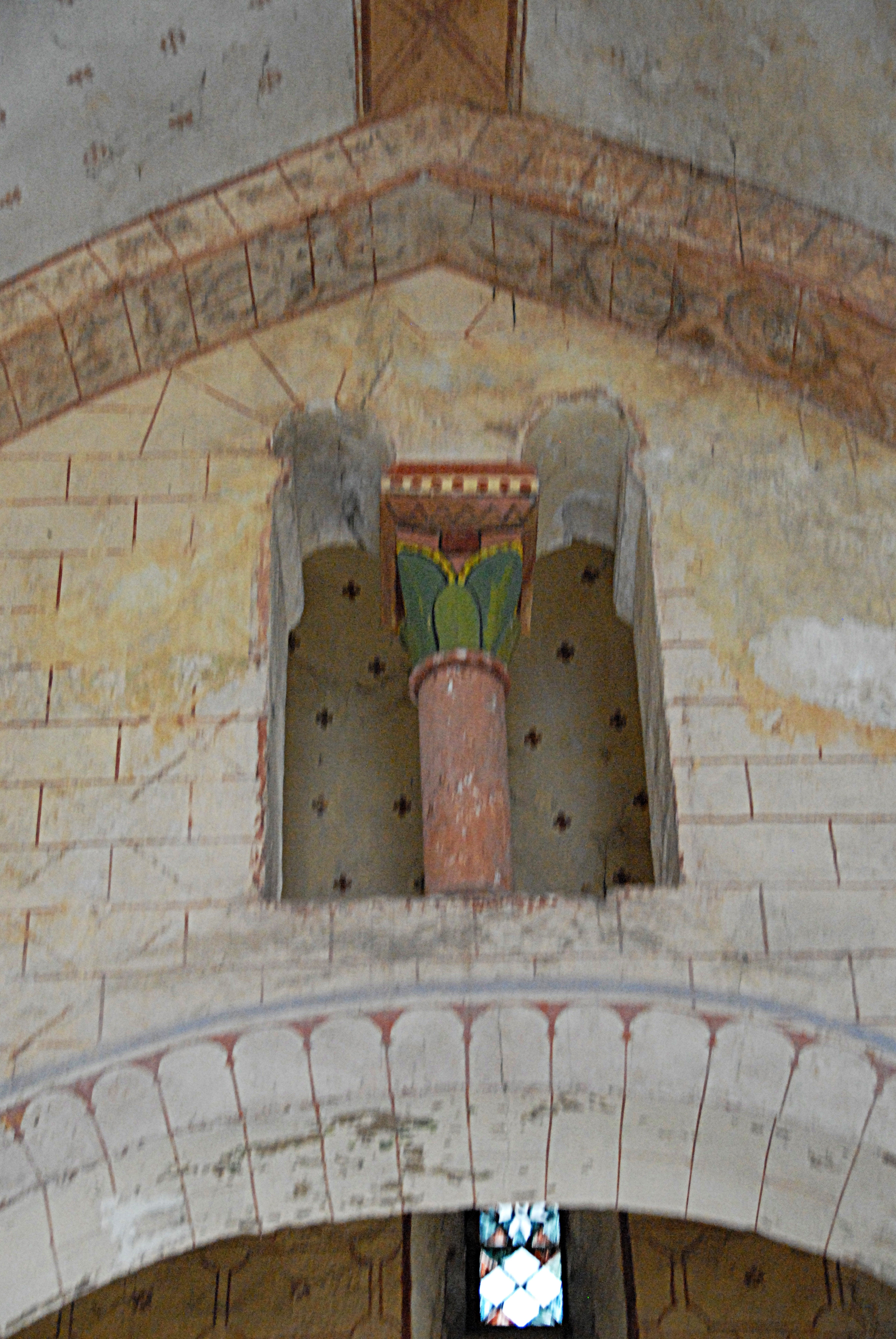
Schiff, Ostwand, Zwillingsfenster
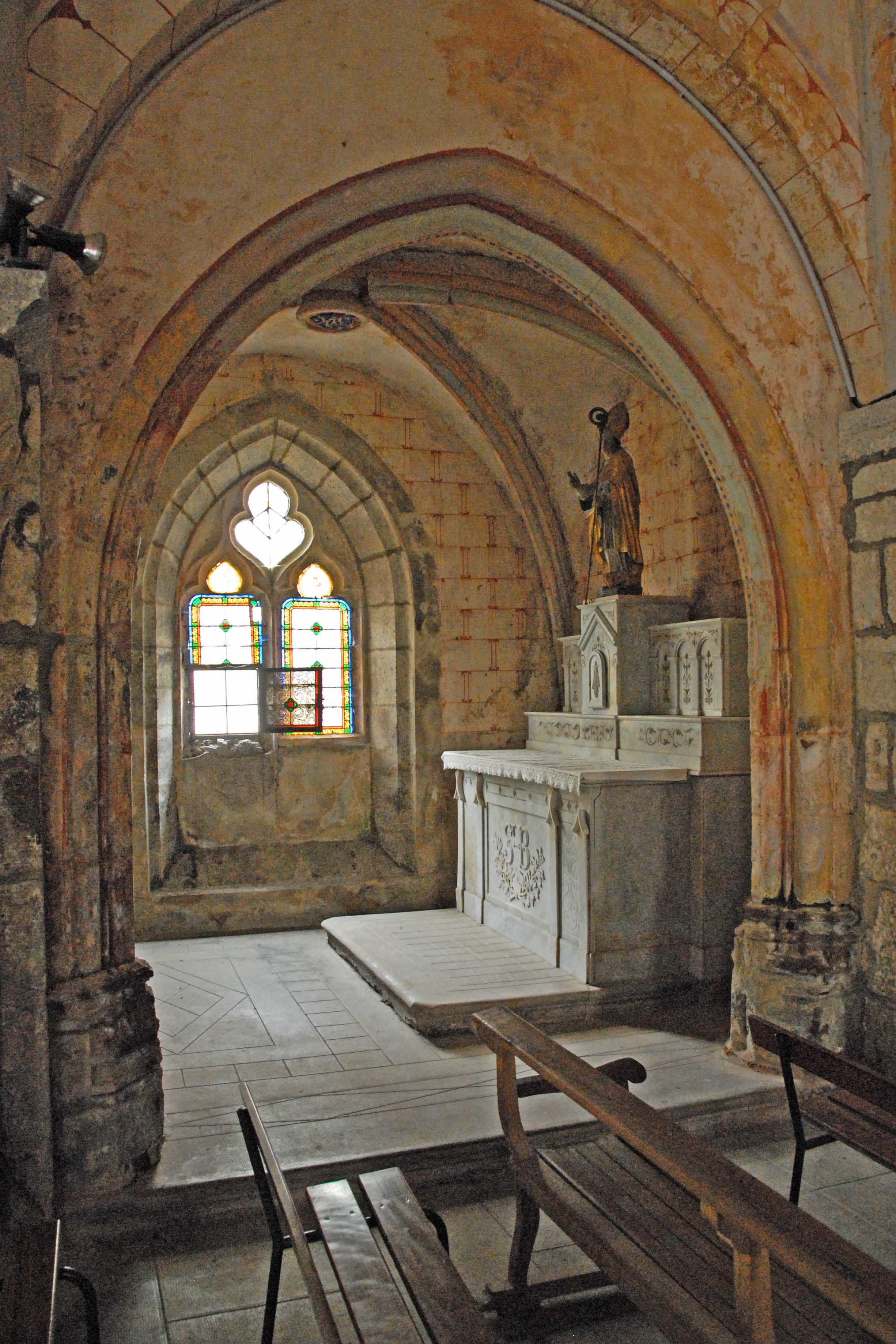
Nordkapelle
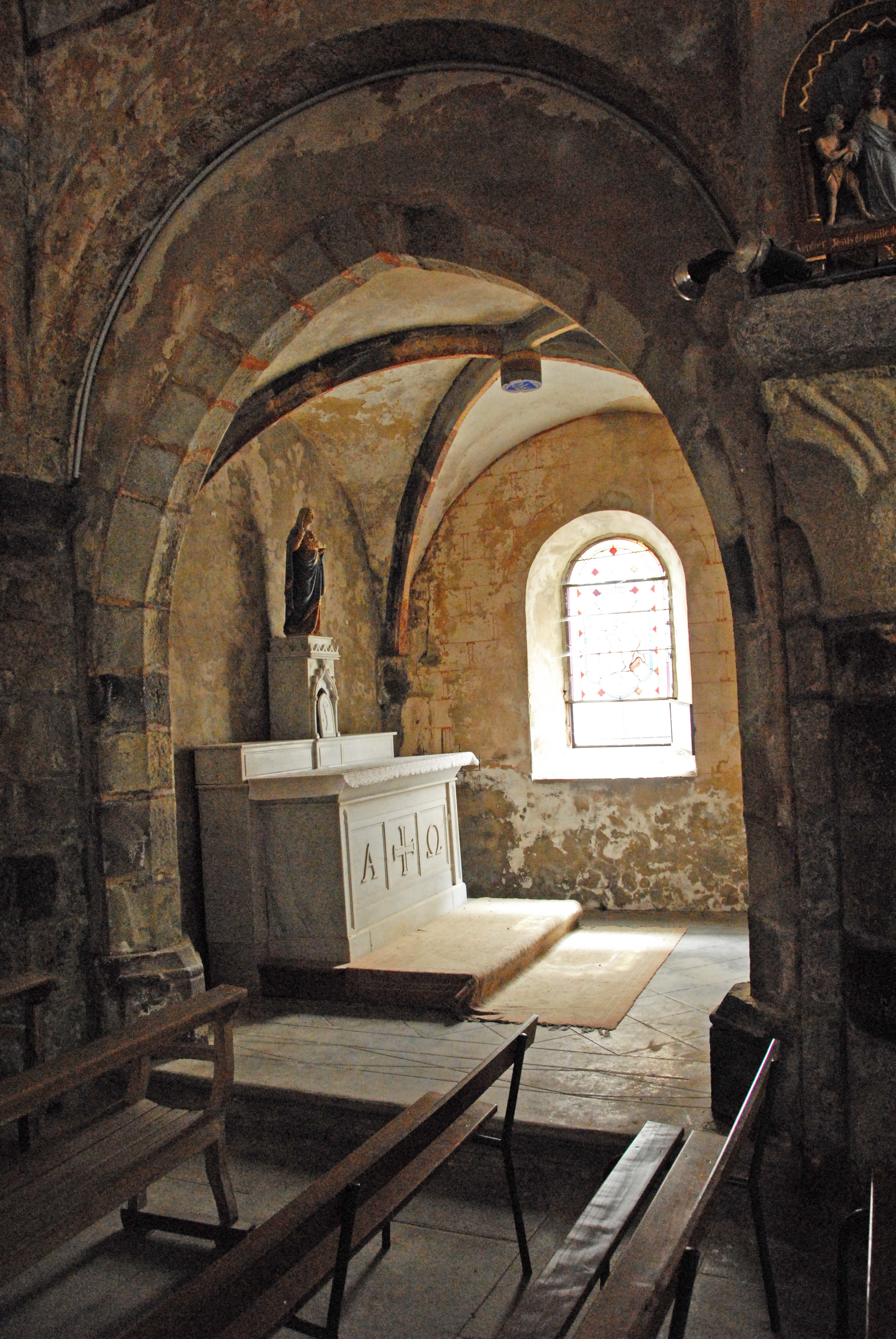
Südkapelle
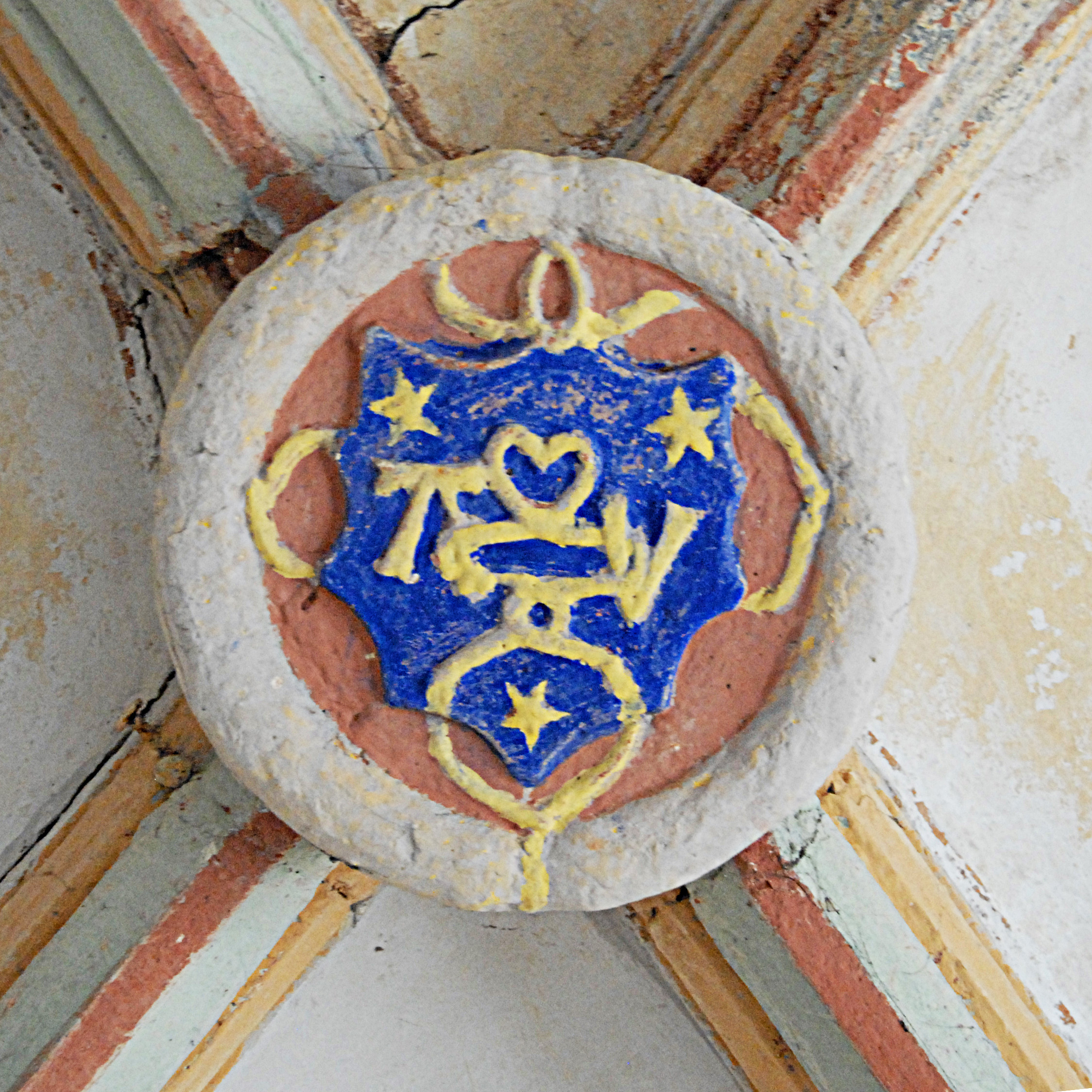
Schlussstein Nordkapelle
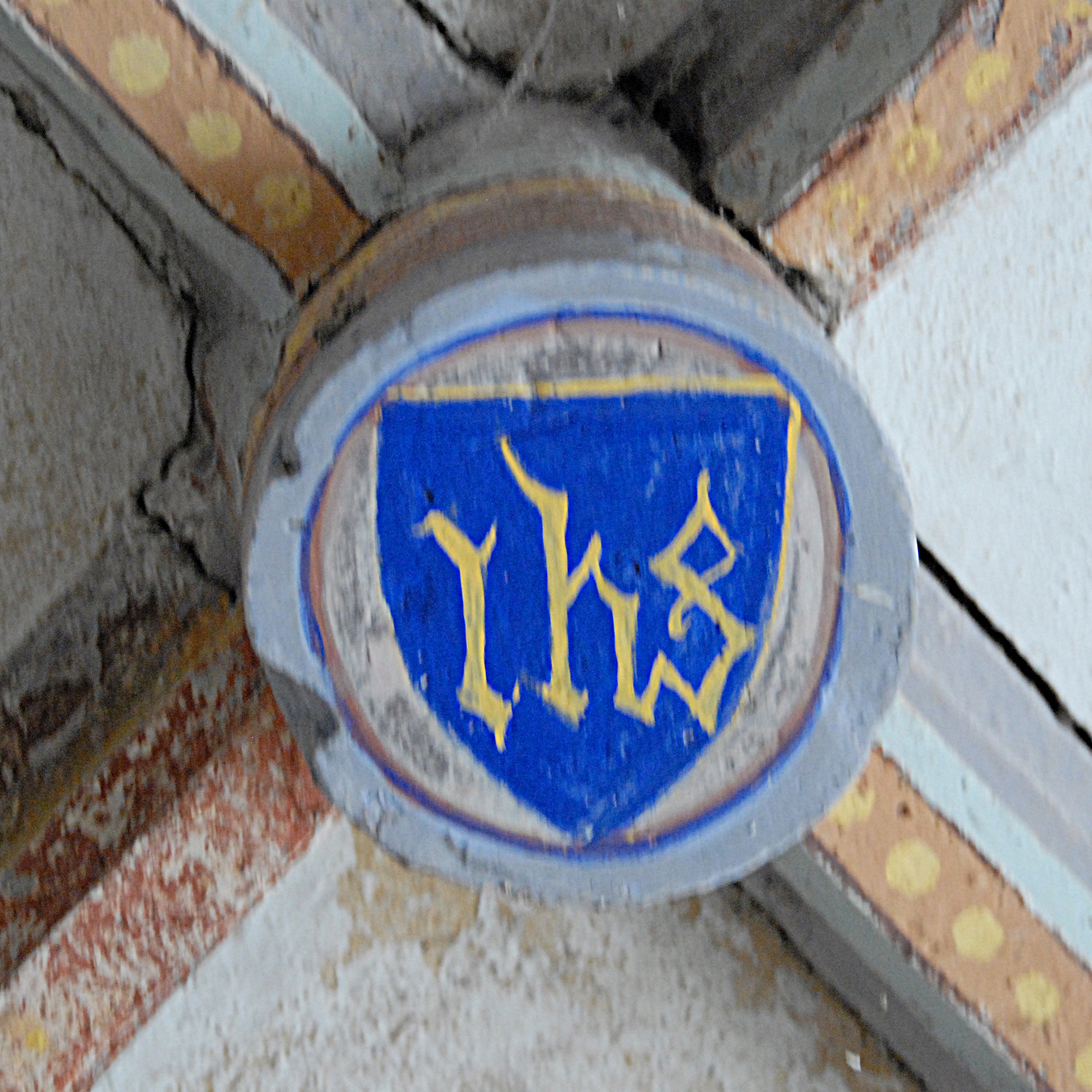
Schlussstein Südkapelle

#### Querhaus mit Vierung

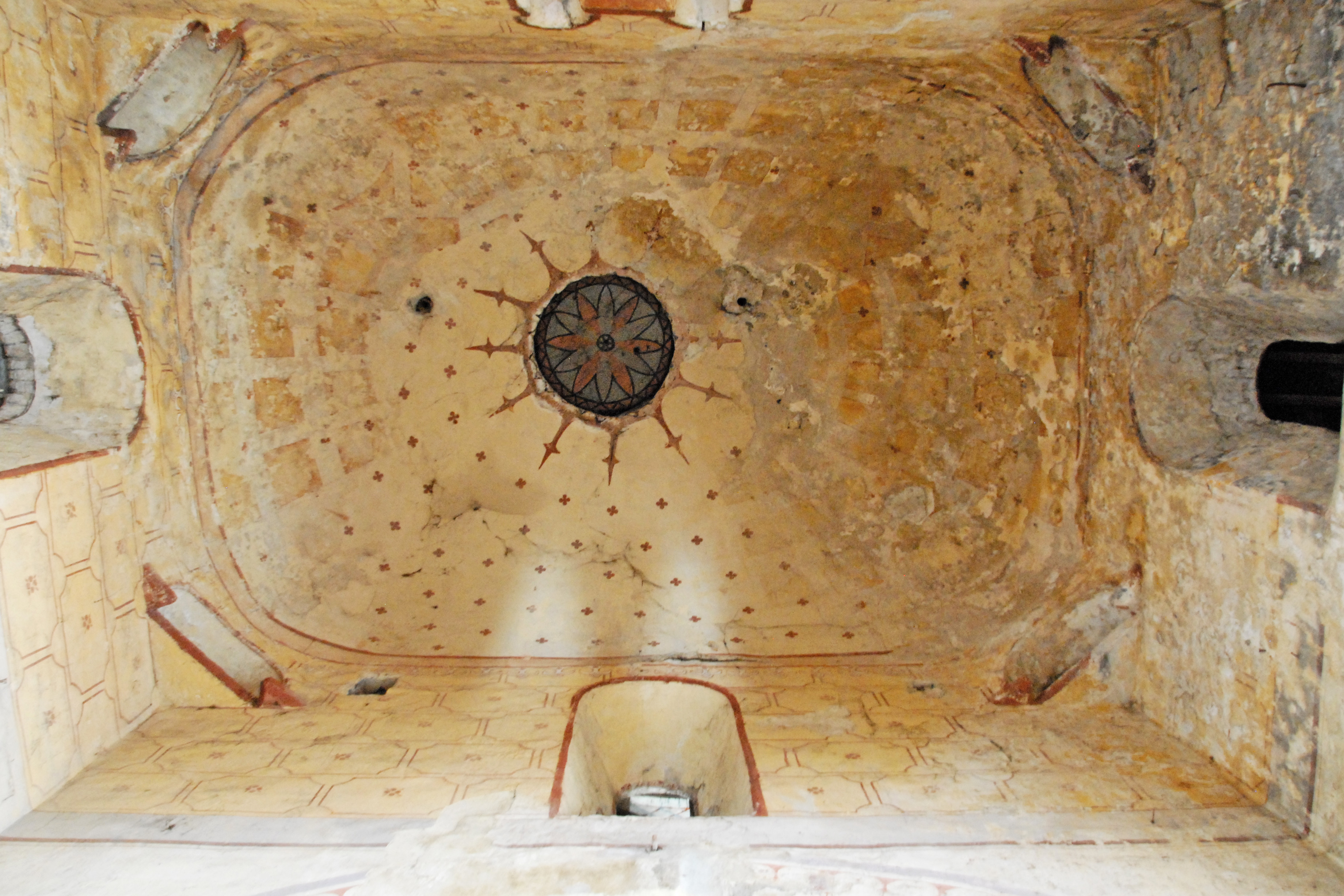
Vierungskuppel mit Vouten

Die Vierung steht nahezu auf dem gleich großen rechteckigen Grundriss wie die Langhausjoche. Seine Triumphbogenarkade zum Chorraum besitzt gleiche Dimension und Gestaltung wie diejenige zum Schiff. Die Arkaden zu den Querhausarmen sind entsprechend der kleineren Rechteckseite weniger breit und hoch. Ihre Bögen sind etwas stärker gestelzt und stehen auf rechteckigen Wandpfeilern mit oberseitigen Kämpfern, die etwas höher angeordnet sind als ihre Nachbarn. Die Vierung oberhalb der Arkadenbögen liegt ziemlich im Dunkeln, da keines seiner vier Fenster direktes Licht von draußen eindringen lässt. Der untere Rand der Vierungskuppel liegt noch ein Stück über dem Scheiteln des Zwillingsfensters zum Langhaus. Ihm gegenüber ist ein fast gleich hohes rundbogiges Einzelfenster mit abgeschrägten Gewänden ausgespart, das ein wenig Licht aus dem Dachraum über dem Chorjoch durchlässt, der von einem außen sichtbaren „Ochsenauge“ schwach belichtet wird. Auf den beiden kurzen Rechteckseiten der Vierung ist je ein kleineres rundbogiges Fenster mit abgeschrägten Gewänden ausgespart, das sich in den absolut dunklen Dachraum des Querhausarms öffnet.

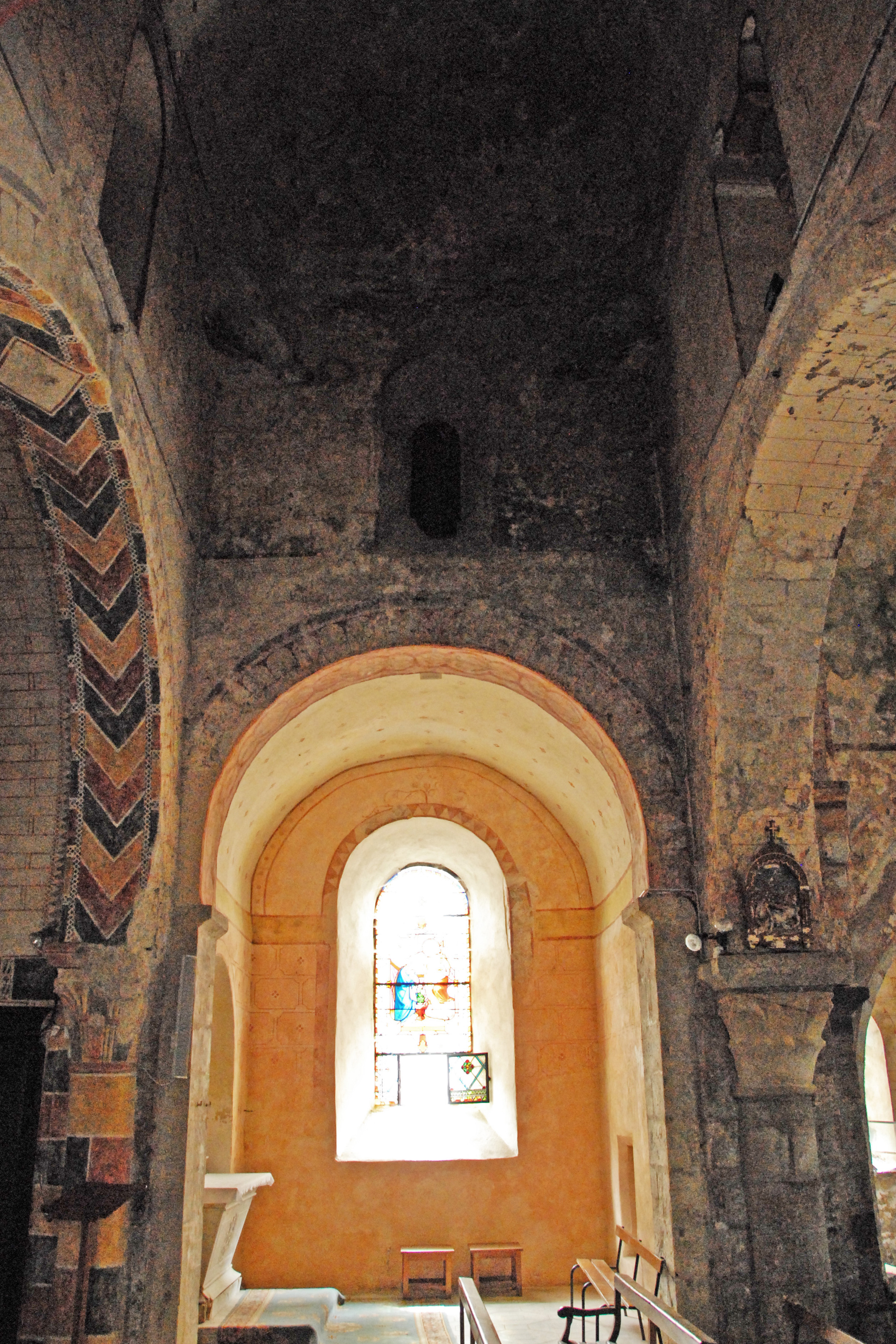
Vierung, südl. Querhausarm

Die Vierungskuppel ist zusammengesetzt aus vier geviertelten Kuppelkalotten, in den vier Ecken des Rechtecks, zwischen denen auf den vier Seiten halbierte Tonnengewölbe mit denselben Radien in zwei unterschiedlich langen Abschnitten eingesetzt sind. Die darunter in den Ecken eingebauten Vouten sollen von der Viertelkreisform der „Kuppelecken“ zu den rechten Winkeln der Vierung überleiten. Sie bestehen hier aus waagerechten dreieckigen Steinplatten, über denen sich rundbogige Nischen mit gerundeten Hintergründen öffnen.
Die beiden Querhausarme haben fast den gleichen rechteckigen Grundriss wie die Kapellen. Sie sind von halbkreisförmigen Tonnengewölben überdeckt, deren Rundungradius geringfügig denjenigen der Vierungsarkaden überschreitet. In den glatten Giebelwänden der Querhausarme ist je ein schlankes rundbogiges Fenster ausgespart mit allseitiger Gewändabschrägung.

Galerie Querhaus und Vierung
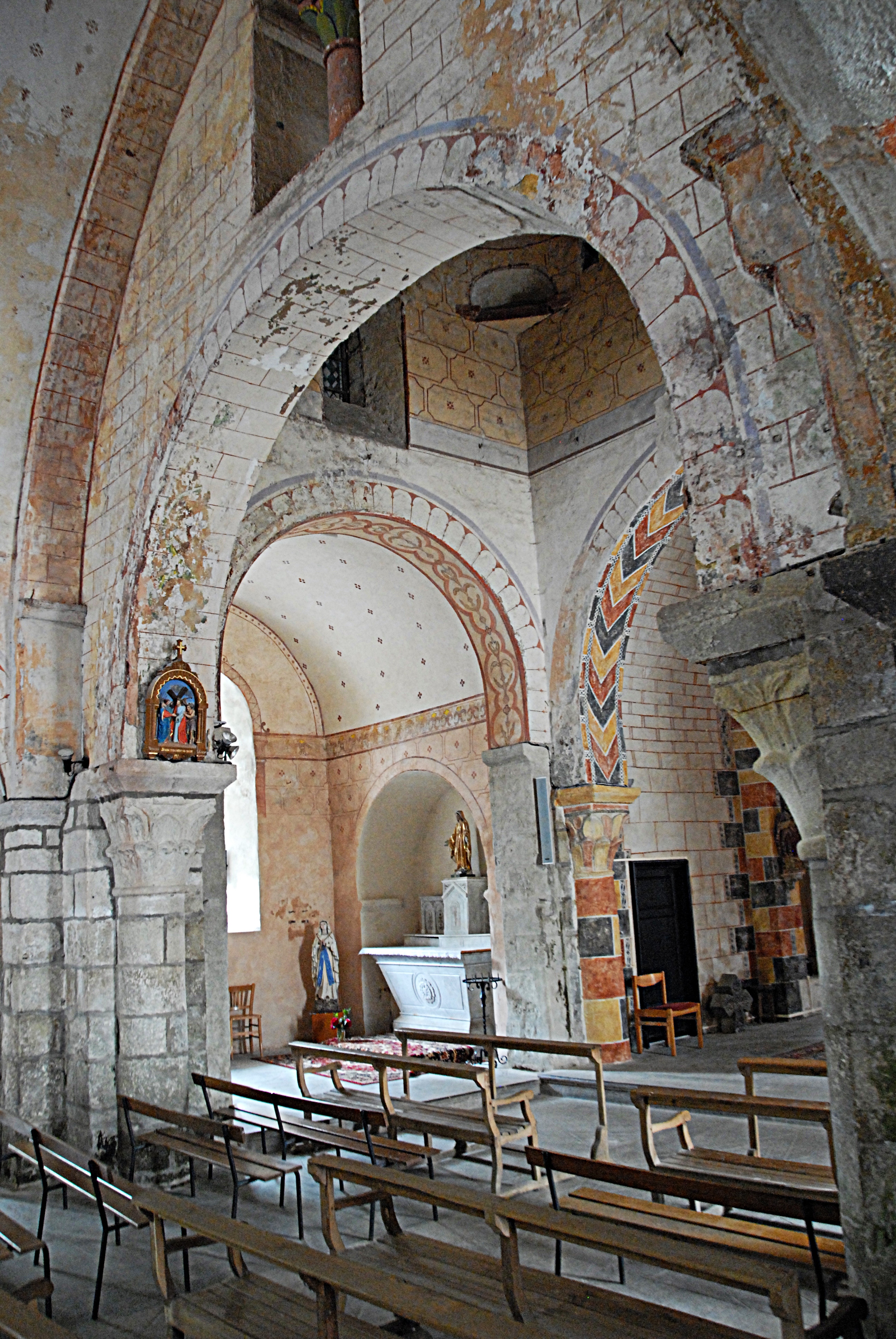
Vierung u. südl. Querhausarm
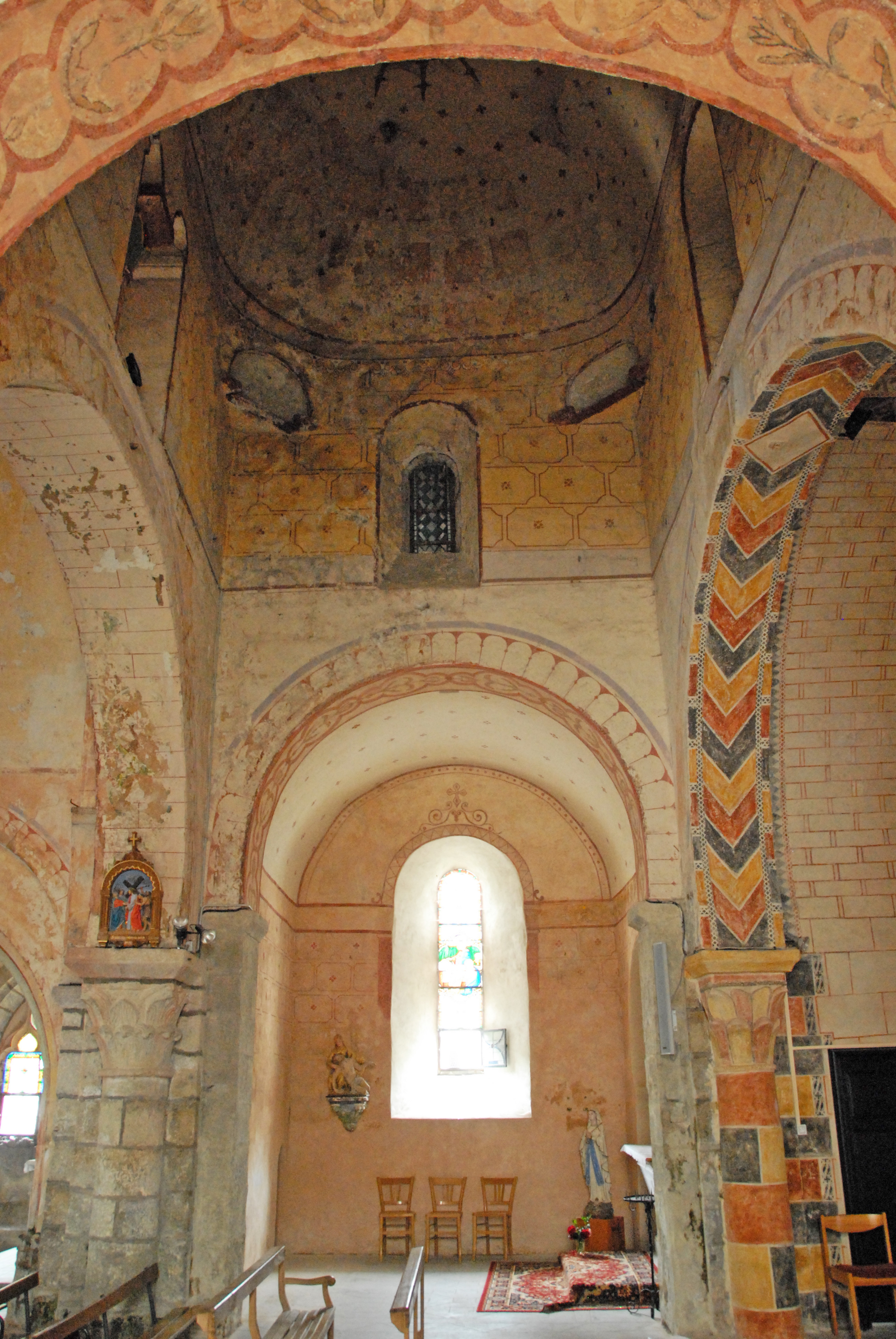
Vierung u. nördl. Querhausarm
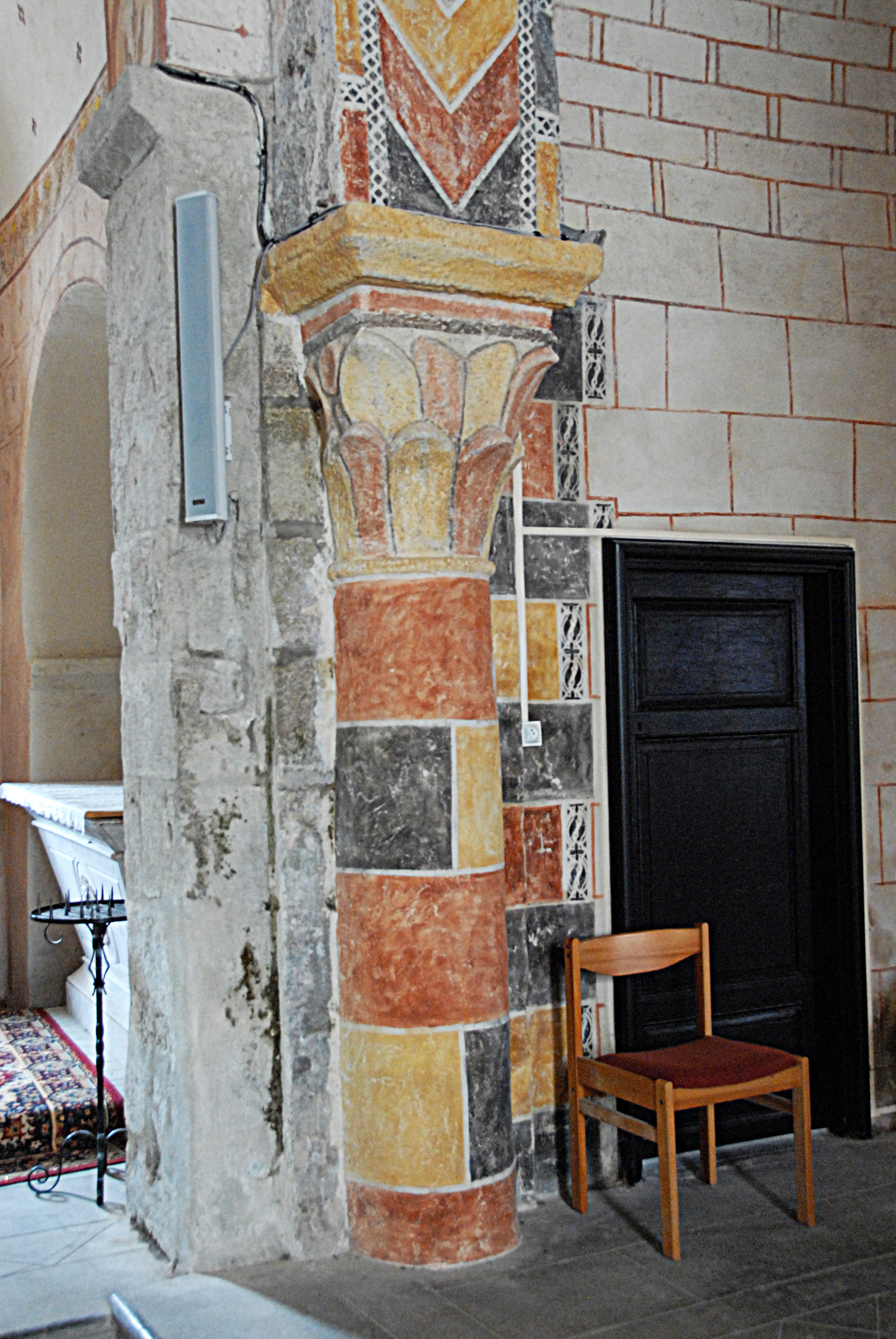
Vierungspfeiler, NO-Ecke
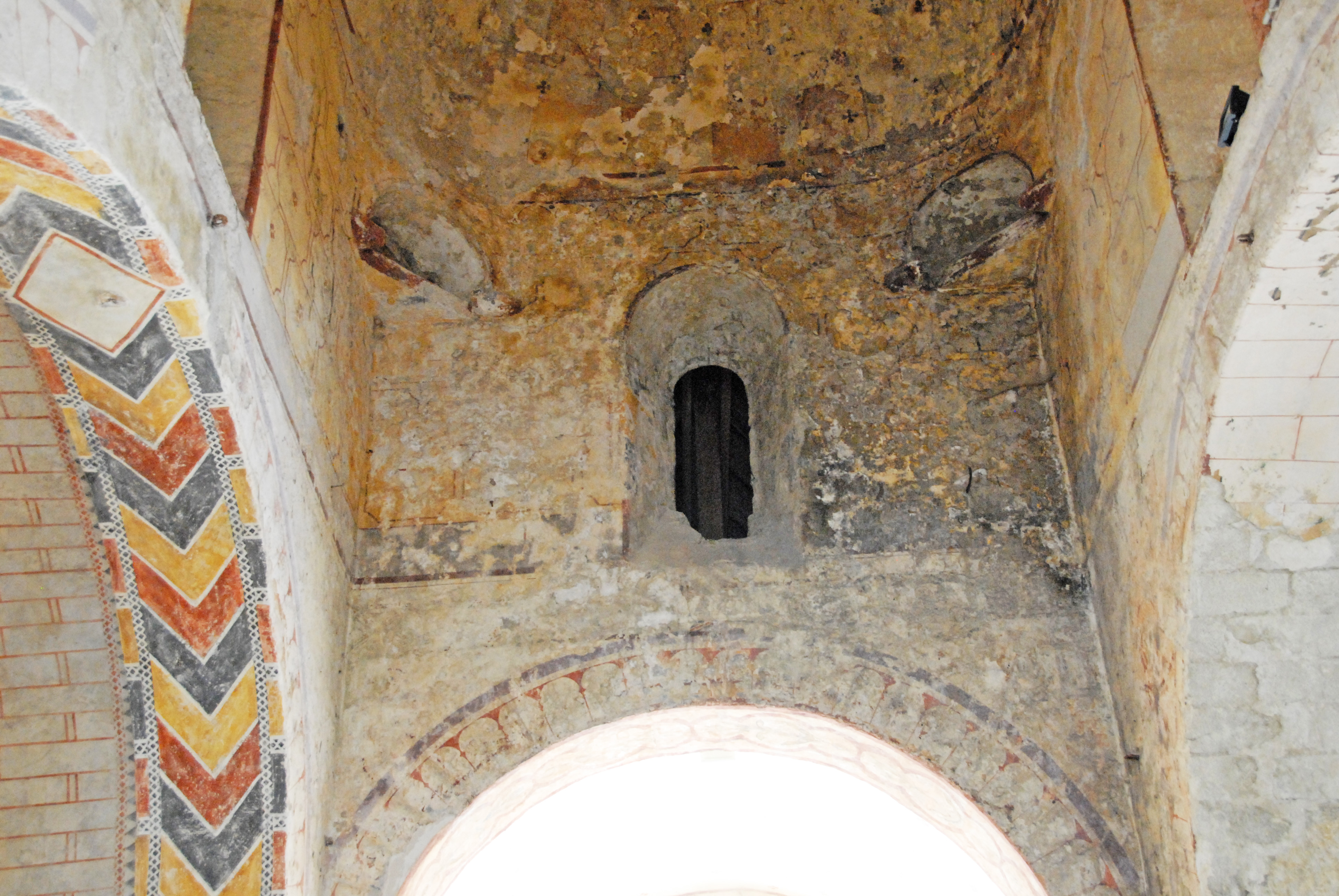
Vierung Südwand

#### Chor

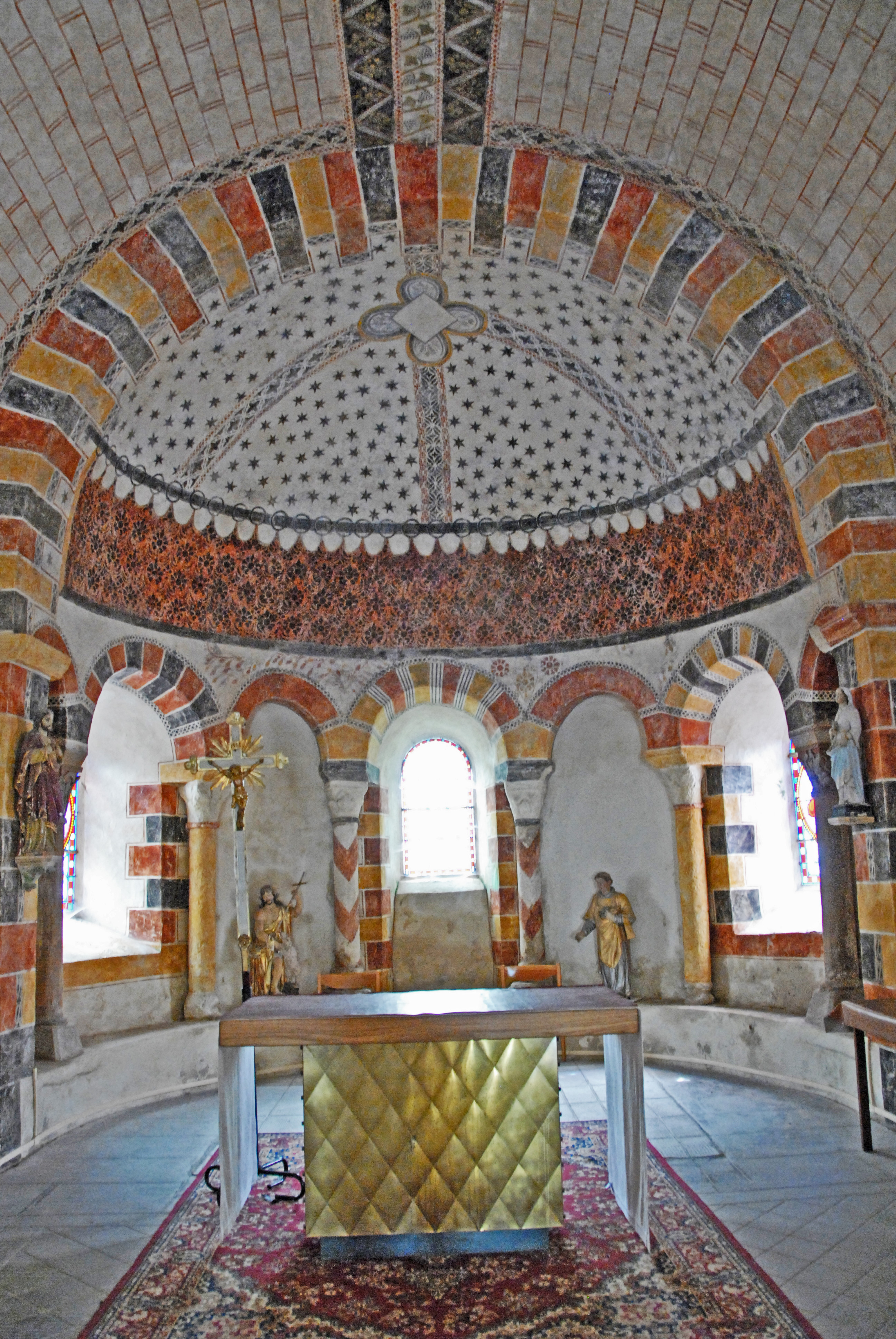
Chorapsis mit Kalotte

Das Chorjoch steht auf einem rechteckigen Grundriss, dessen Breite deutlich schlanker ist als die der Langhausjoche. Es wird von einer halbkreisförmigen Tonne mit geringfügiger Stelzung überdeckt, deren Wölbungsradius etwas größer ist als der des Triumphbogens. Das Joch wird östlich begrenzt durch eine rundbogige Arkade aus deutlich eingerückten rechteckigen Wandpfeilern und einem geringfügig gestelzten Bogen etwa gleichen Querschnitts, die beide von einem nur innenseitig leicht auskragenden und profilierten Kämpfer getrennt werden. In den Seitenwänden befinden sich Türen zu den beiden deutlich später angebauten, fast quadratischen Nebenräumen.
Hinter der vorgenannten Arkade schließt sich mit geringem Rückversatz die im Grundriss halbkreisförmige Chorapsis an, deren Wand nahtlos in die halbkuppelförmige Kalotte der Apsis übergeht. Ein etwa 30 Zentimeter hoher Sockel verläuft rund um die Apsis, innenseitig bündig mit dem unteren Rand der Kalotte.
In den Wänden sind drei rundbogige Fenster ausgespart mit glatten, nach innen aufgeweiteten Gewänden. Die beiden äußeren Fenster weisen leicht abgeschrägte Brüstungen auf, deren Innenkanten etwa doppelt so hoch sind wie der Sockel. Die seitlichen Gewände des zentralen Fensters reichen bis auf den Sockel hinunter. Zwischen diesen Gewänden ist eine Brüstung eingefügt, deren Innenseite gegenüber den Leibungskanten nach oben hin zunehmend zurückweicht. Diese Brüstung ist deutlich höher als die der Nachbarfenster.

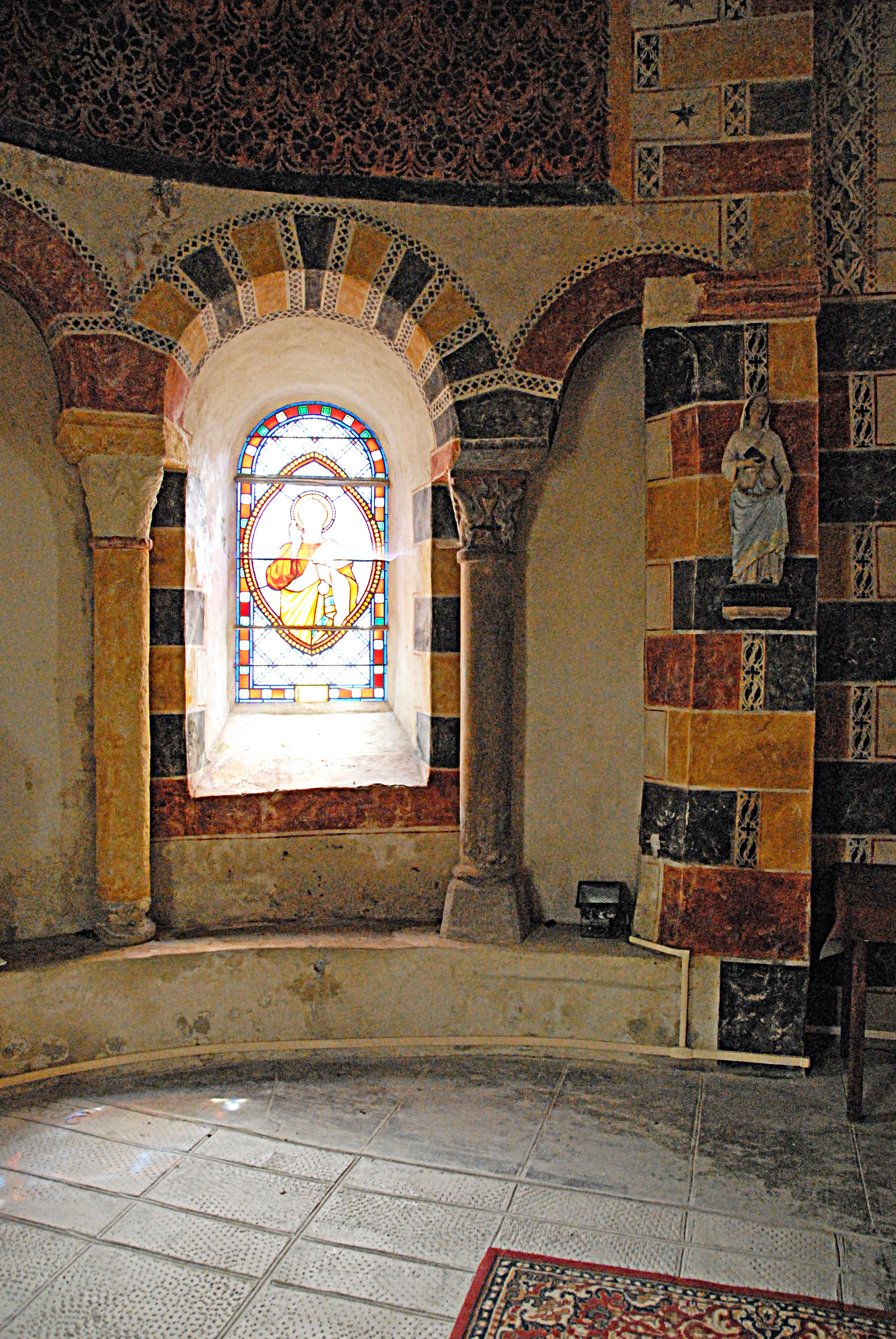
Chorapsis, Arkaden rechts außen

Auf dem Sockel über dem Fußboden sind fünf rundbogige Arkaden aufgerichtet, mit zwei zusätzlichen halben Arkaden an den Seiten der Apsis, die alle untereinander verbunden sind. Die drei offenen Arkaden vor den Fensteröffnungen sind etwas breiter als die geschlossenen Blendarkaden. Dementsprechend sind die Bögen vor den Fenstern etwas höher als die der Blendarkaden. Die im Querschnitt fast quadratischen Bögen vereinigen sich jeweils über einer glatten Rundsäule, die mit meist pflanzlich skulptierten Kapitellen, kräftigen Kämpferplatten mit abgeschrägten Sichtkanten, und mit profilierten Basen, teilweise auch mit kantigen Plinthen ausgestattet sind. Die Rückseiten der Blendarkadennischen verlaufen hinter den Säulen durch, bis zu den Gewändekanten der Fenster und über deren Brüstungen hinweg.

Galerie Chorapsis
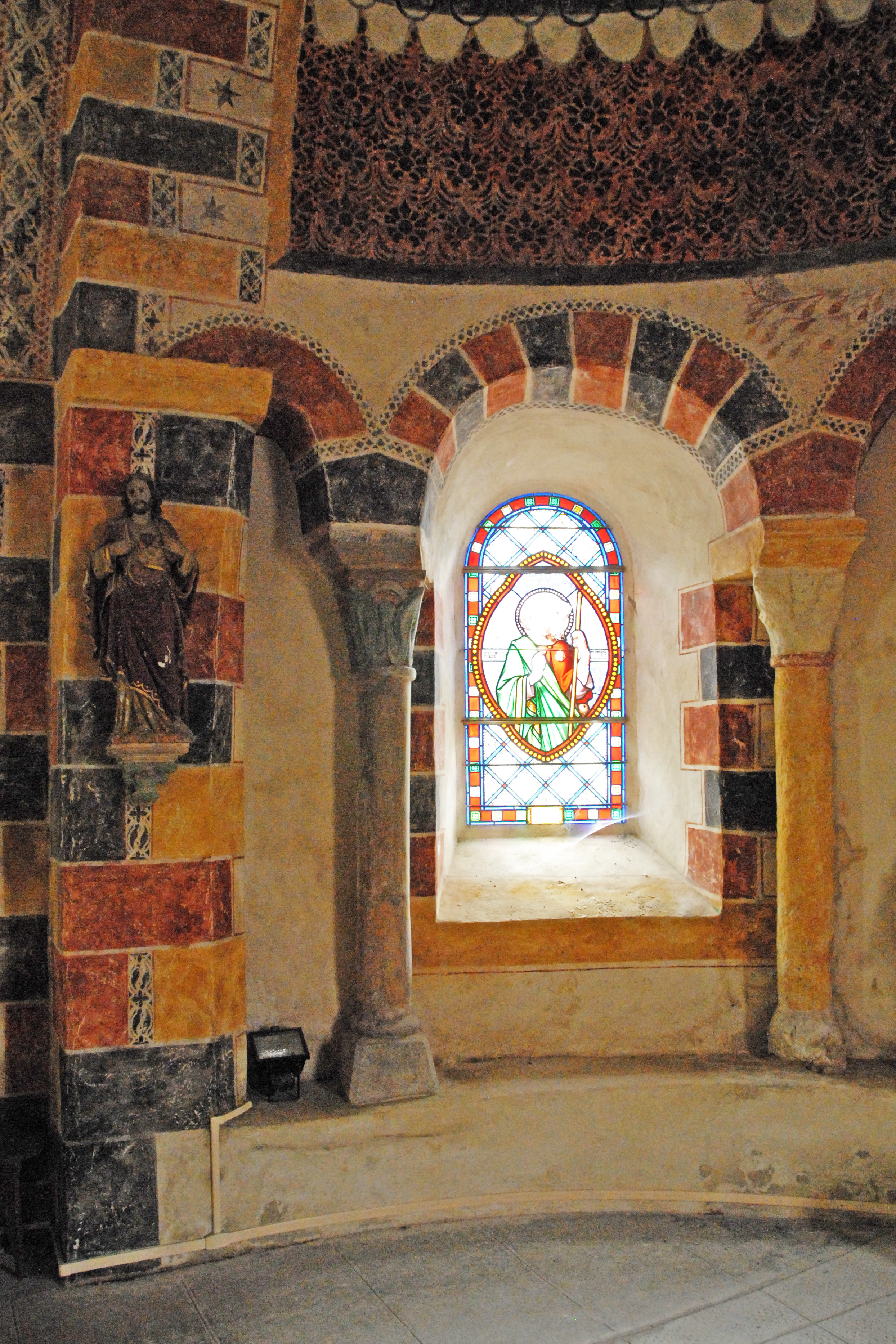
Chorapsis, Arkaden links außen
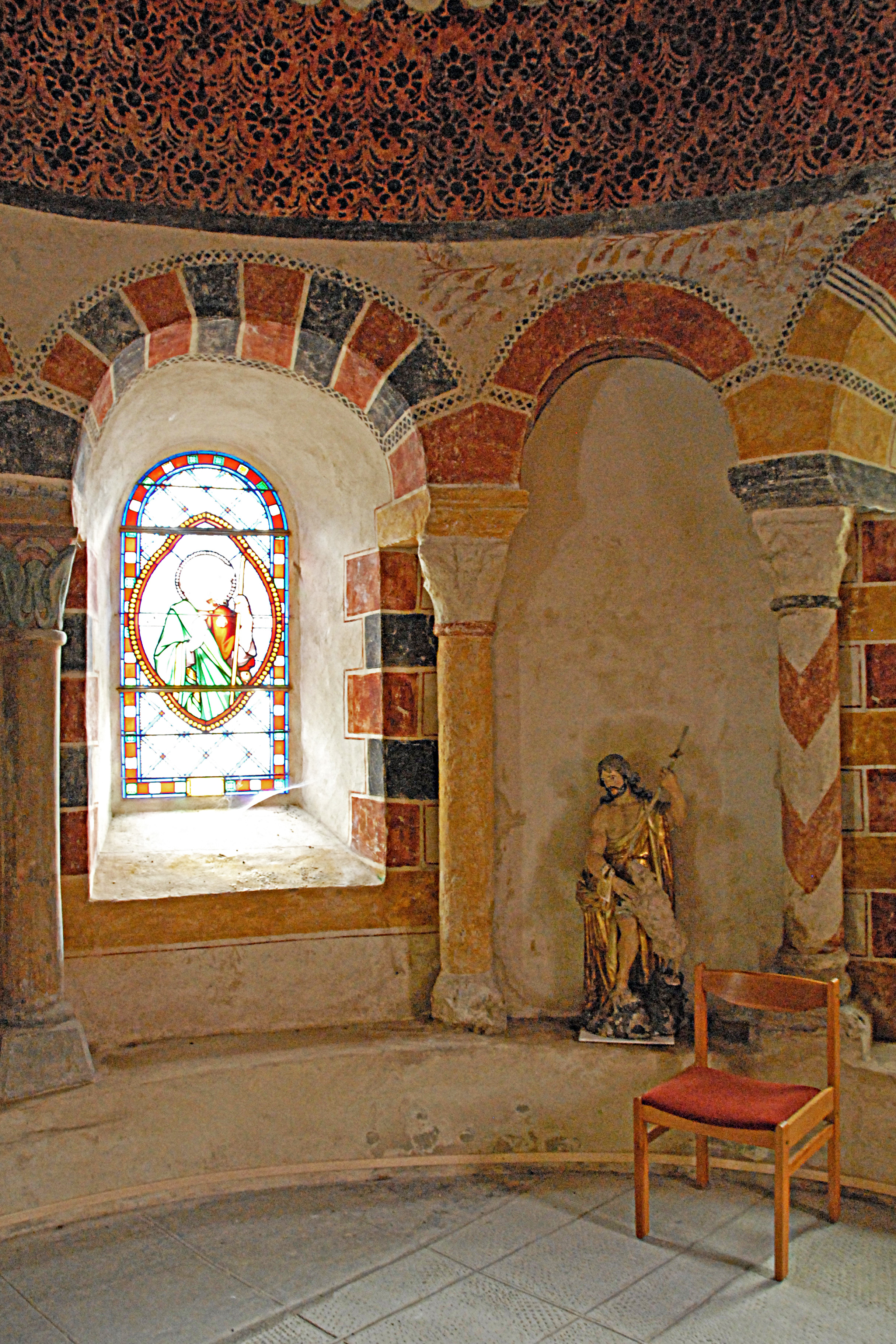
Chorapsis, Arkaden halblinks
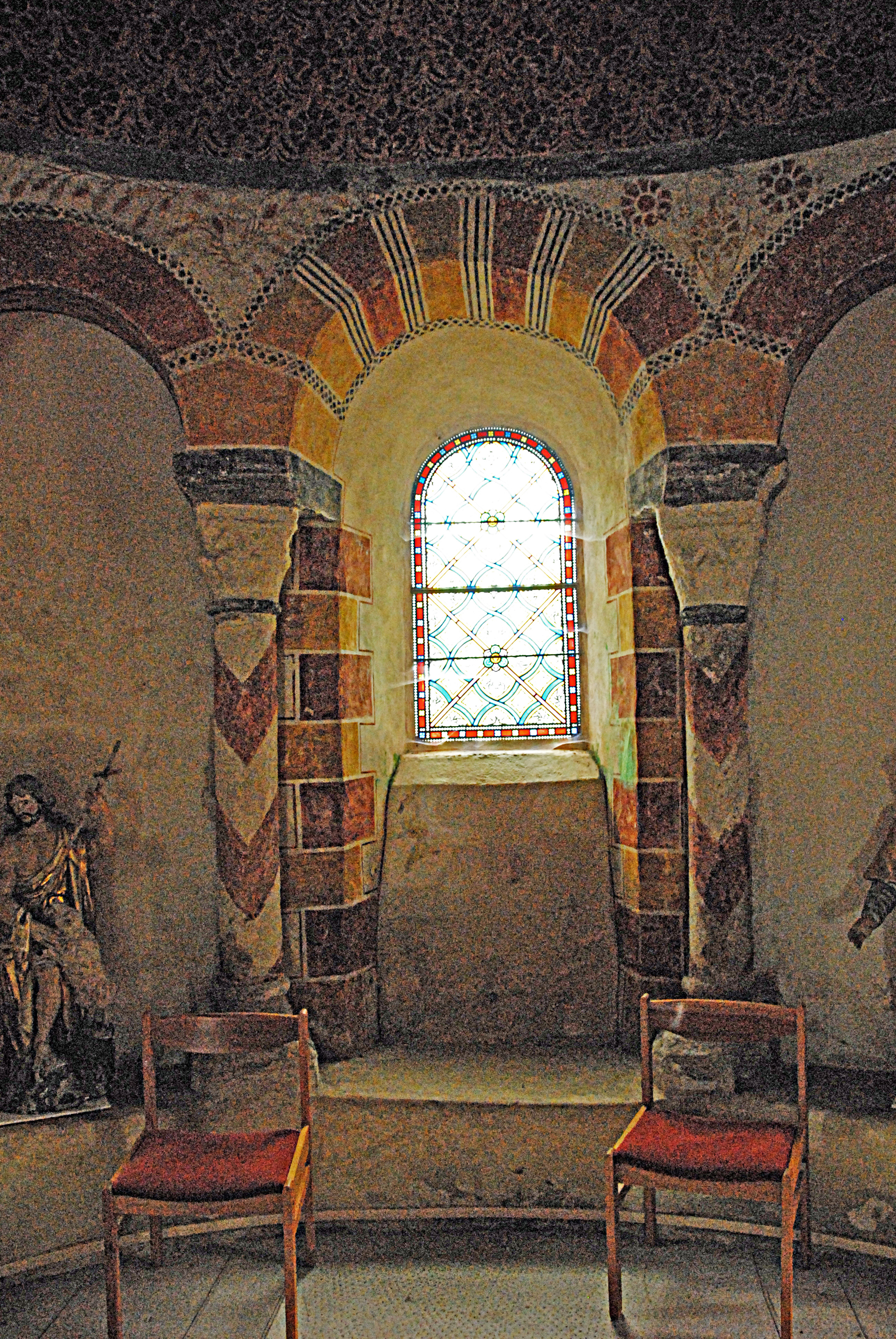
Chorapsis, Arkaden Mitte
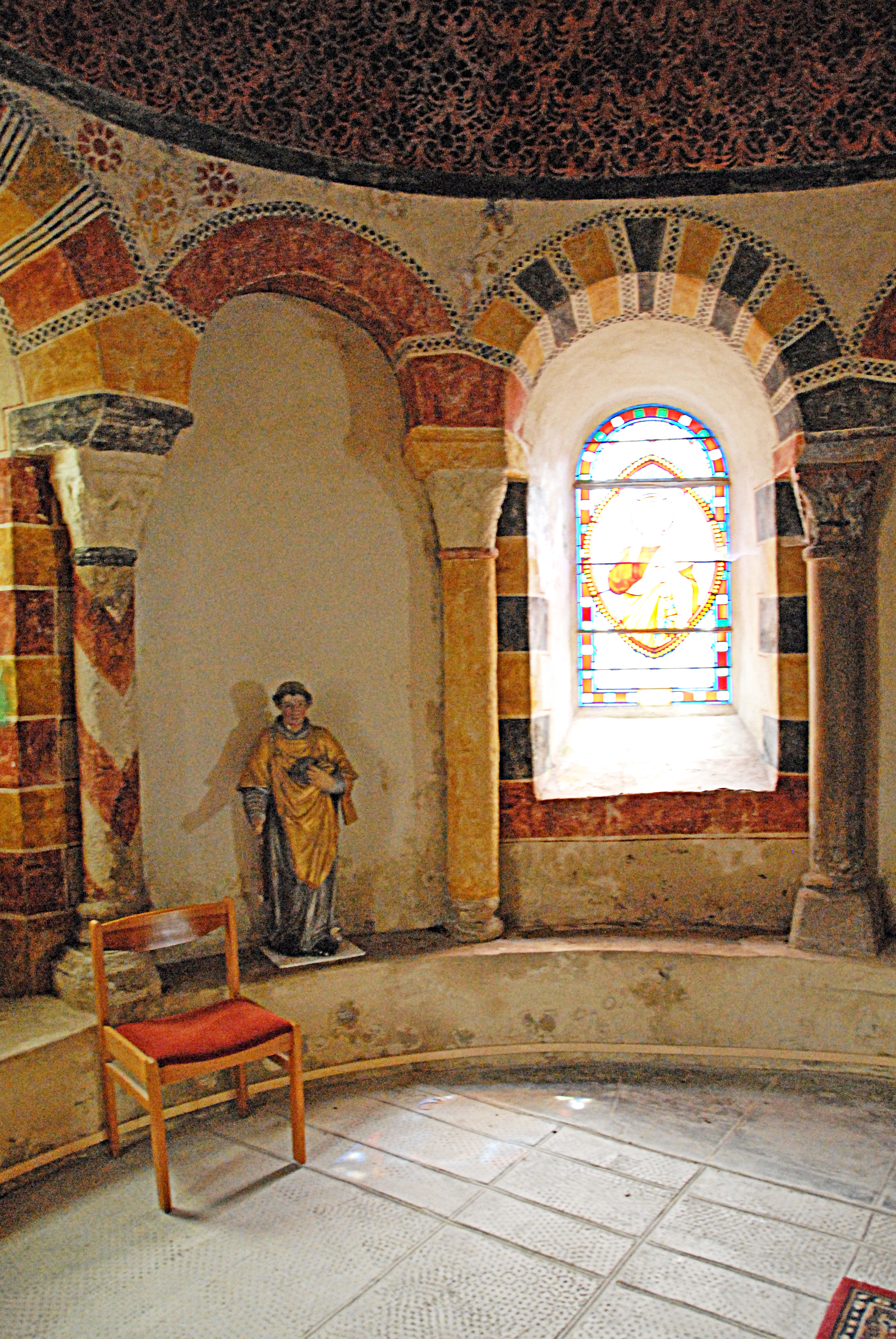
Chorapsis, Arkaden halbrechts

## Farbliche Fassung des Inneren

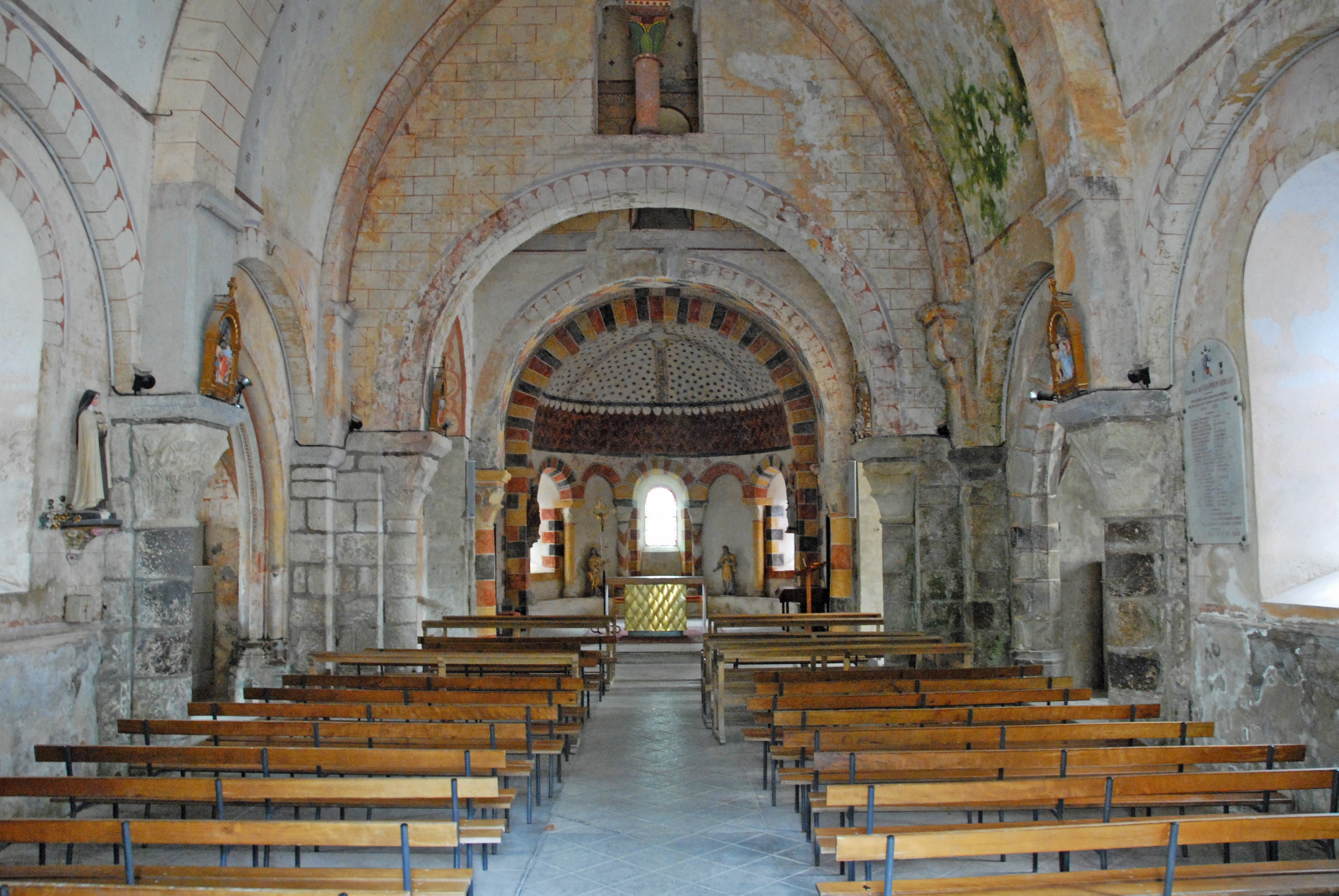
Schiff zum Chor

### Langhaus und Kapellen
Die letzte Farbbeschichtung aller inneren Putzoberflächen war einheitlich weiß. Unter Abblätterungen erscheinen teilweise andere Farbtöne früherer Schichten, überwiegend gelb, zum Teil auch dunkelgrüner Algenbefall. Die Gewölbeflächen zieren kleine dunkelfarbige Rosetten und gelappte Blätter die in einem unsichtbaren quadratischen Raster im Wechsel aufgeteilt sind. Entlang des Gewölbefirstes verläuft ein breites gelbes Band, auf dem geometrische Muster noch kaum zu erkennen sind. Die gebogenen Gewölbeflächen werden allseitig von dunklen gemalten Linien abgegrenzt. Auf den Gurtbögen, ohne ihre senkrechten Stelzungen, sind die Fugen von Keilsteinen als dunkle Linien aufgemalt. Auf de beiden Gurtbögen neben dem dritten Joch sind Reste von gemalten Ornamenten einer älteren Schicht schwach zu erkennen. Die östliche Wand zur Vierung und die Westwand sind mit ebensolchen Linien mit einem Mauerwerksverband bemalt. Die Bögen der Blendarkaden der Längswände, die Kanten der Fenster und der Rundbogen der Wand zur Vierung sind mit Keilsteinfugen bemalt, die außenseitig T-förmig aufgeweitet sind.
In der nördlichen Kapelle findet man auf gelbem Grund einen aufgemalten Mauerwerksverband, dessen senkrechte Fuge aus Doppelstrichen bestehen. Die Kreuzrippen sind mehrfarbig gefasst, die Gewölbezwickel uni – grau getönt, wie auch die Fenstergewände, auf denen die Fugen gemalt sind. Die Beschichtung der Wände in der südlichen Kapelle ist stark beschädigt.

### Vierung und Querhausarme
Die ältere, noch nicht sanierte Farbbeschichtung findet man im Querhaus nur noch auf den Innenseiten und der Wölbung. Besonders die Oberfläche der Kuppel ist stark beschädigt. Die Grundfarbe der letzten Beschichtung war wohl wie im Langhaus weiß oder hellgelb. Durch die Beschädigungen schimmert ein kräftigeres Gelb der älteren Schicht. Weiterhin schimmert ein Raster von dunkleren Quadraten hindurch, die von helleren Streifen getrennt sind.
Inmitten der Kuppel befindet sich ein kreisrunder Deckel, der das Loch zum Glockentransport verschließt. Er ist in dunklen Farbtönen in Grün und Rot bemalt. Eine spitzzackige Rosette wird von einem Wulst mit Zackenornamenten umschlossen und zeigt im Zentrum ein kleines Speichenrad. Der Deckel wird von einem in braunrot gemalten Kranz umringt, von dem zwölf spitz zulaufende Nadeln sternförmig ausgehen, von denen beidseitig zwei kurze Zacken sich abspreizen. Die übrige Kuppelfläche ist mit kleinen vierblättrigen Kleeblättern in unregelmäßigem Raster bedeckt.
Der untere Kuppelrand wird markiert von zwei parallel verlaufenden Linien, oberhalb der Vouten und Fenstern. Deren Ränder sind mit kräftigen braunroten Linien abgesetzt. Diese Linien schwenken in Höhe der unteren Gewändekanten der Fenster waagerecht ab um sich in den Vierungsecken zu treffen. Zwischen diesen Linien und der Kuppelunterkante ist ein Muster von rechteckigen Platten mit abgeschrägten Ecken aufgemalt, je mit einer kleinen Rosette in der Mitte.
Nicht mehr weit darunter befinden sich die Scheitel der Vierungsarkadenbögen. Deren Innenseiten mit Keilsteinfugen bemalt sind, die sich außenseitig T-förmig aufspreizen.

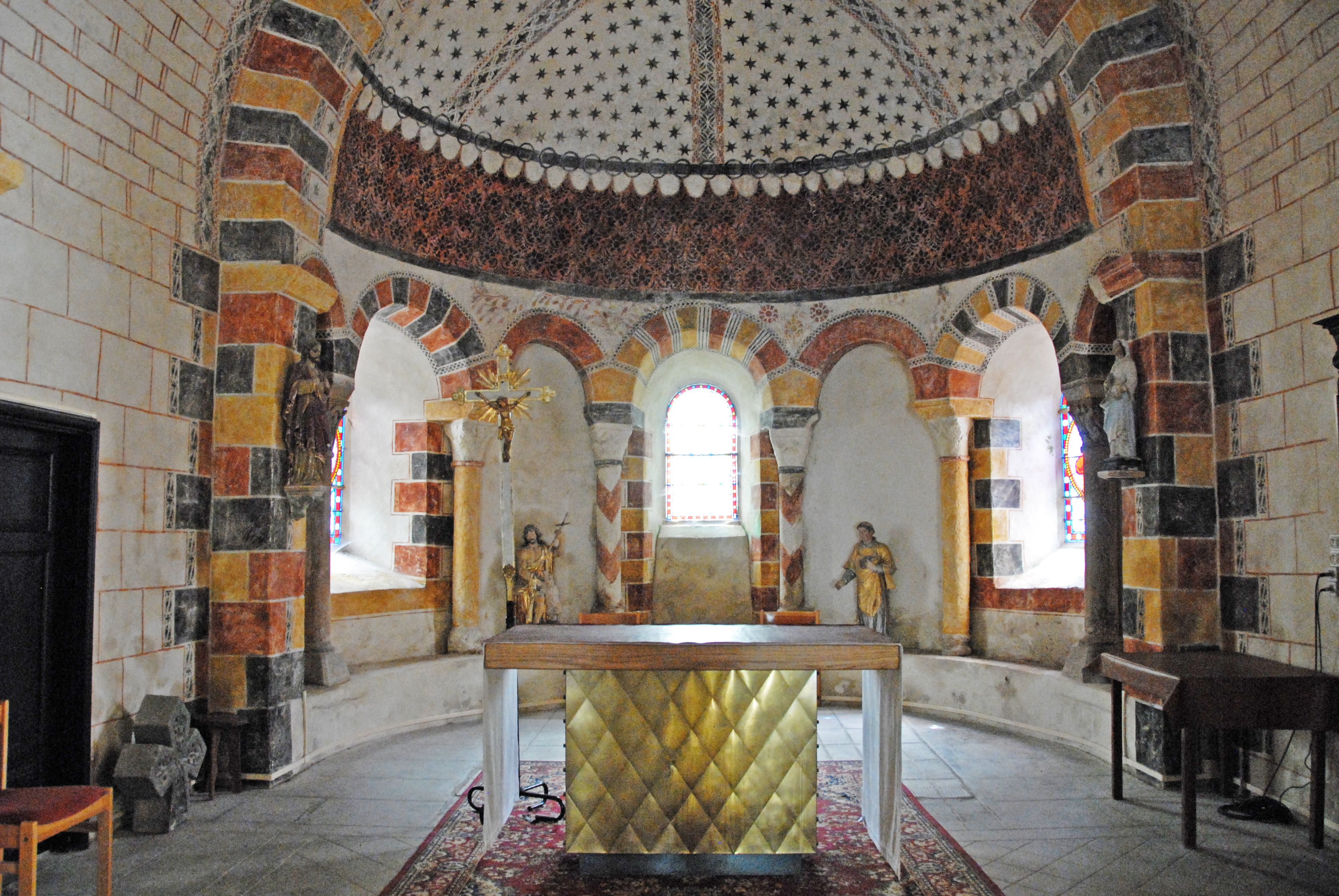
Chorapsis mit Arkadenkranz

Die restaurierten Querhausarme sind in gelblichen Farbtönen grundiert, die Gewölbefläche und die Wandfläche oberhalb des Leibungsbogens ist deutlich heller. Der untere Gewölbeübergang wird durch zwei parallele Linien markiert, die bis gegen die Leibungskanten geführt sind. Die runde Leibungskante und die Gewölberundung entlang der Giebelwand werden von je zwei parallelen Linien begleitet, die mit Zacken und Punkten ornamentiert sind. Über dem Gewändescheitel ist ein Ornament aus einem Kreuz über einem M mit spiralförmigen „Beinen“. Die Wand- und Gewölbeflächen sind von einem Raster aus kleinen Rosetten bedeckt.

### Chor
Die Untergründe der Wände des Chorjochs sind weiß gefärbt, mit der Bemalung mit roten Fugen eines großformatigen Mauerwerkverbandes. Im Bereich der Gewölbekrümmung wird das Schichtenformat dünner und die Stoßfugen sind als Doppellinien gekennzeichnet.

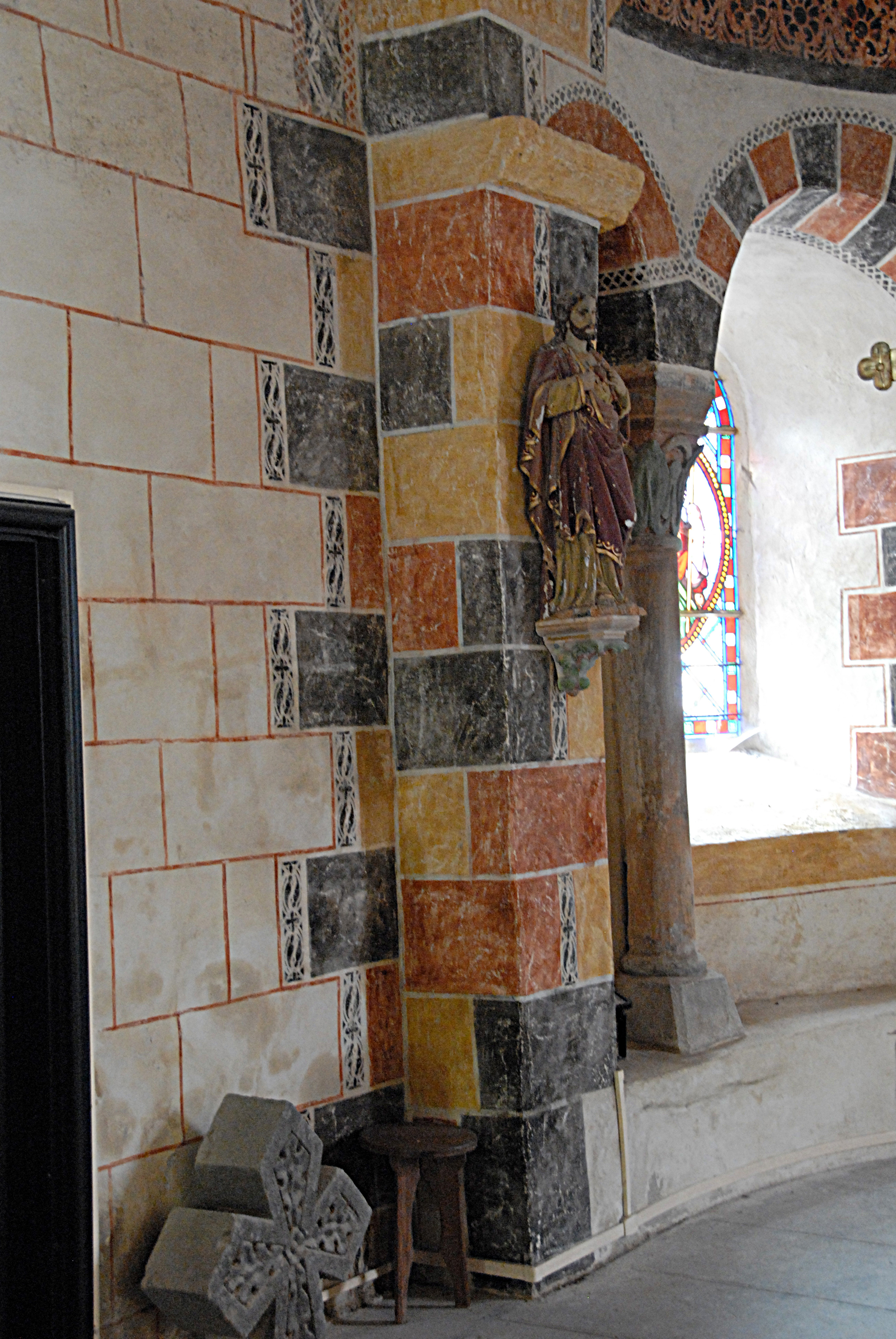
Wandpfeiler Chorjoch, Nordseite

Die Arkade zur Chorapsis hin ist gänzlich umfassend wieder in „Steinschichten“ unterteilt, die im Wechsel rot-gelb-schwarz kräftig gefärbt sind.
Die Apsiskalotte wird unten von einem etwa einen Meter breiten dunklen rot-schwarzen Band abgeschlossen, das von zwei breiten dunklen Linien begrenzt wird. Auf der oberen Linie sind Kreise aneinander gereiht, an denen U-förmige weiße Schilde hängen. Der übrige Teil des Bandes wird von drei Bahnen schwarzer Rosetten gefüllt.
Über diesem Band ist die Oberfläche der Kalotte weß grundiert. Sie wird gegliedert wie ein Kreuzrippengewölbe, das von aufgemalten Kreuzrippen geteilt wird. Sie treffen sich in einem vierblättrigen „Schlussstein“ in Form eines Kleeblatts, mit einem auf die Ecke gestellten Quadrat. Die „Gewölbezwickel“ werden mit gleichmäßig aufgeteilten dunklen sechszackigen Sternchenen ausgefüllt.
Der um die Apsisrundung aufgestellte Arkadenfries ist in kräftigen Farben dekoriert. Die Arkadenbögen sind in unterschiedlichen Farbkombinationen in rot-schwarz-gelb gefasst. Die Säulenschäfte sind mal schwarz, mal gelb oder in rot-weiß, oder im Wechsel in V-förmigen Steifen bemalt. Die seitlichen Kanten der Fensterleibungen sind mit im Wechsel rot-schwarzen „Ecksteinen“ bemalt.

## Innere Kapitellskulptur
Die Qualität der Kapitelle bleibt weit unter derjenigen der für diese Region bekannten und typischen Skulptur der Hauptkirchen der auvergnatischen Romanik. Die meisten Kapitelle zeigen pflanzliche Strukturen und sind vielfach stark beschädigt. Wenige zeigen schöne großblättrige Strukturen.
Es gibt nur zwei Kapitelle mit figürlichen Skulpturen, mit sehr flachgründigen Reliefs:
Kapitell am südlichen Rand der Chorapsis:
- Auf der Frontseite wird die bekannte Szene mit den beiden Greifen präsentiert, hier aber nicht vierbeinig, die gemeinsam aus einem Kelch trinken. Sie greifen mit ihren Krallen nach dem Schaft des Kelchs.
- Die linke Seite zeigt einen geflügelten Drachen, der auf einer Harfe spielt.
- Auf der rechten Seite wird eine Person dargestellt deren Kopf von der Kapuze einer Mönchskutte überdeckt ist und auf der Brust ein geöffnetes Buch präsentiert, vielleicht die heilige Schrift.

Kapitell Langhausnordseite zwischen Joch 1 und 2:
Auf allen Seiten sieht man frontal stehende unterschiedlich große Personen und Gesichter, teilweise eine Hand zum Gruß erhoben. Völlig willkürlich verteilt findet man einige Blumen und Blüten. Die Darstellungsweise ist recht naiv.

Kapitelle
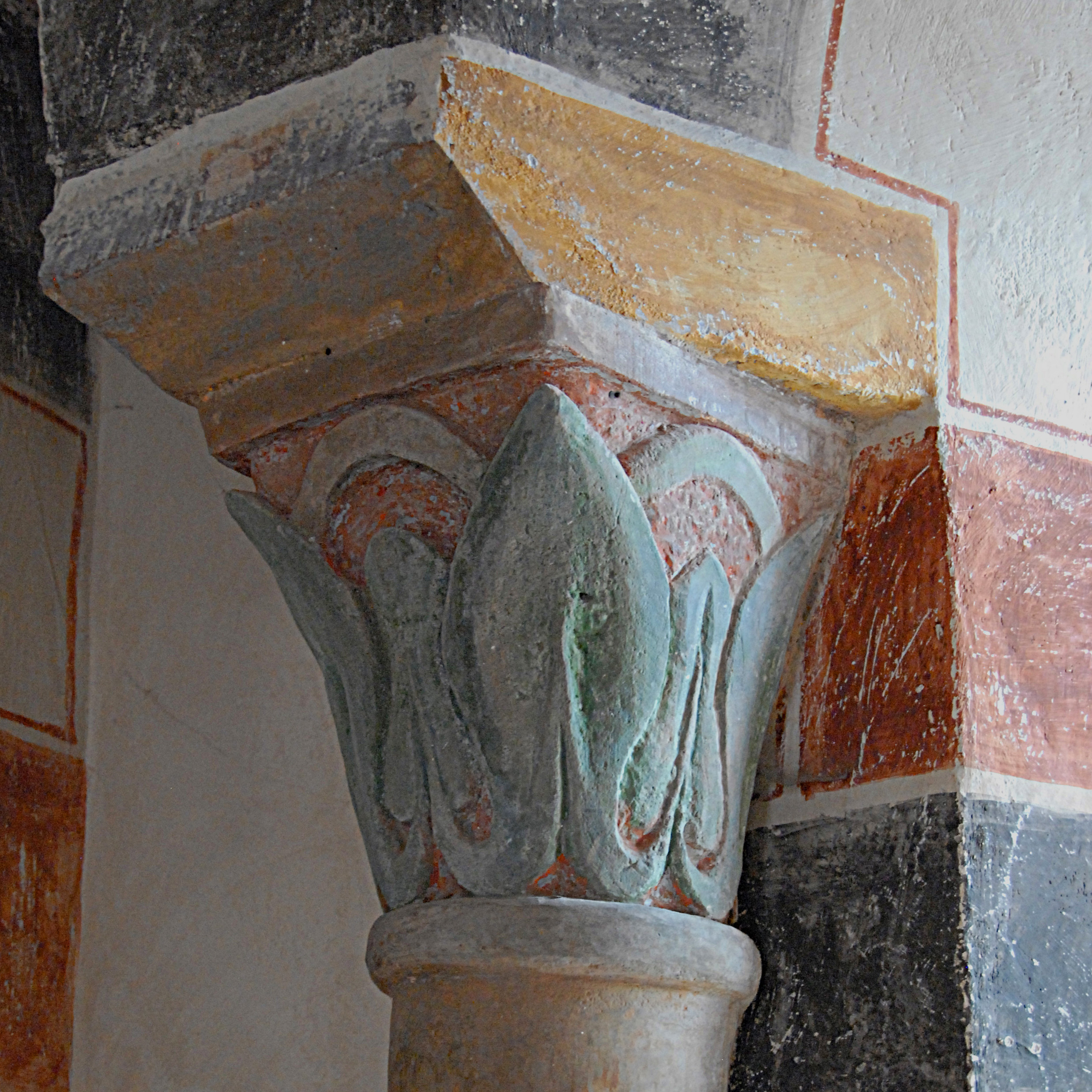
Chorapsis, Blattkapitell links außen
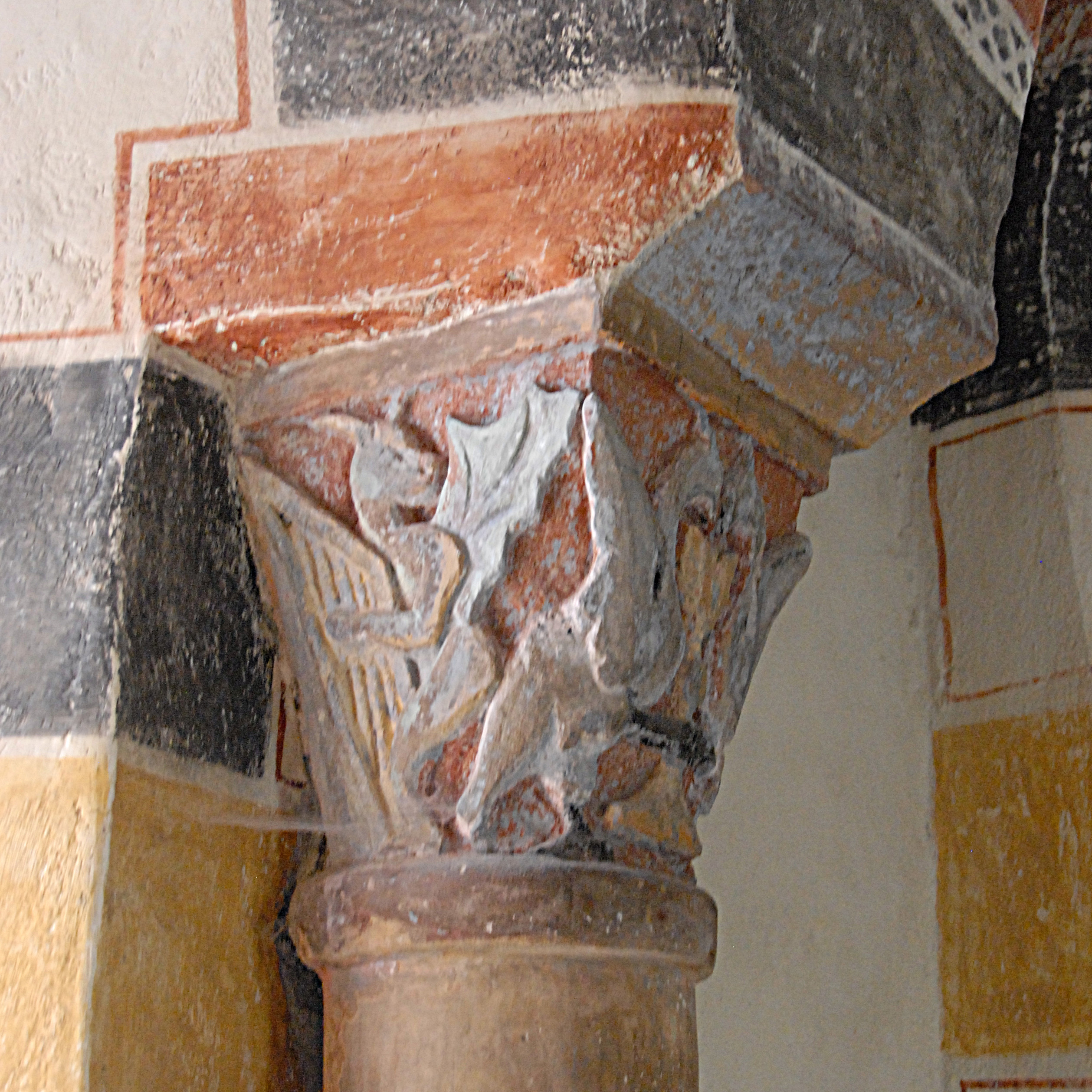
Kapitell Chorapsis, Südseite, Drache spielt auf Harfe
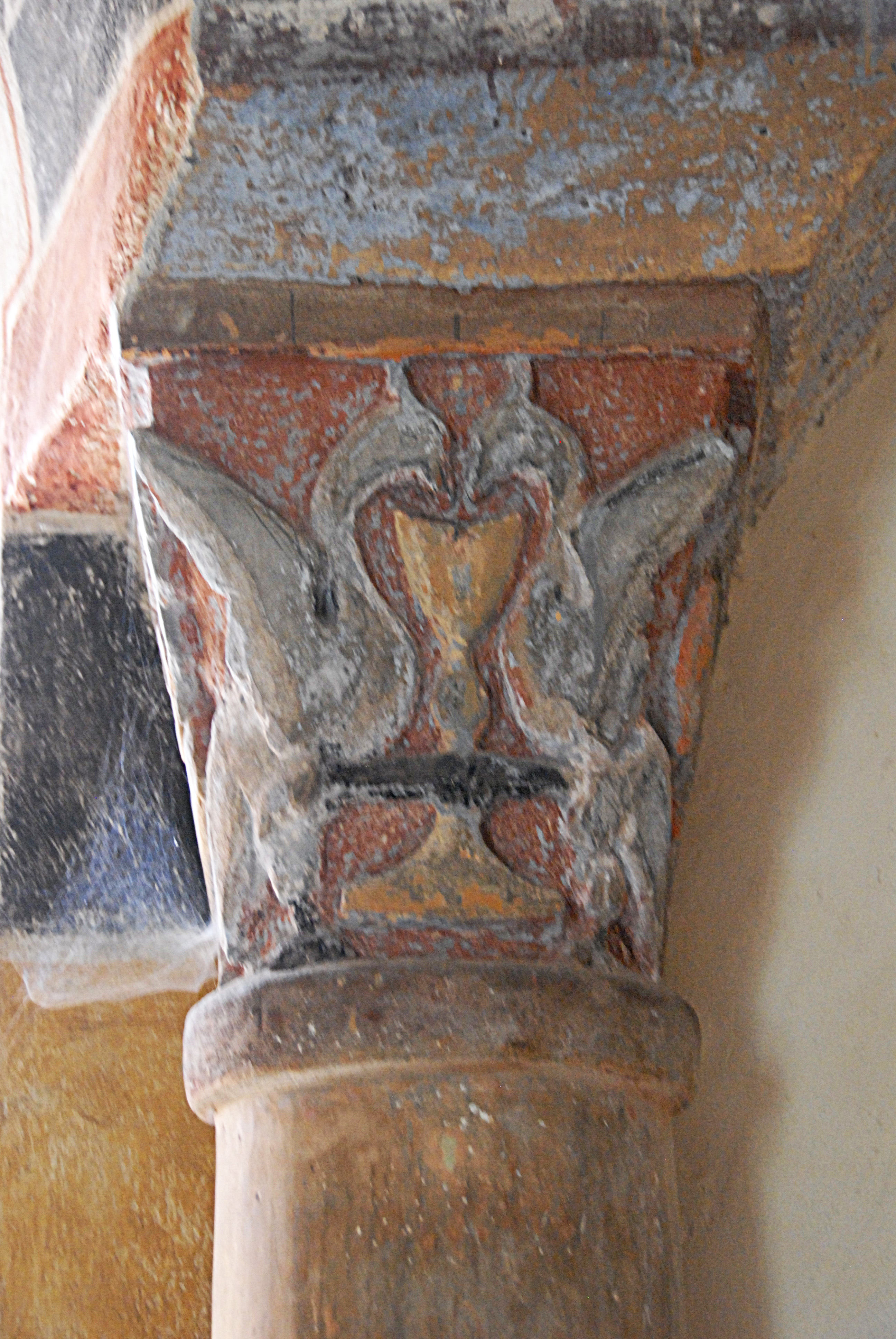
Kapitell Chorapsis, Südseite, 2 Greife trinken aus Kelch
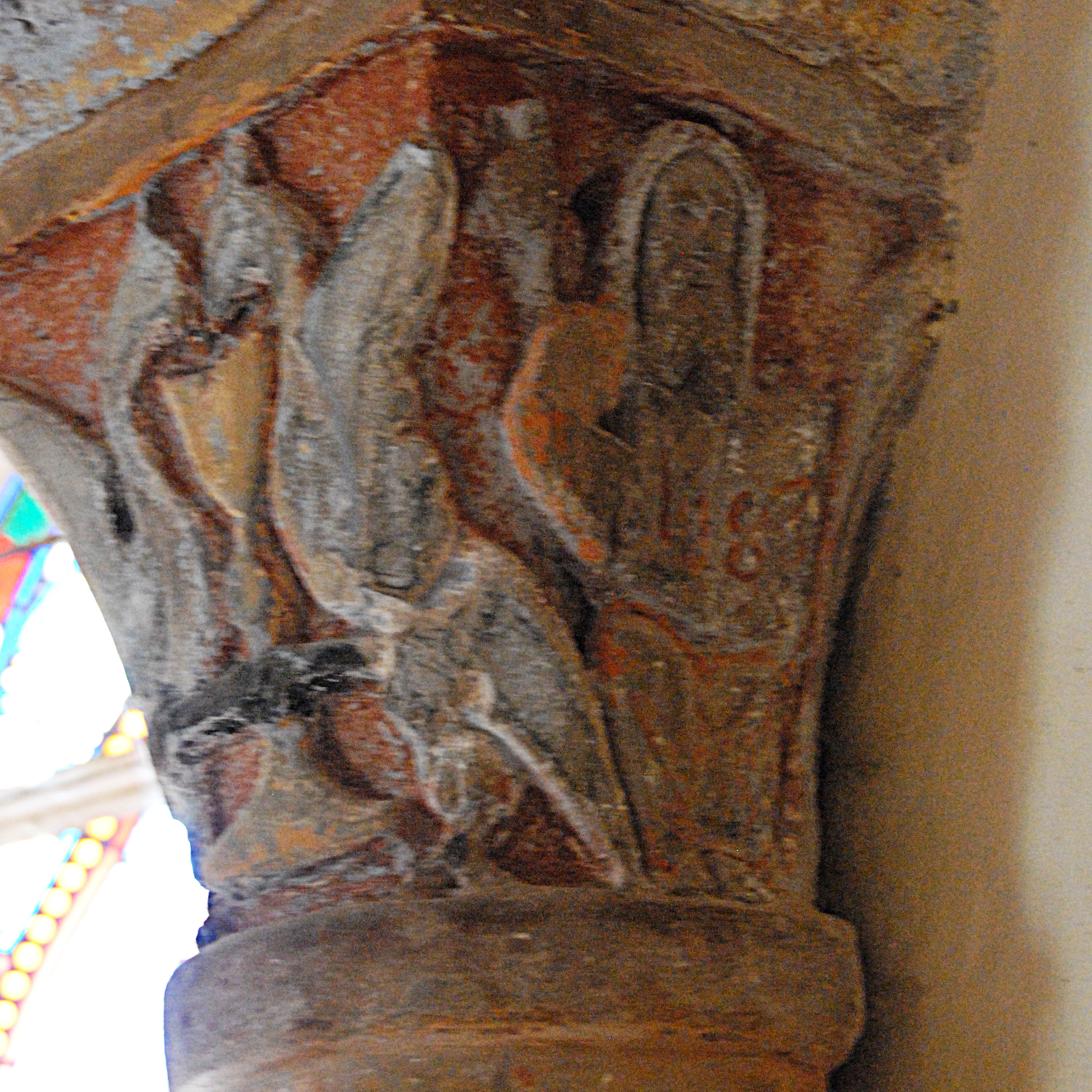
Kapitell Chorapsis, Südseite, Mönch zeigt offenes Buch
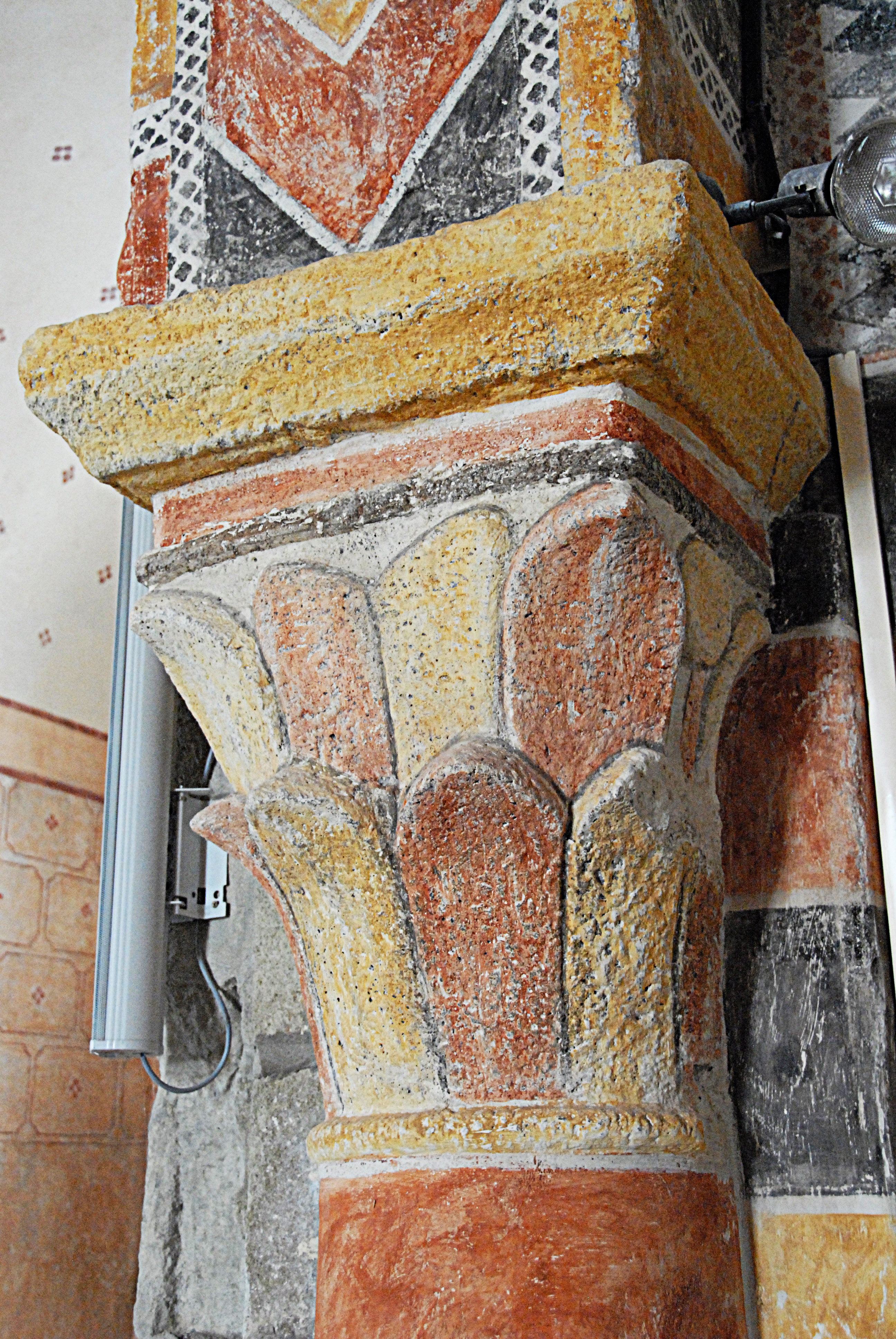
Blattkapitell Vierung
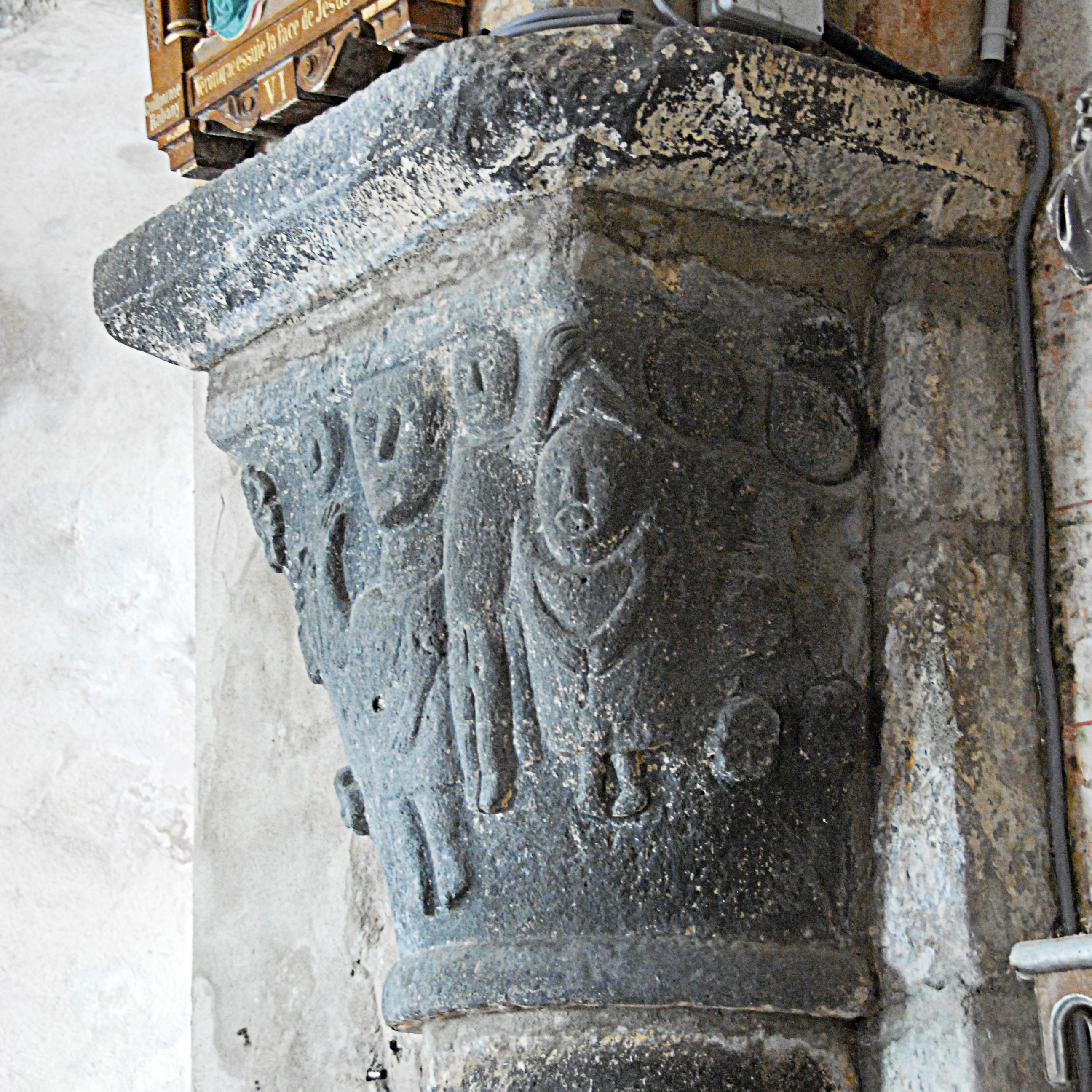
Kapitell Schiff, Nordwand, zw. Joch 1 u. 2

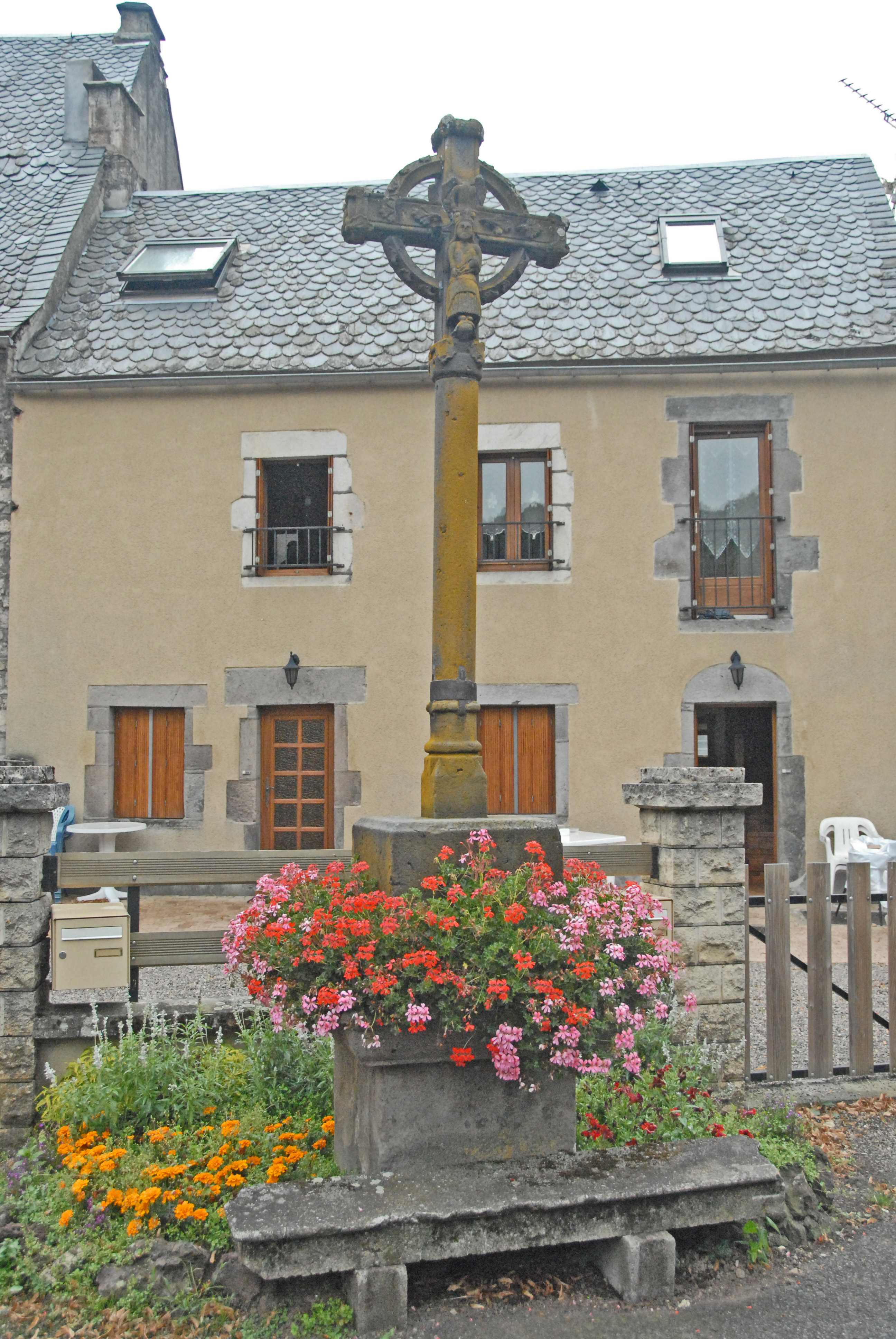
Hochkreuz neben Kirche

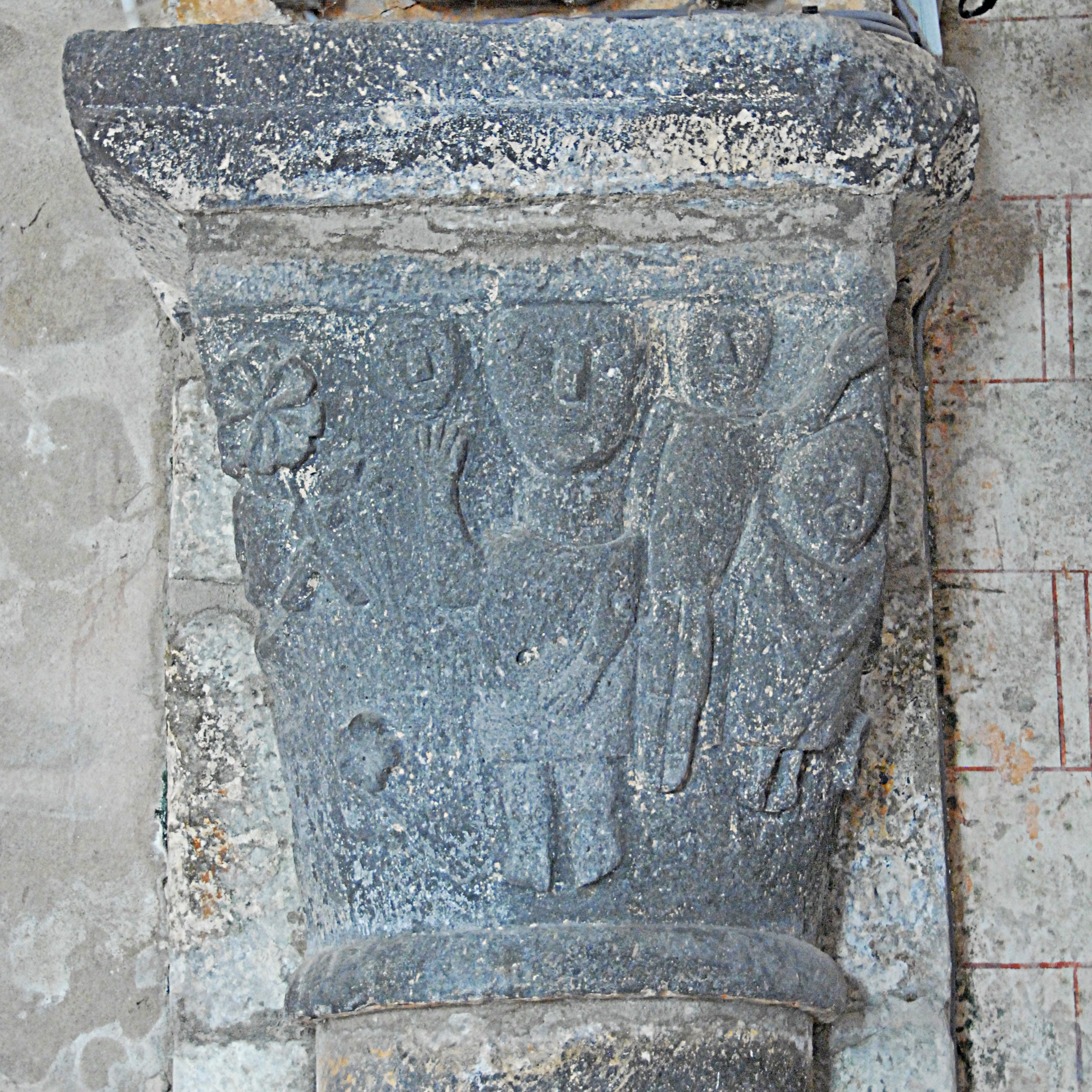
Kapitell Schiff, Nordwand, zw. Joch 1 u. 2
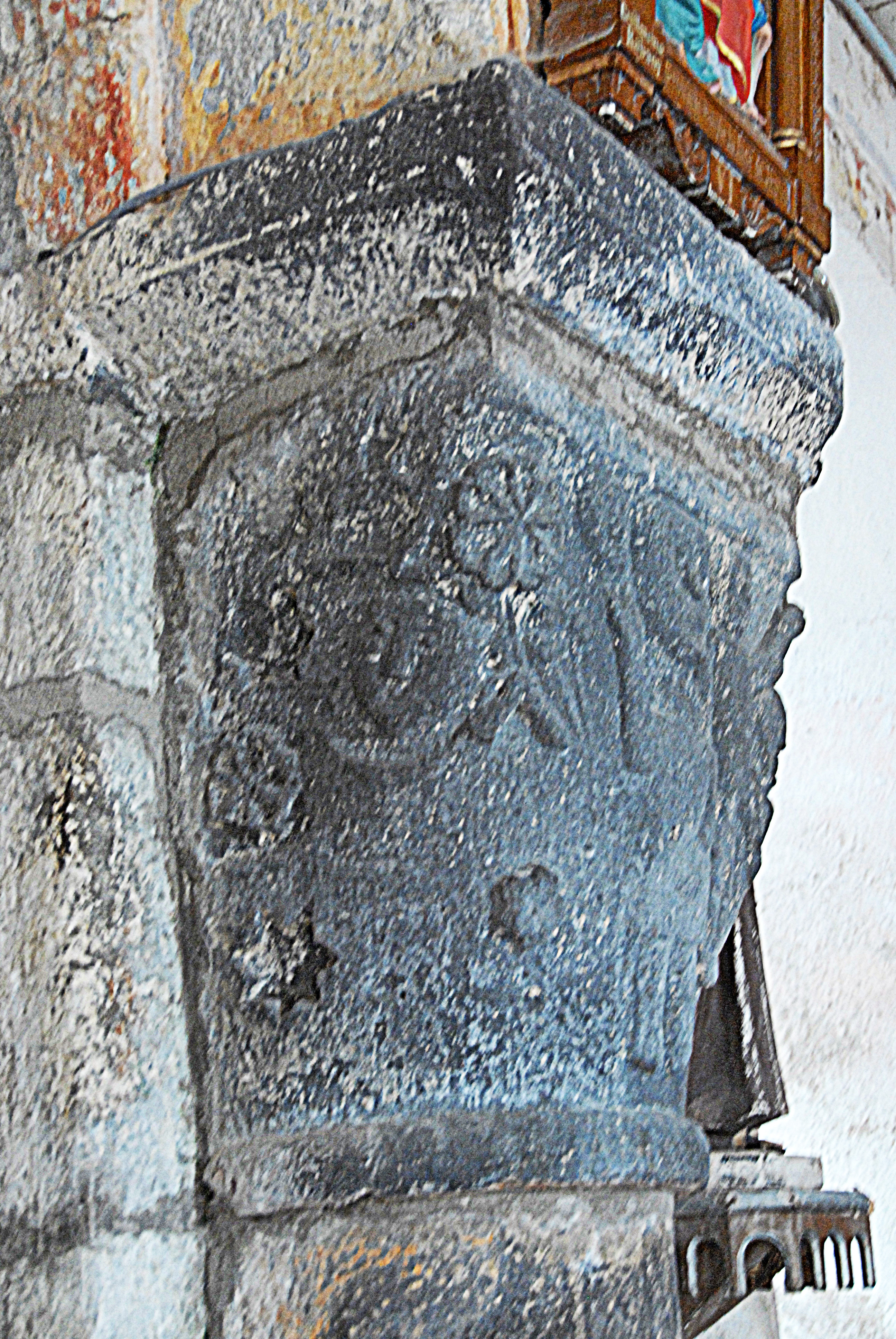
Kapitell Schiff, Nordwand, zw. Joch 1 u. 2

## Hochkreuz neben der Kirche
Auf dem Platz neben der Kirche ist ein steinernes Hochkreuz errichtet, das nach den Quellen aus dem 15. Jahrhundert stammen soll. Unter den christlichen Kreuzformen wird es als „Keltisches Kreuz“ bezeichnet. Es ist aus dunkelgrauem Basalt gefertigt und ist auf einem kubischen Sockel errichtet, aus dem gleichen Material. Das eigentliche Kreuz steht auf einer glatten Säule mit einer runden Basis, die mit zwei Wülsten profiliert ist. Diese steht wiederum auf einer kantigen Plinthe, die am oberen Rand in die Rundung der Basis überleitet. Oberhalb der Basis umschließt ein eisernes Band mit vier Ankern den Fuß des Schaftes, was darauf schließen lässt, dass Schaft und Basis getrennte Teile sind.
Das Kreuz besitzt eine kreisrunde Fußplatte, deren Durchmesser etwas größer ist als der darunter anschließende Schaft. Die Kreuzarme weisen leicht rechtwinklige Querschnitte auf, deren Kanten von schmalen Viertelstäben gebrochen sind. Der untere Kreuzarm ist ein Stück länger als die drei anderen. Die Arme werden an den Enden mit breiteren rechtwinkligen Platten abgeschlossen, um deren Ecken sich Kriechblumenblätter schließen.

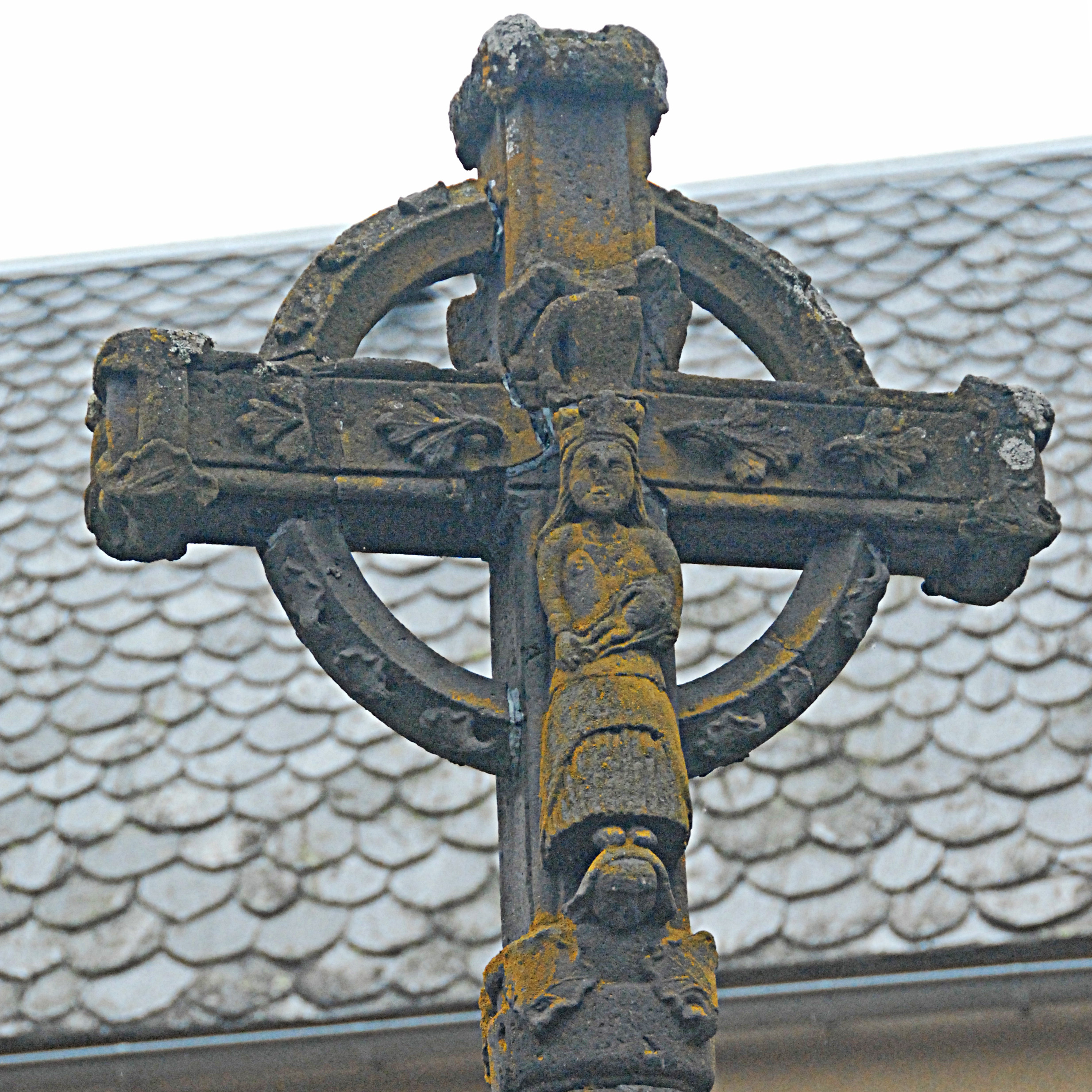
Keltisches Kreuz

Die Kreuzarme werden ein Stück vor ihren Enden von einem Kreisring durchstoßen, mit etwa quadratischem Querschnitt, deren Seiten leicht gekehlt sind. Auf den äußeren Seiten des Rings und der Vorderseite des waagerechten Kreuzarms kriechen weitere Blätter.
Vor dem unteren Kreuzarm steht frontal eine Muttergottes in fußlangem Gewand mit ihren Füßen auf dem Kopf eines Engels (?) mit Pagenhaartracht. Sie selbst trägt schulterlange Haare und eine prachtvoll gestaltete Krone. In ihren Armen liegt in Windeln gehüllt der Jesusknabe im Säuglingsalter. Ihm wurde der Kopf abgetrennt. Oberhalb der Krone richtet sich der Oberkörper eines Engels mit ausgebreiteten Flügeln auf, der sich auf der Krone mit den Armen abzustützen scheint. Auch ihm fehlt der Kopf.